# Global 200

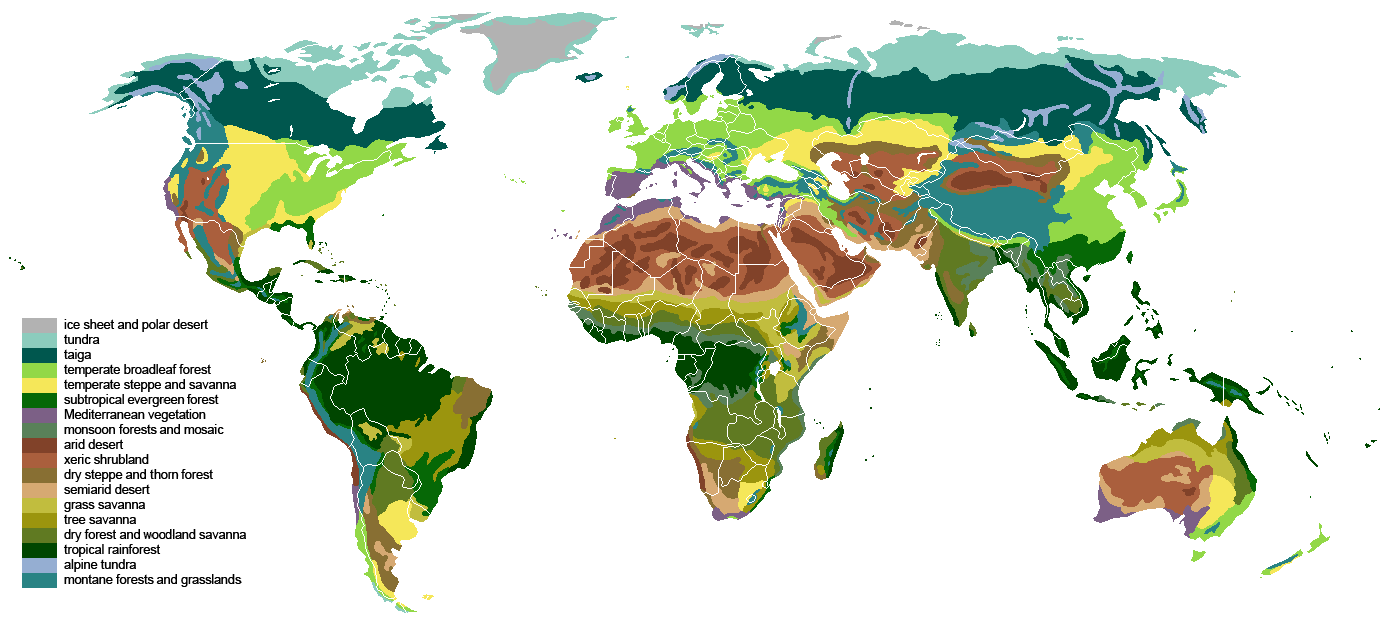
Mapa rozložení světové vegetace

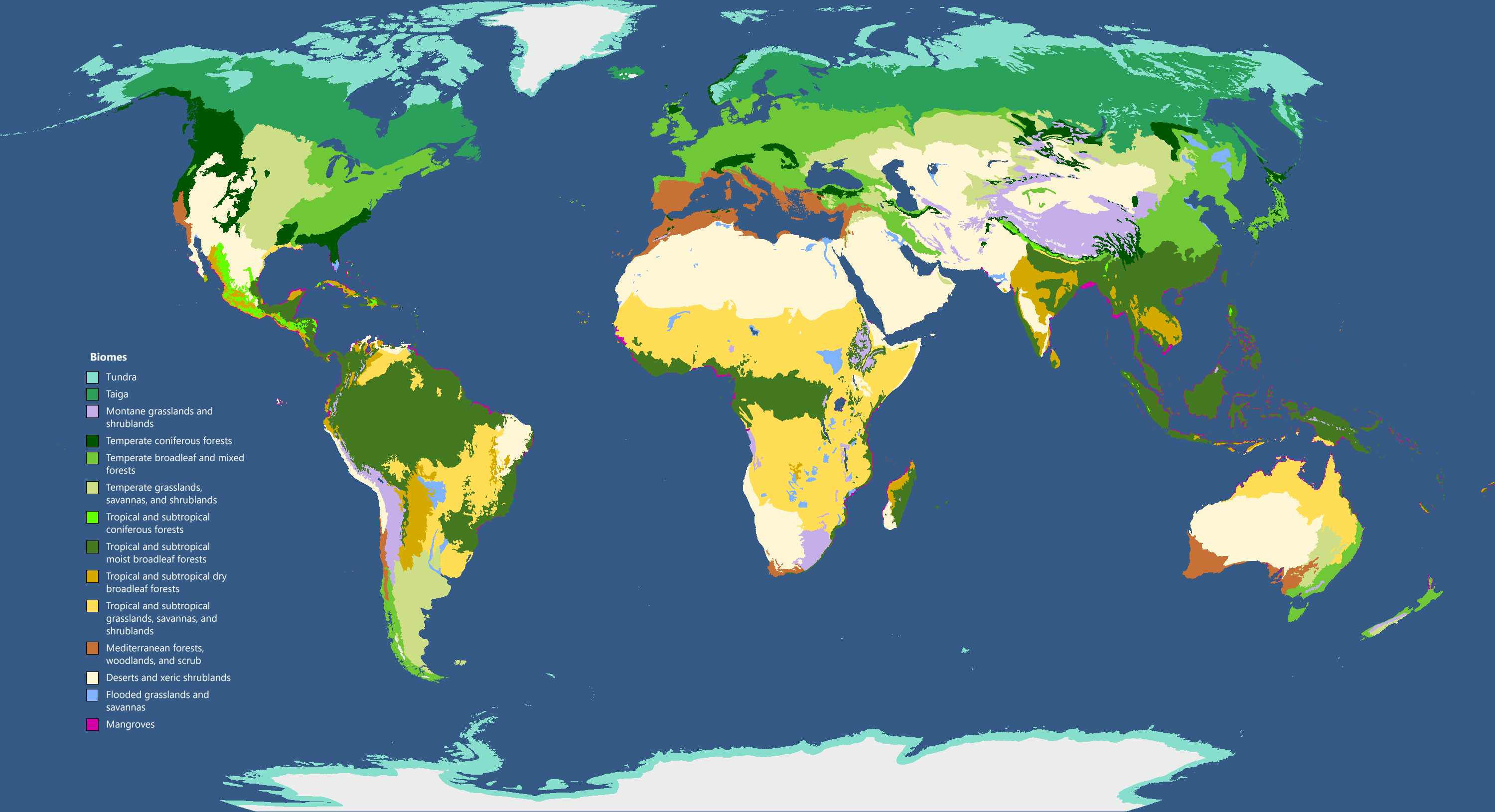
Mapa hlavních světových biomů

Global 200 je seznam ekoregionů, které Světový fond na ochranu přírody (WWF) označila za celosvětově prioritní z hlediska ochrany.

## Pozadí
WWF identifikovala 867 suchozemských ekoregionů na zemském povrchu, stejně jako sladkovodní a mořské ekoregiony. Cílem tohoto klasifikačního systému je zajistit, aby v regionálních strategiích zachování a rozvoje byla zastoupena celá řada ekosystémů. Z těchto ekoregionů vybral WWF seznam Global 200 jako ekoregiony, které jsou nejdůležitější pro zachování globální biologické rozmanitosti. Seznam Global 200 ve skutečnosti obsahuje 238 ekoregionů, tvořených 142 suchozemskými, 53 sladkovodními a 43 mořskými ekoregiony. WWF dále přiřazuje každému ekoregionu v Global 200 stav narušení: kritický nebo ohrožený; zranitelný; a relativně stabilní nebo neporušený . Více než polovina ekoregionů v Global 200 je hodnocena jako ohrožená.
Ochrana přírody a biologické rozmanitosti se často zaměřuje na ochranu tropických vlhkých listnatých lesů (běžně známých jako tropické deštné pralesy), protože se odhaduje, že v sobě ukrývají polovinu druhů Země. Na druhé straně WWF rozhodl, že komplexnější strategie pro zachování globální biologické rozmanitosti by měla vzít v úvahu i druhou polovinu druhů a ekosystémy, které je podporují.
Několik biomů, jako jsou středomořské lesy a křoviny, bylo shledáno ještě ohroženějšími než tropické deštné lesy, a proto vyžadují společnou, přeshraniční ochranářskou činnost. WWF tvrdí, že „ačkoli opatření k ochraně přírody obvykle probíhají na úrovni země, vzorce biologické rozmanitosti a ekologické procesy (např. migrace) neodpovídají politickým hranicím“, proto jsou strategie zachování založené na ekoregionu považovány za zásadní.

### Klasifikace
Zemský povrch lze rozdělit do osmi biogeografických oblastí, které představují hlavní pozemská společenství zvířat a rostlin a jsou syntézou předchozích systémů floristických provincií a faunálních oblastí. Systém biomů klasifikuje svět na typy ekosystémů (tj. lesy, pastviny atd.) na základě klimatu a vegetace. Každá biogeografická oblast obsahuje více biomů a biomy se vyskytují v několika biogeografických sférách. Byl vyvinut systém biogeografických provincií k identifikaci konkrétních menších geografických jednotek v každé biogeografické oblasti, které byly konzistentního typu biomu, ale sdílely odlišná rostlinná a živočišná společenství. Systém WWF představuje další zdokonalení systému biomů (které WWF nazývá „hlavní typy stanovišť“), biogeografických sfér a biogeografických provincií (schéma WWF rozděluje většinu biogeografických provincií na několik menších ekoregionů).

### Výběrový proces
Na základě komplexního seznamu ekoregionů zahrnuje seznam Global 200 všechny hlavní typy stanovišť (biomy), všechny typy ekosystémů a druhy ze všech hlavních typů stanovišť. Zaměřuje se na každý hlavní typ stanoviště každého kontinentu (například tropické lesy nebo korálové útesy). Výběr ekoregionů byl založen na analýze druhové bohatosti, druhového endemismu, unikátních vyšších taxonů, neobvyklých ekologických nebo evolučních jevů a globální vzácnosti hlavních typů stanovišť.

## Terestrické biotopy

### Tropické a subtropické vlhké listnaté lesy
Afrotropická oblast
- Guinejské vlhké lesy
  - AT0111 Východoguinejské lesy
  - AT0114 Guinejské horské lesy

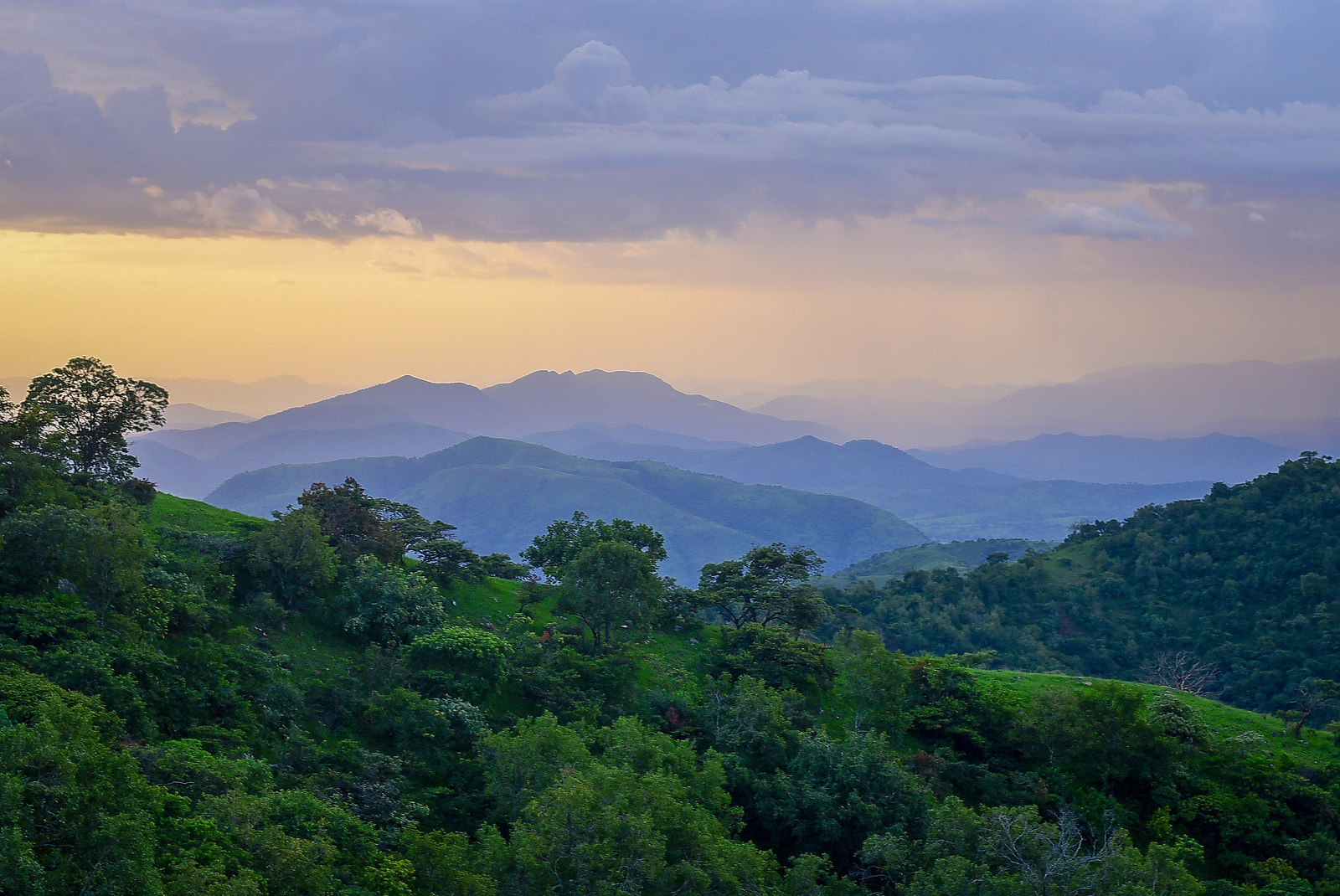
Tropické lesy na hornatém pomezí Nigérie a Kamerunu

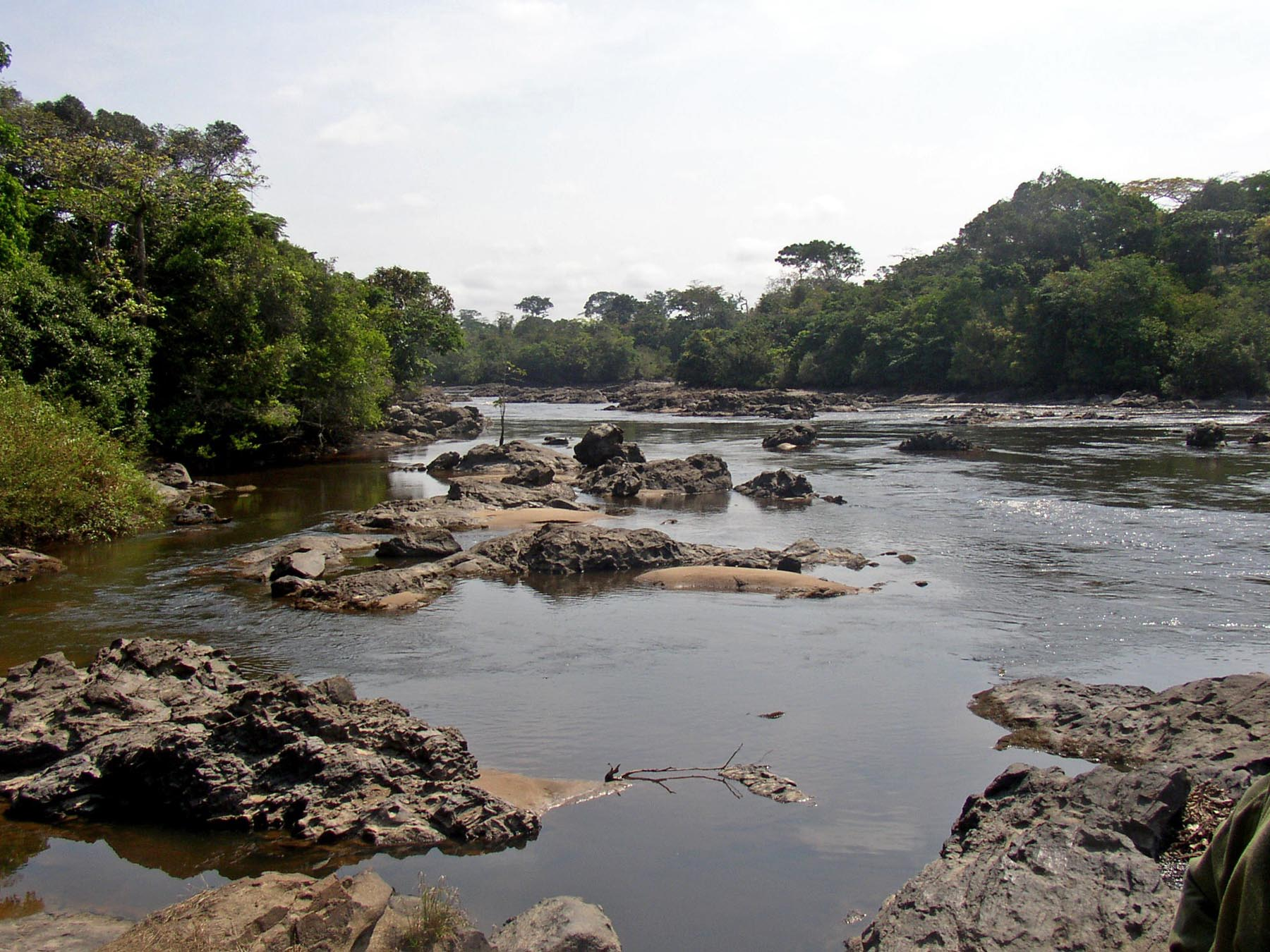
Přírodní rezervace Okapi v Demokratické republice Kongo

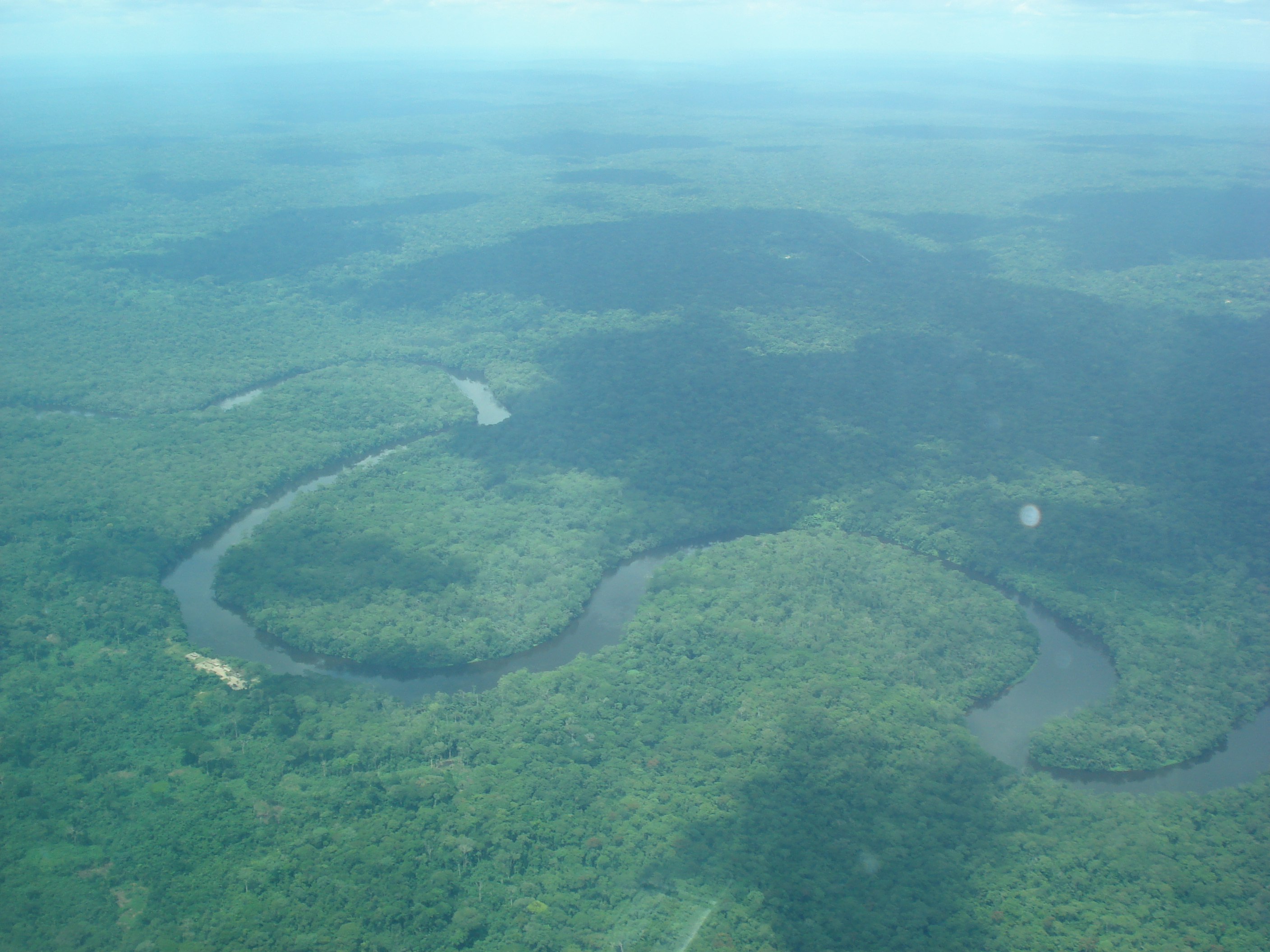
Nížinné deštné pralesy centrálního Konga

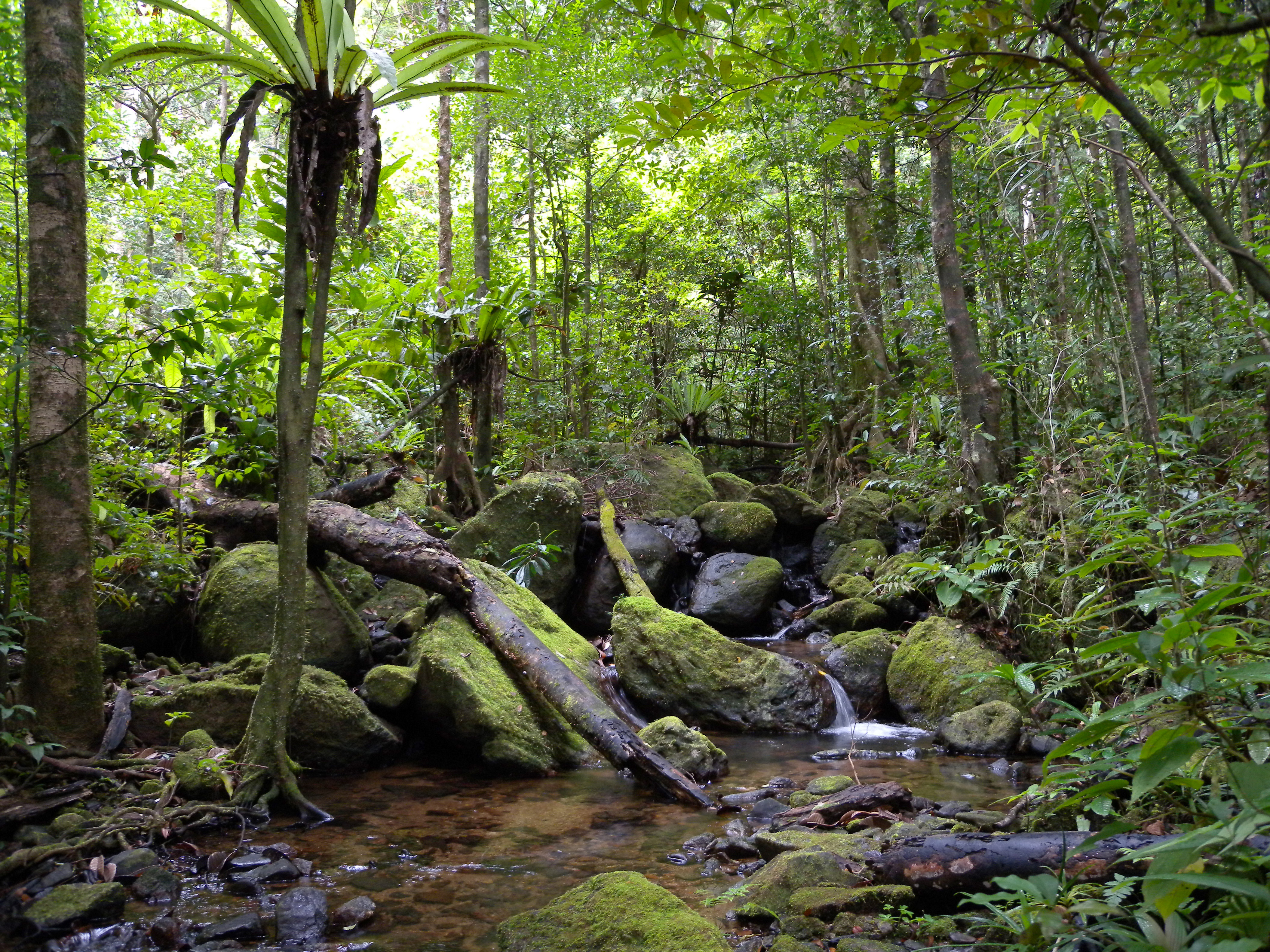
Nížinné lesy Madagaskaru

  - AT0130 Západoguinejské nížinné lesy
- Konžské pobřežní lesy [1]
  - AT0102 Atlantické rovníkové pobřežní lesy
  - AT0107 Pobřežní lesy oblasti Cross – Sanaga – Bioko
  - AT0127 Lesy Svatého Tomáše, Princova ostrova a Annobónu
- Lesy Kamerunské vysočiny
  - AT0103 Lesy Kamerunské vysočiny
  - AT0121 Mount Cameroon a horské lesy Bioko
- Nížinné lesy severovýchodního Konga
  - AT0124 Nížinné lesy severovýchodního Konga
- Vlhké lesy v centrální oblasti Konga
  - AT0104 Středokonžské nížinné lesy
  - AT0110 Východokonžské bažinné lesy
- Vlhké lesy v Západním Kongu
  - AT0126 Nížinné lesy severozápadního Konga
  - AT0129 Západokonžské bažinné lesy
- Horské lesy oblasti Albertine Rift
  - AT0101 Horské lesy oblasti Albertine Rift
- Východoafrické pobřežní lesy
  - AT0125 Pobřežní lesní mozaika severního Zanzibaru a Inhambane
  - AT0128 Mozaika pobřežního lesa jižního Zanzibaru a Inhambane
- Horské lesy východního oblouku (Keňa, Tanzanie)
  - AT0109 Lesy východního oblouku
- Madagaskarské nížinné a subhumidní lesy
  - AT0117 Madagaskarské nížinné lesy
  - AT0118 Madagaskarské subhumidní lesy
- Vlhké lesy Seychel a Maskarén
  - AT0113 Granitové seychelské lesy
  - AT0120 Maskarénské lesy

Australasie
- Vlhké lesy Celebesu

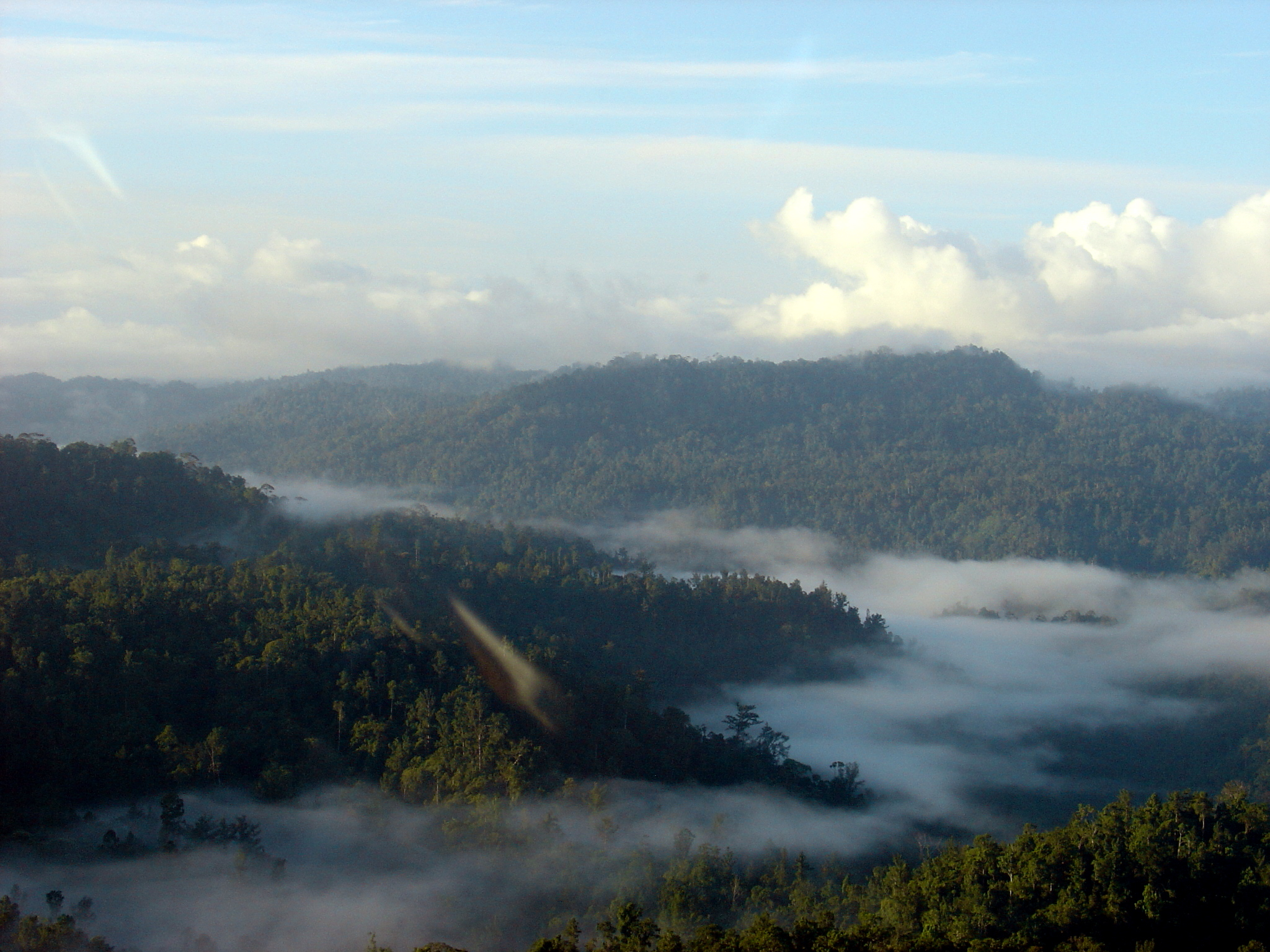
Deštný prales na ostrově Halmahera

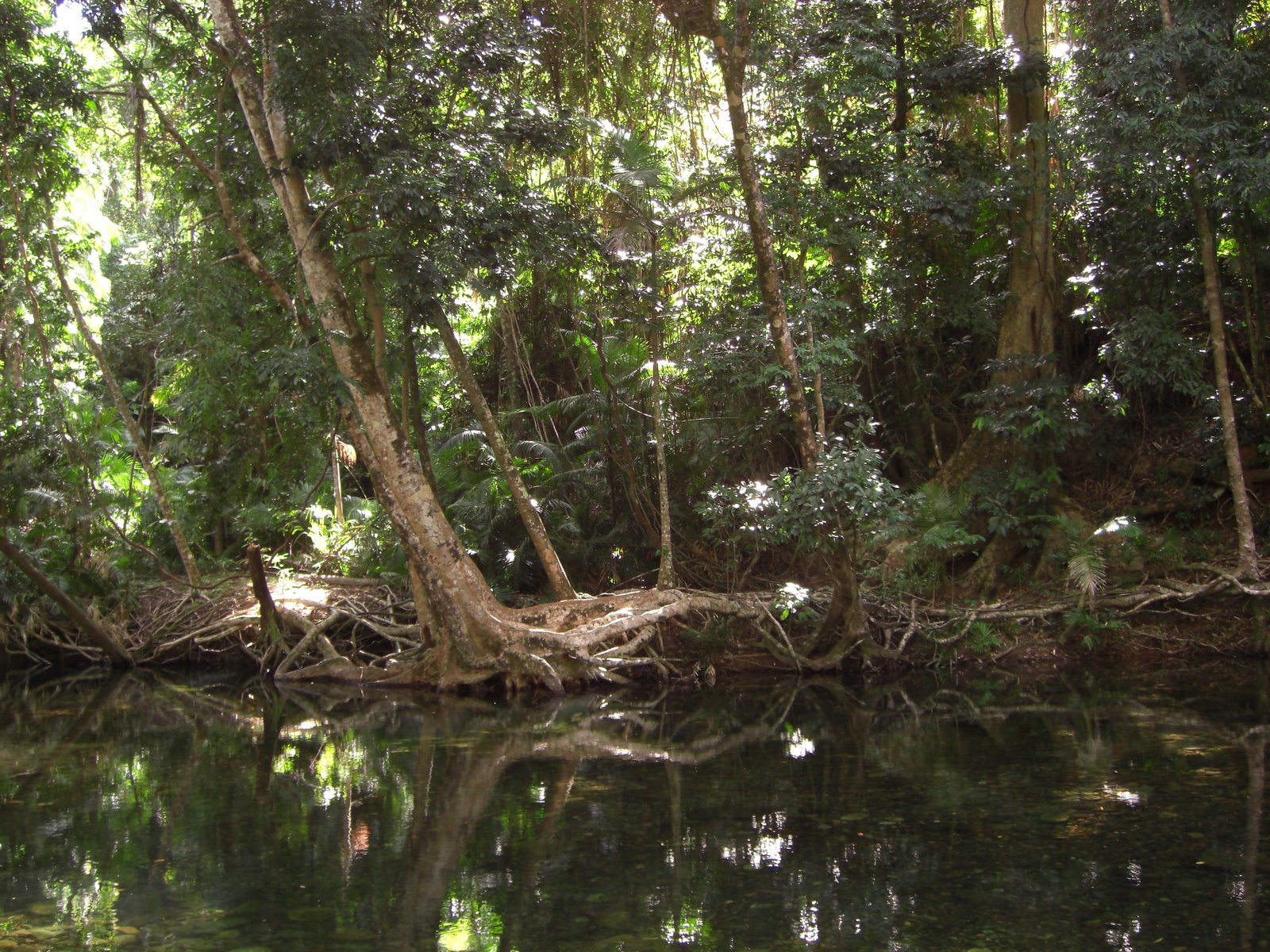
Deštné pralesy Daintree v Queenslandu

  - AA0123 Nížinné deštné lesy Celebesu
  - AA0124 Horské deštné lesy Celebesu
- Molucké vlhké lesy (Indonésie)
  - AA0106 Deštné lesy ostrova Halmahera
- Nížinné lesy jižní Nové Guineje
  - AA0122 Deštné pralesy jižní Nové Guineje
- Novoguinejské horské lesy
  - AA0116 Horské deštné lesy severu Nové Guineje
- Vlhké lesy Šalomounových ostrovů, Bismarckových ostrovů a Vanuatu
  - AA0101 Nížinné deštné lesy ostrovů Admirality
  - AA0111 Nížinné deštné lesy Nové Británie a Nového Irska
  - AA0112 Horské deštné lesy Nové Británie a Nového Irska
  - AA0119 Deštné lesy Šalomounových ostrovů
  - AA0126 Deštné lesy Vanuatu
- Queenslandské tropické deštné lesy
  - AA0117 Queenslandské tropické deštné lesy
- Vlhké lesy Nové Kaledonie
  - AA0113 Novokaledonské deštné lesy
- Lesy Norfolku a ostrova Lorda Howea
  - AA0109 Subtropické lesy ostrova Lorda Howea

Indomalajská oblast

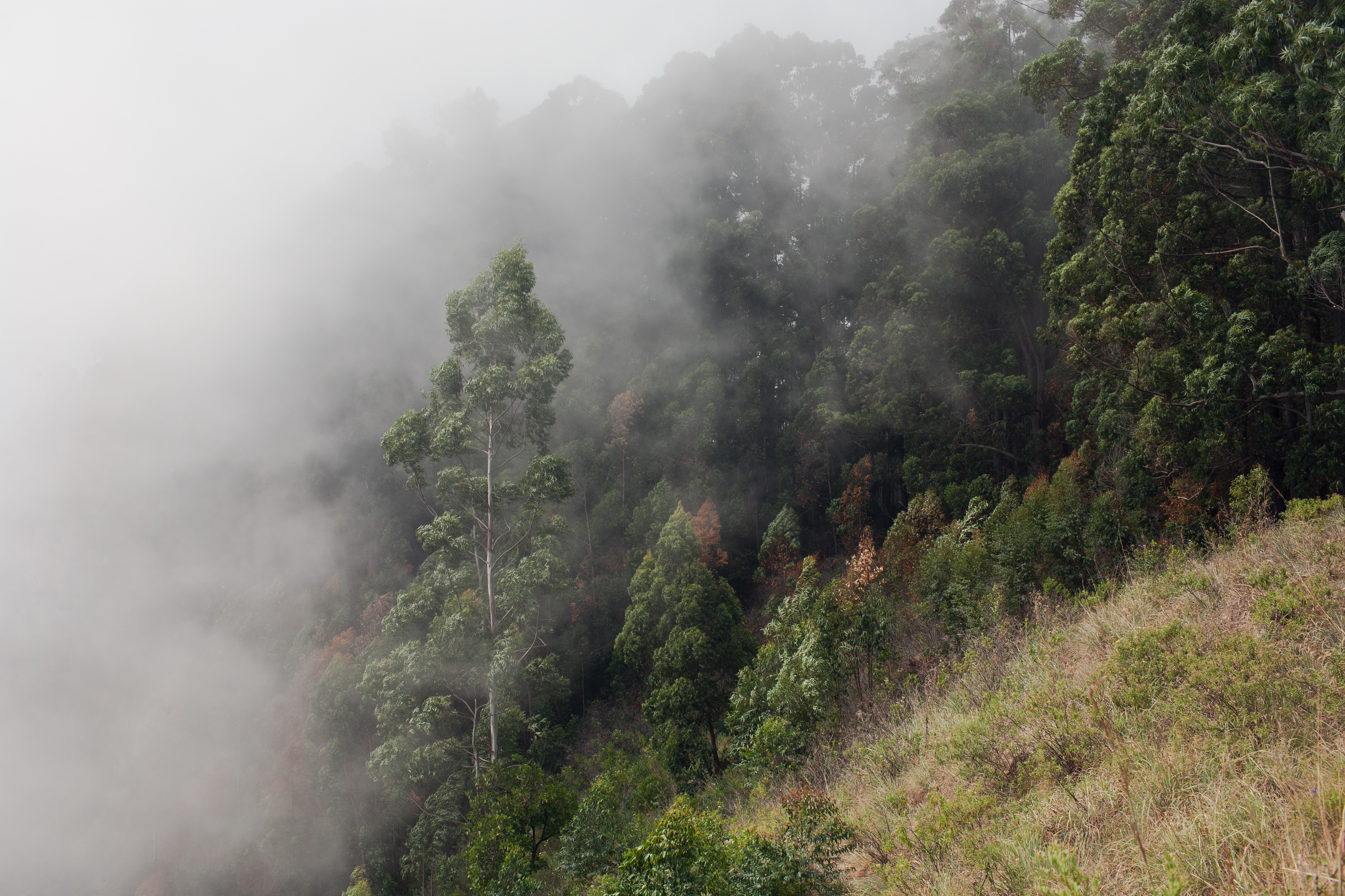
Mlžný les v horách Srí Lanky

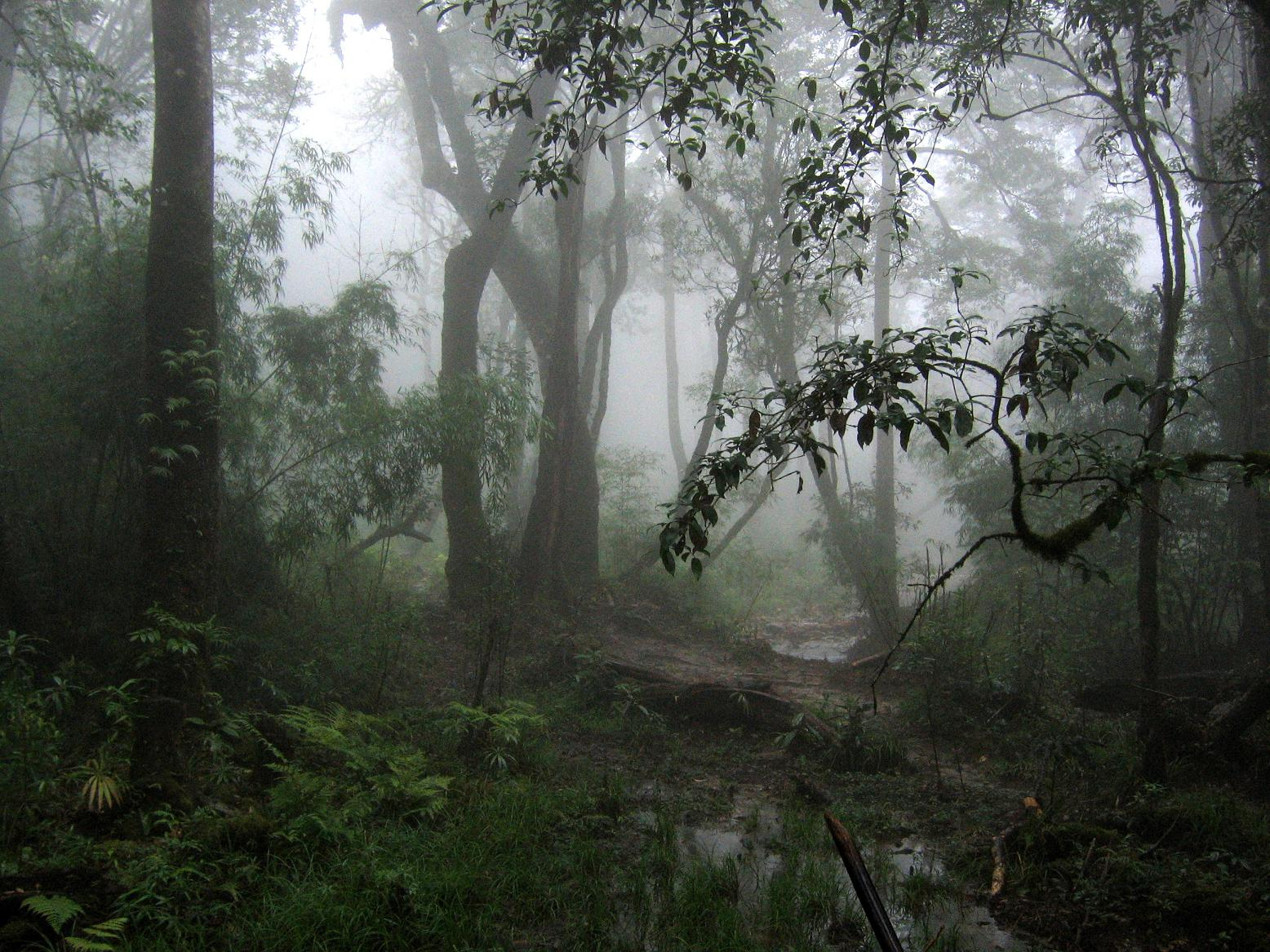
Tropický les ve Vietnamu

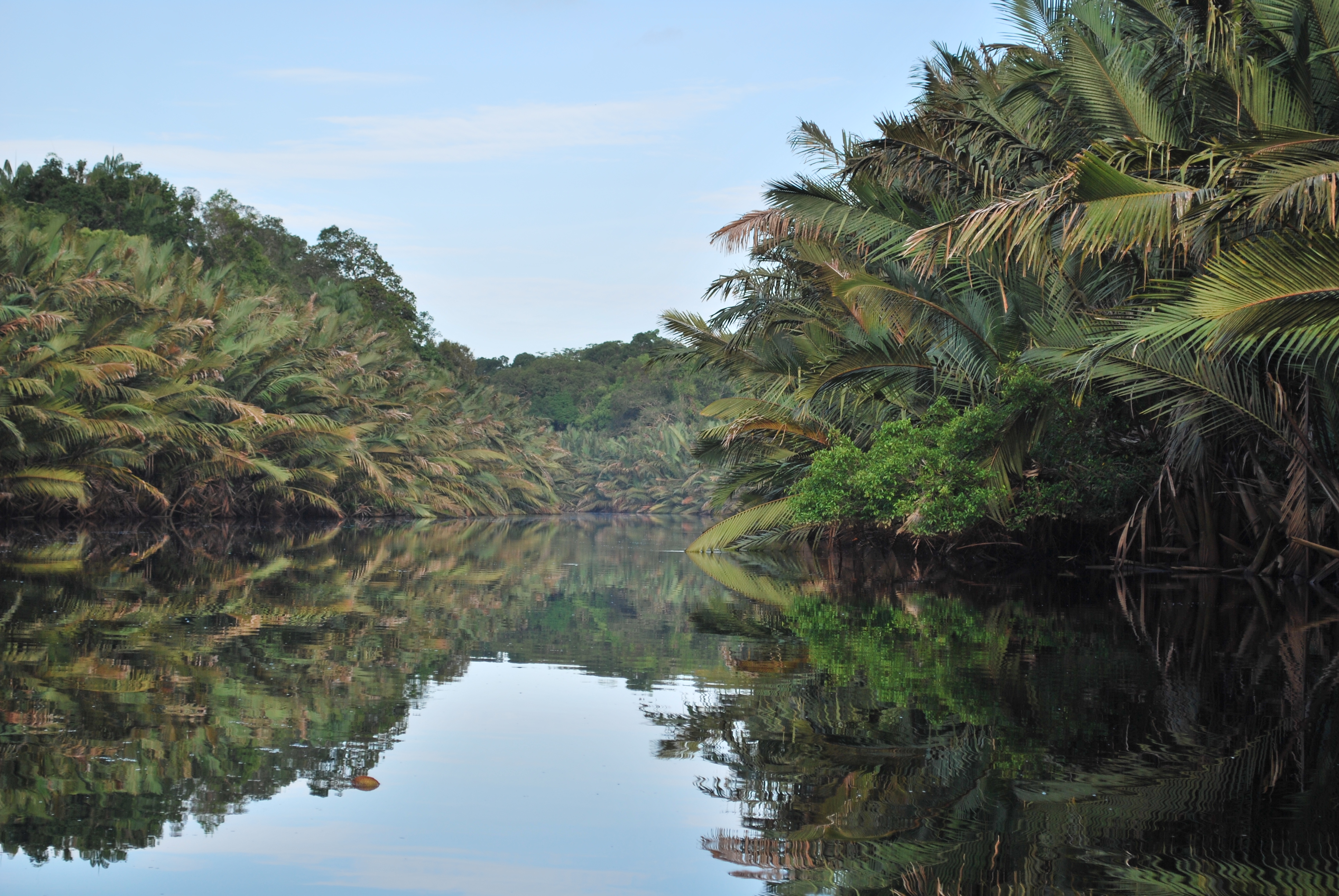
Národní park Berbak na Sumatře

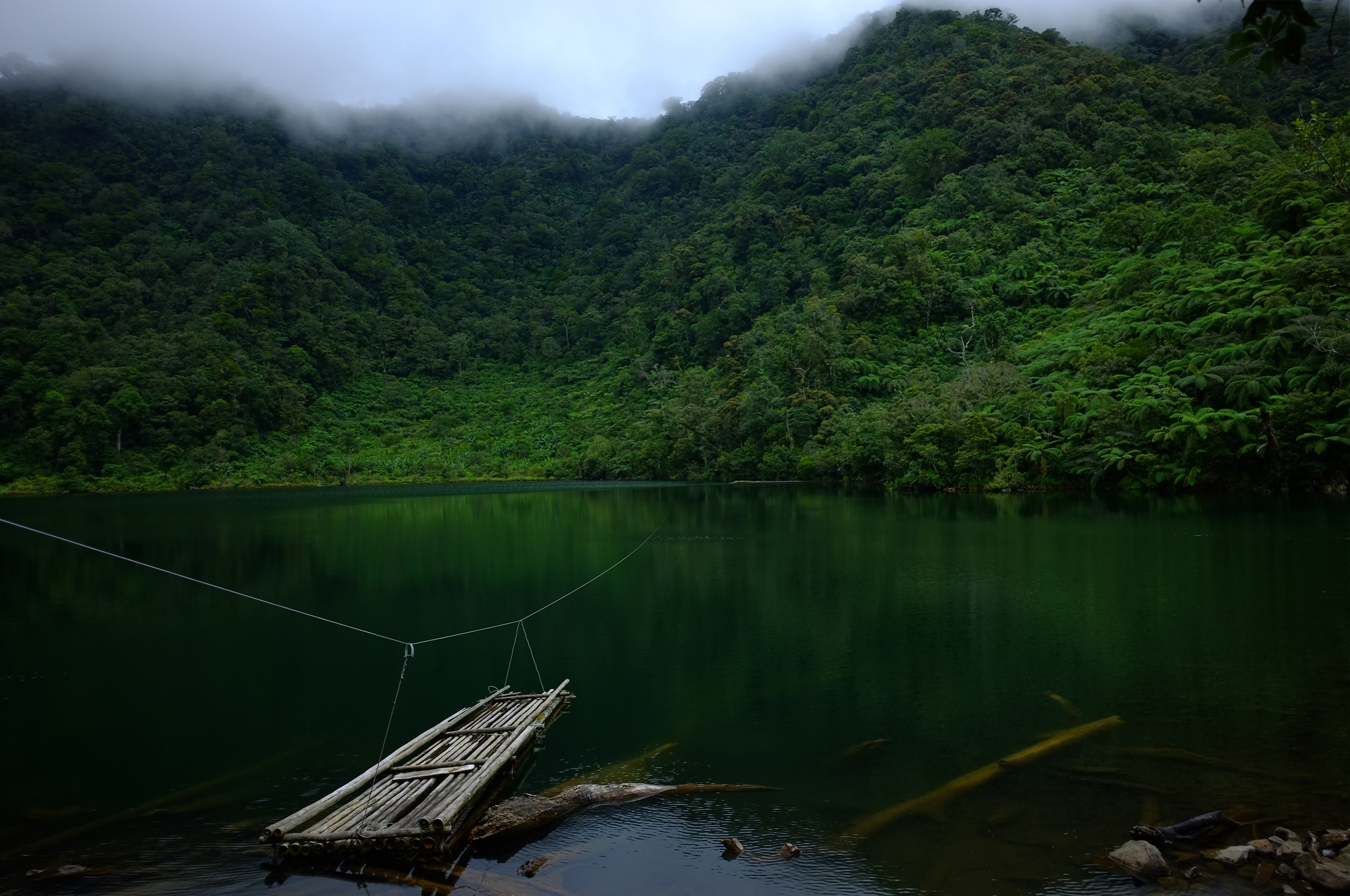
Les a jezero na ostrově Mindanao

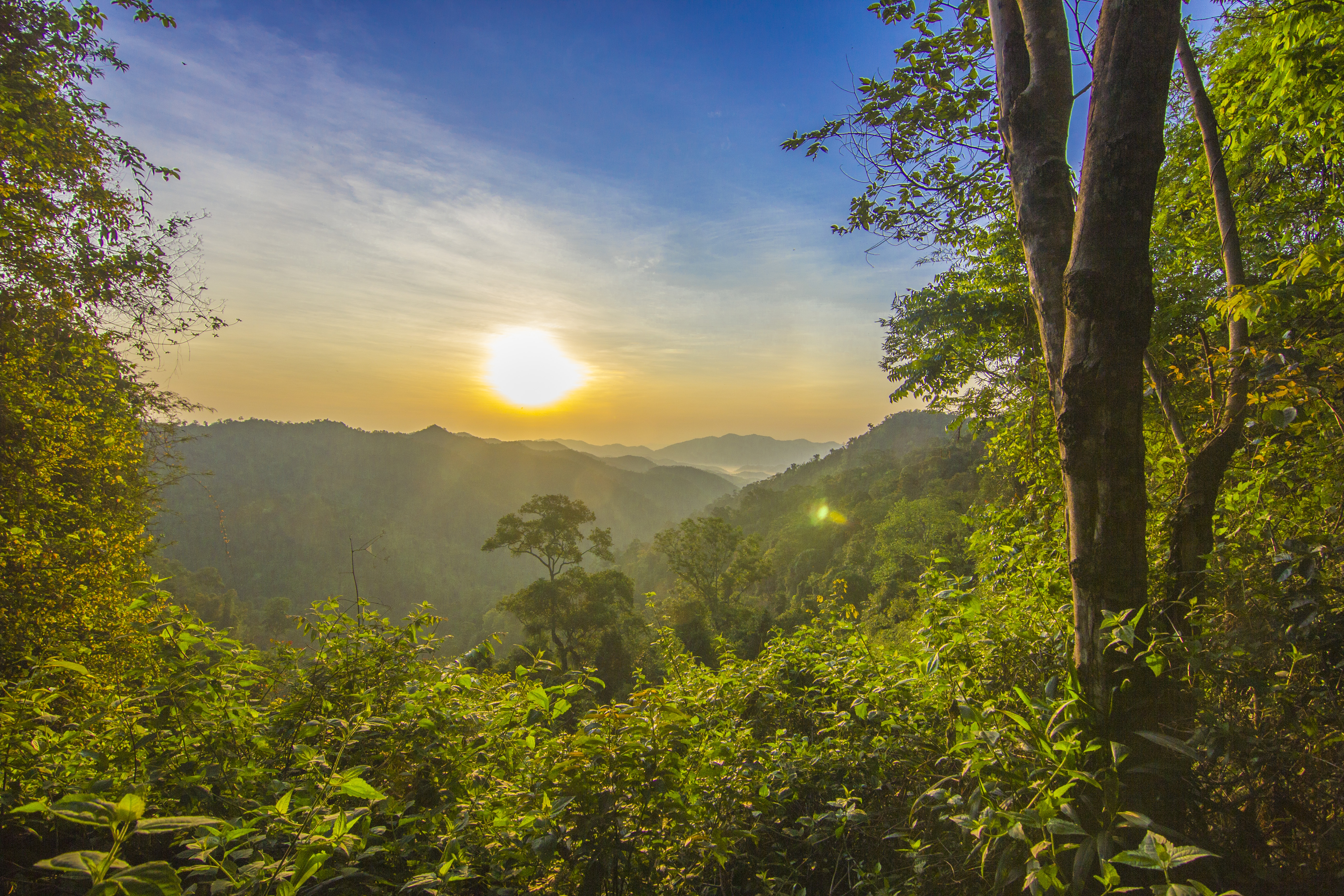
Tropický les v jižním Thajsku

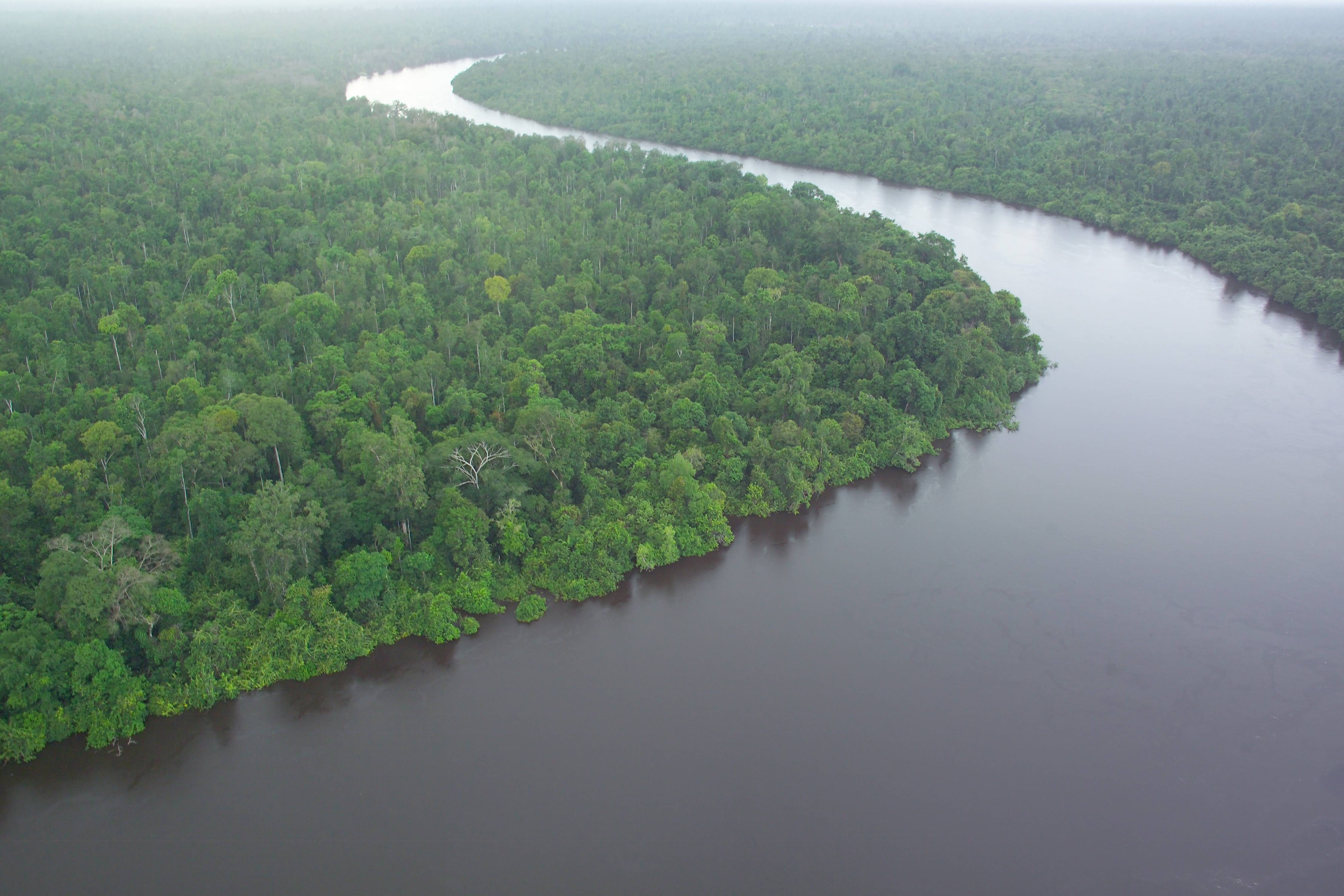
Bažinné lesy na Borneu

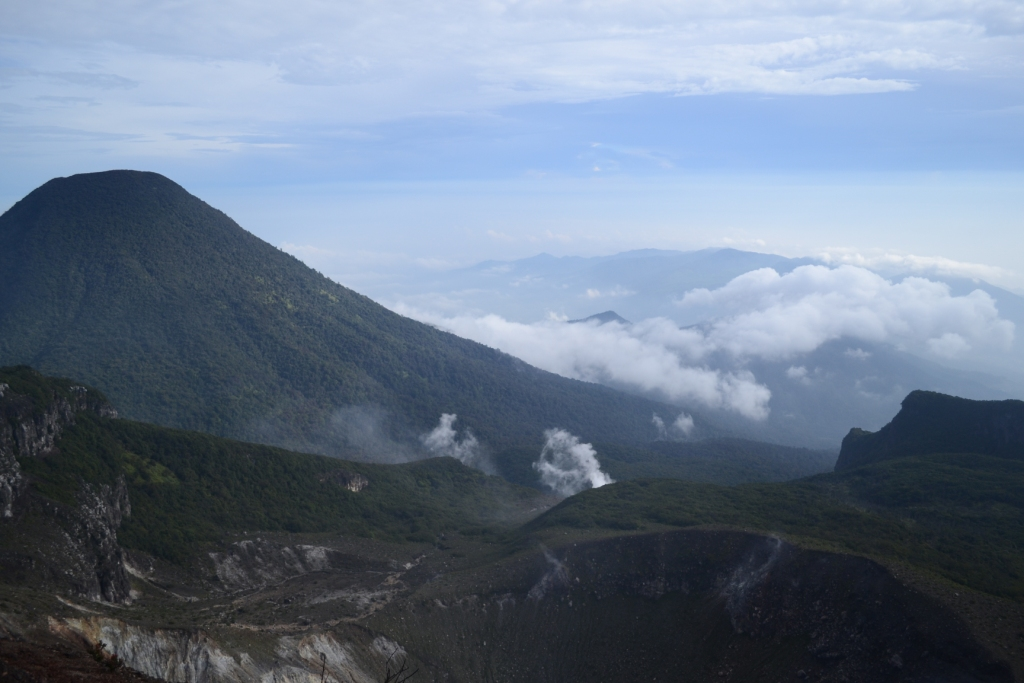
Národní park Mount Gede Pangrango na Jávě

- Horské deštné lesy a vlhké listnaté lesy v jihozápadním Ghátu
  - IM0150 Vlhké listnaté lesy jihozápadního Ghátu
  - IM0151 Montánní deštné lesy jihozápadního Ghátu
- Vlhké lesy Srí Lanky
  - IM0154 Srílanské nížinné deštné lesy
  - IM0155 Srílanské horské deštné lesy
- Subtropické vlhké lesy severní Indočíny
  - IM0137 Subtropické lesy severní Indočíny
- Vlhké lesy jihovýchodní Číny a Hainanu
  - IM0149 Subtropické stálezelené lesy jižní Číny a Vietnamu
  - IM0169 Monzunové deštné lesy na ostrově Hainan
- Horské lesy Tchaj-wanu
  - IM0172 Tchajwanské subtropické stálezelené lesy
- Vlhké lesy Annamského pohoří (Kambodž), Laos, Vietnam)
  - IM0136 Deštné lesy severního Annamu
  - IM0152 Horské deštné lesy jižního Annamu
- Nížinné a horské lesy Sumatry
  - IM0157 Sumaterské sladkovodní bažinové lesy
  - IM0158 Sumaterské nížinné deštné lesy
  - IM0159 Sumaterské horské deštné lesy
  - IM0160 Sumaterské rašelinné lesy
- Filipínské vlhké lesy
  - IM0114 Deštné lesy Visayských ostrovů (Negros – Panay)
  - IM0122 Luzonské horské deštné lesy
  - IM0123 Luzonské deštné lesy
  - IM0128 Horské deštné lesy ostrova Mindanao
  - IM0129 Deštné lesy východních Visají
  - IM0130 Deštné lesy ostrova Mindoro
  - IM0156 Deštné lesy souostroví Sulu
- Palawanské vlhké lesy
  - IM0143 Palawanské deštné lesy
- Vlhké lesy oblastí Kayah-Karen a Tenasserim
  - IM0119 Kayah-karenské horské deštné lesy
  - IM0163 Tenasserim – poloopadavé deštné lesy jižního Thajska
- Nížinné a horské lesy Malajského poloostrova
  - IM0144 Horské deštné lesy Malajského poloostrova
  - IM0145 Rašelinné lesy Malajského poloostrova
  - IM0146 Deštné lesy Malajského poloostrova
- Nížinné a horské lesy ostrova Borneo
  - IM0102 Nížinné deštné lesy Bornea
  - IM0103 Horské deštné lesy Bornea
  - IM0104 Rašelinné lesy Bornea
- Lesy souostroví Rjúkjú (Japonsko)
  - IM0170 Subtropické stálezelené lesy Nanseiských ostrovů
- Vlhké lesy východní Dekánské plošiny (Indie)
  - IM0111 Vlhké opadavé lesy Východní vysočiny
- Vlhké lesy oblasti Naga-Manupuri a Chinského pohoří (Bangladéš, Indie, Myanmar)
  - IM0109 Horské lesy pohoří Chin a Arakan
  - IM0120 Vlhké listnaté lesy Dolnoganžské roviny
  - IM0131 Deštné lesy oblastí Mizoram – Manipur – Kachin
- Vlhké lesy Kardamomových hor
  - IM0106 Deštné lesy Kardamomových hor
- Horské lesy západní Jávy
  - IM0167 Horské deštné lesy západní Jávy
- Tropické vlhké lesy Malediv, Lakadiv a Čagoských pstrovů
  - IM0125 Tropické vlhké lesy Malediv, Lakadiv a Čagoských ostrovů

Neotropická oblast
- Vlhké lesy Velkých Antil
  - NT0120 Kubánské vlhké lesy

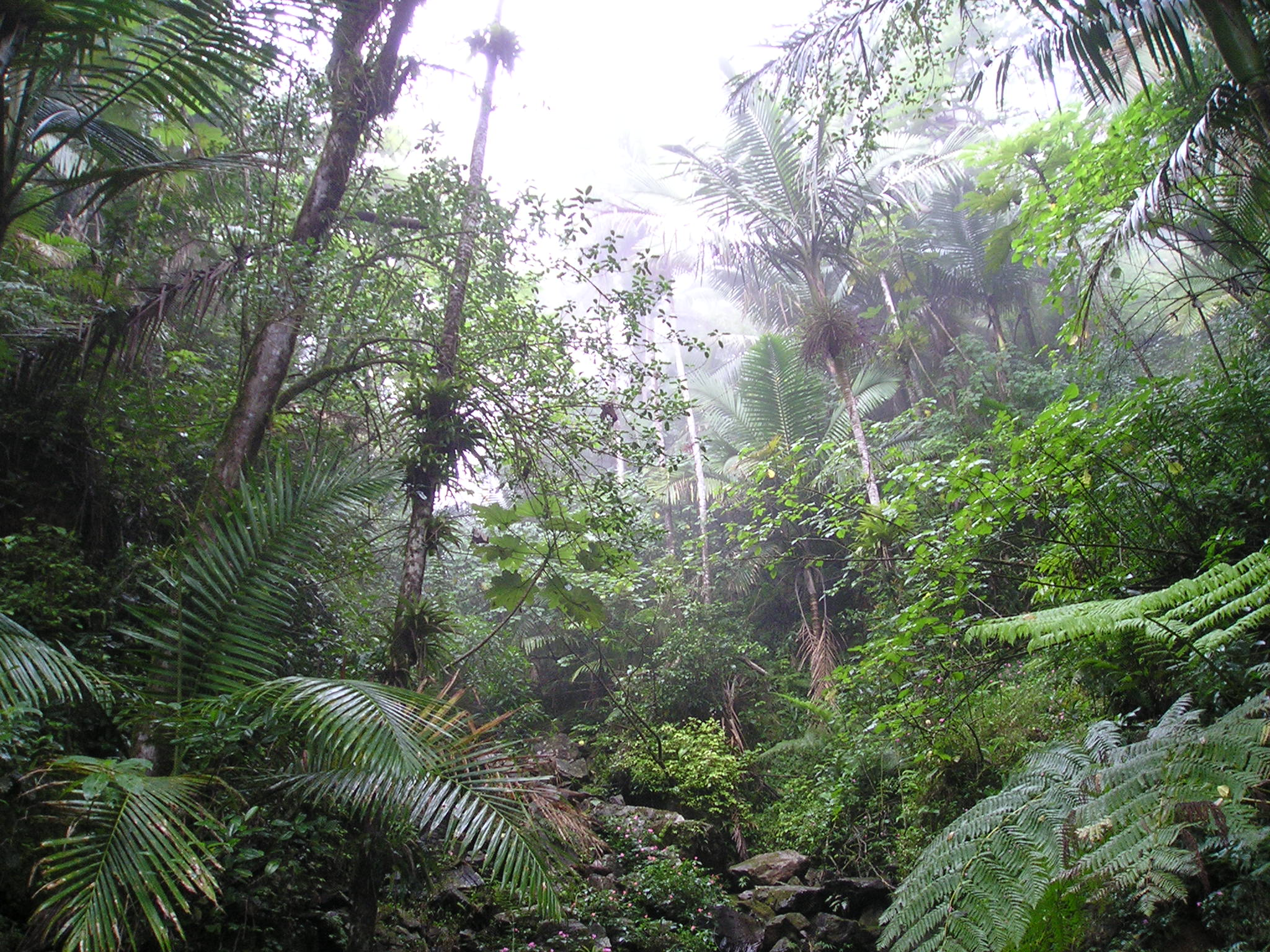
Karibský deštný prales v Portoriku

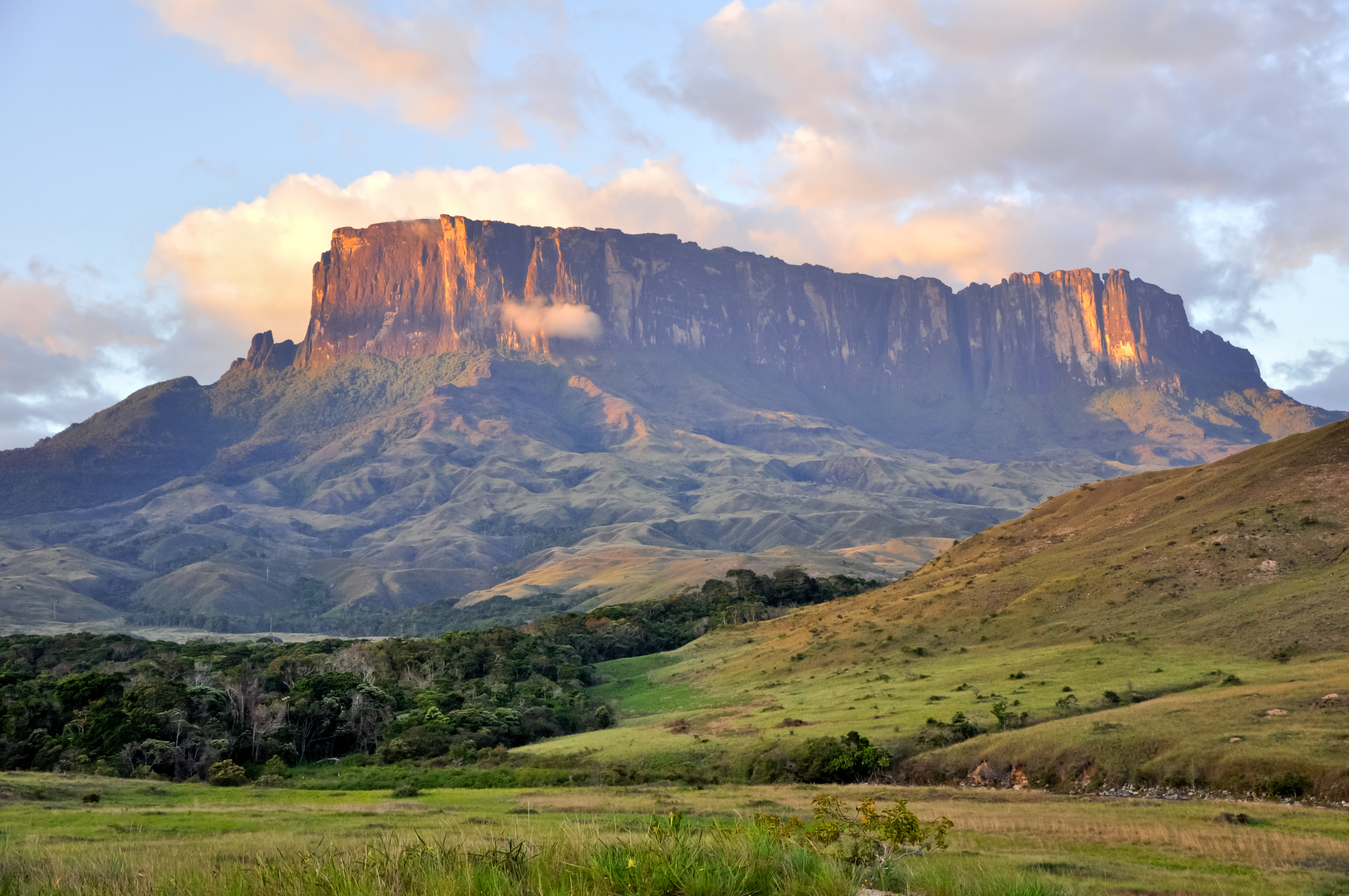
Hora Kukenan – typická tepui

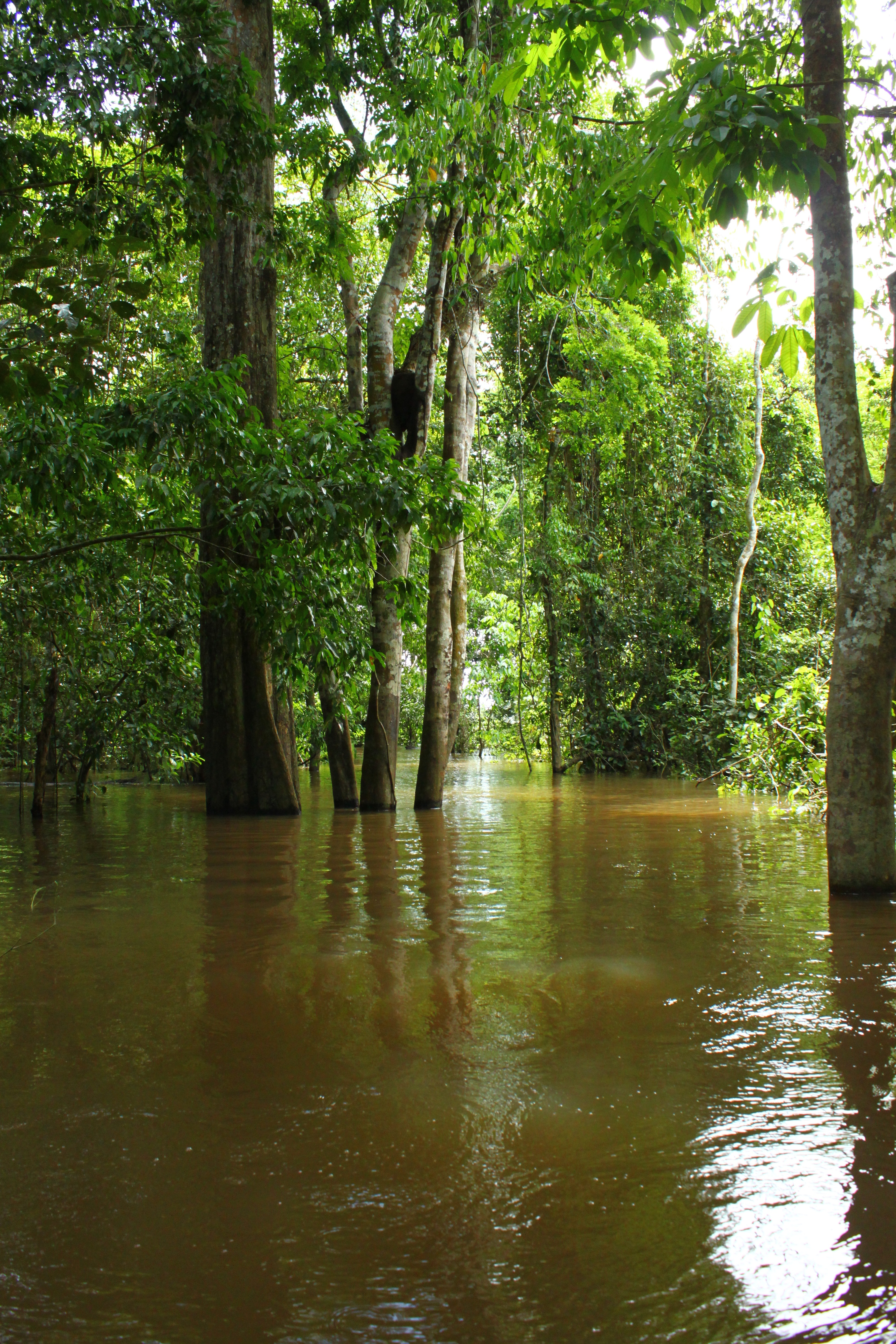
Zaplavovaný prales v Amazonii

  - NT0127 Vlhké lesy ostrova Hispaniola
  - NT0131 Jamajské vlhké lesy
  - NT0155 Portorické vlhké lesy
- Pacifické lesy pohoří Talamanca
  - NT0167 Talamanské horské lesy
- Vlhké lesy oblasti Chocó–Darién (Panama, tichomořské pobřeží Kolumbie)
  - NT0115 Vlhké lesy provincií Chocó a Darién
- Severoandské horské lesy
  - NT0145 Horské lesy severozápadních And
- Pobřežní venezuelské horské lesy
  - NT0147 Bažinné lesy v deltě Orinoka
  - NT0169 Tepuis
  - NT0171 Vlhké lesy Trinidadu a Tobaga
- Guaynské vlhké lesy
  - NT0125 Guayanské vlhké lesy
- Vlhké lesy v povodí řeky Napo
  - NT0142 Vlhké lesy v povodí řeky Napo
- Vlhké lesy v povodí řek Rio Negro a Juruá
  - NT0132 Vlhké lesy v povodí Japurá – Solimões – Negro
  - NT0133 Vlhké lesy povodí Juruá – Purus
  - NT0158 Campinarana v povodí Rio Negro
- Vlhké lesy Guayanské vysočiny
  - NT0124 Vlhké lesy Guayanské vysočiny
- Centrální andské yungy
  - NT0105 Bolivijská yunga
  - NT0153 Peruánská yunga
- Vlhké lesy jihozápadní Amazonie
  - NT0166 Vlhké lesy jihozápadní Amazonie
- Atlantický les
  - NT0103 Pobřežní lesy oblasti Bahía
  - NT0151 Pobřežní lesy oblasti Pernambuco
  - NT0160 Pobřežní lesy oblasti Serra do Mar

Oceánie

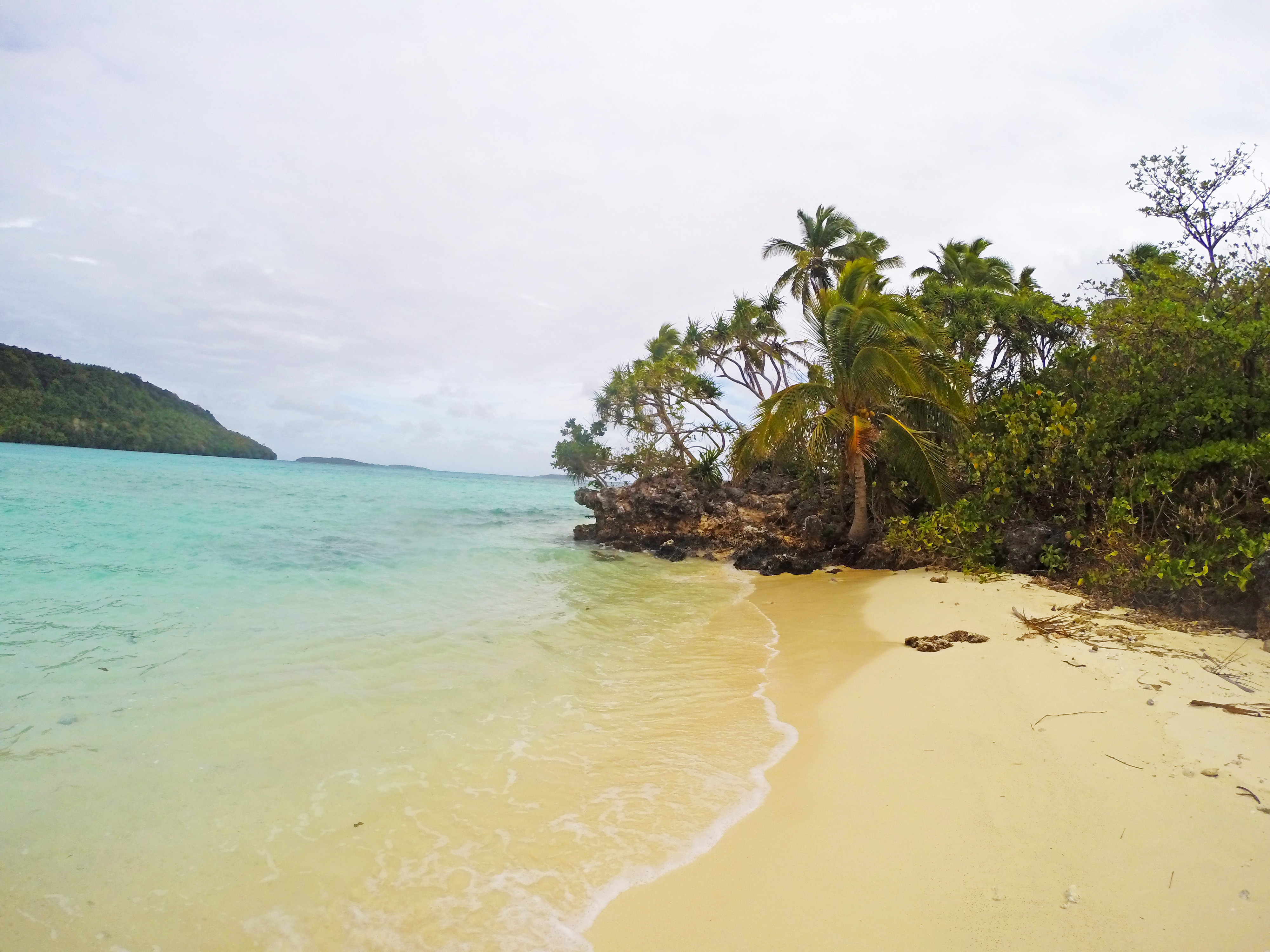
Ostrov Nuku, Tonga

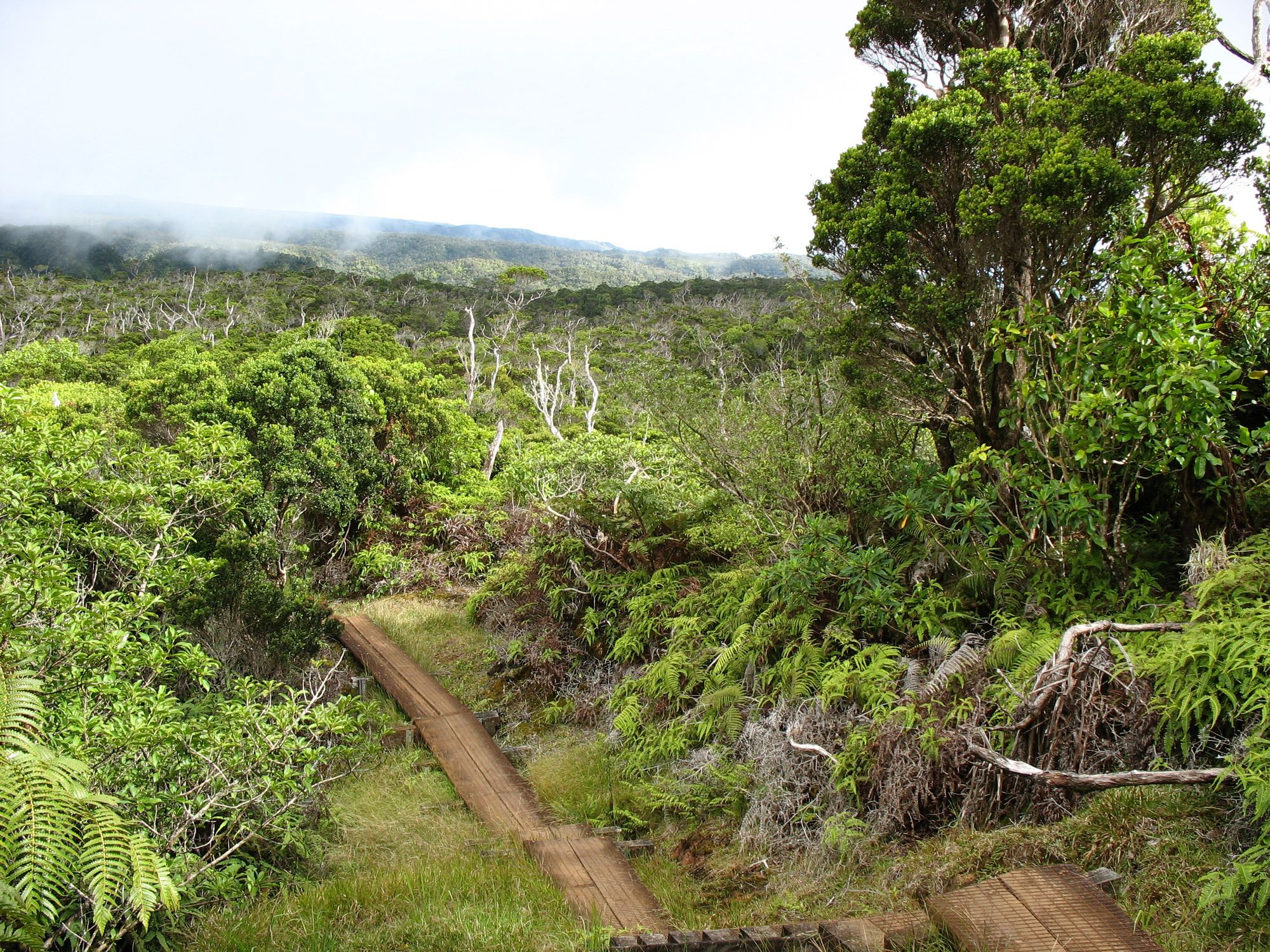
Bažinný prales na Havaji

- Lesy ostrovů jižního Pacifiku (Americká Samoa, Cookovy ostrovy, Fidži, Francouzská Polynésie, Niue, Samoa, Tonga, Wallis a Futuna)
  - OC0102 Tropické vlhké lesy centrální Polynésie
  - OC0103 Tropické vlhké lesy Cookových ostrovů
  - OC0104 Tropické vlhké lesy východní Mikronésie
  - OC0105 Fidžijské tropické vlhké lesy
  - OC0112 Samojské tropické vlhké lesy
  - OC0114 Tonžské tropické vlhké lesy
  - OC0117 Tropické vlhké lesy západní Polynésie
- Havajské vlhké lesy
  - OC0106 Havajské tropické deštné pralesy

### Tropické a subtropické suché listnaté lesy
Afrotropická oblast
- Madagaskarské suché opadavé lesy

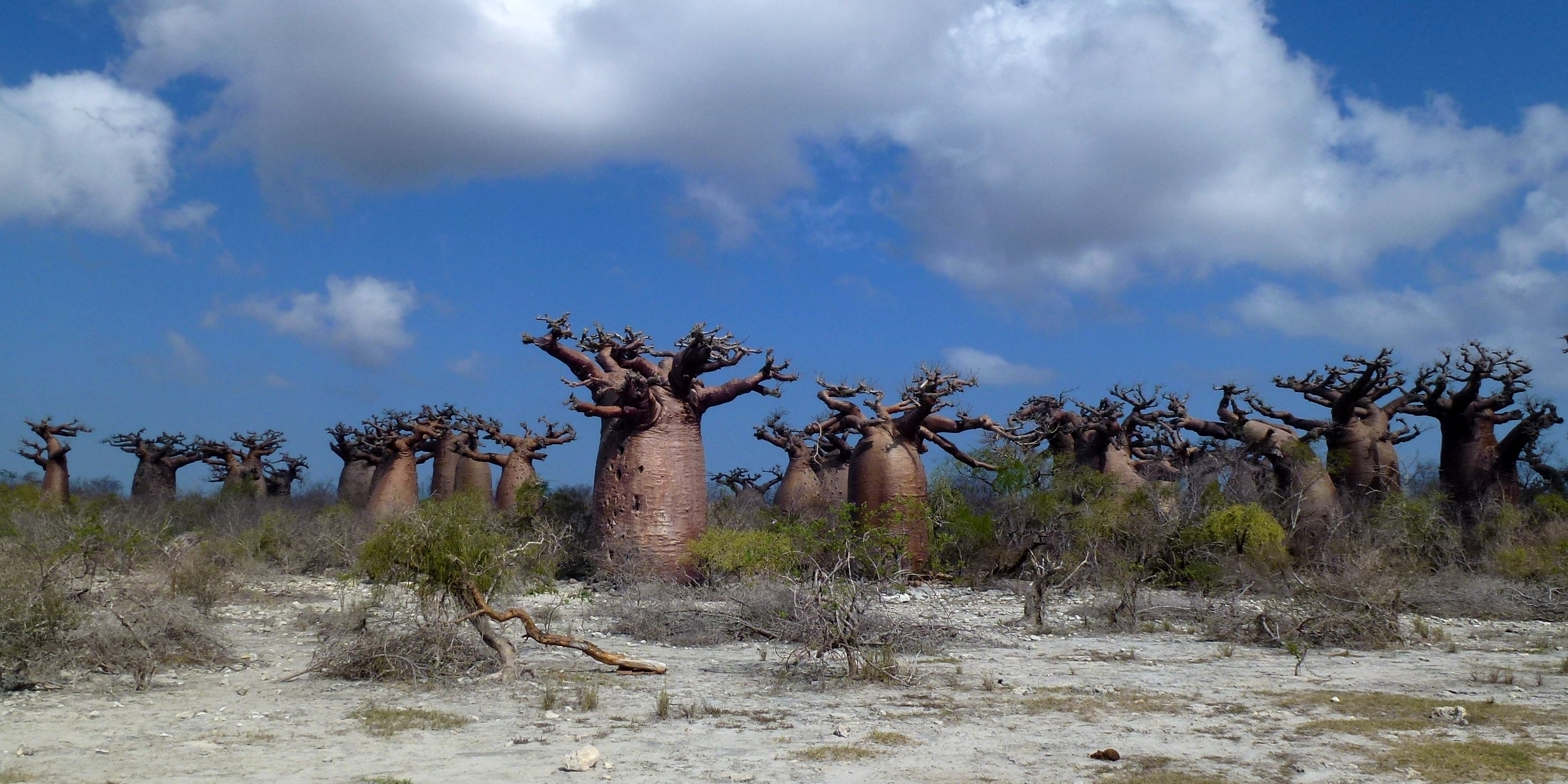
Les baobabů na Madagaskaru

  - AT0202 Madagaskarské suché opadavé lesy

Australasie

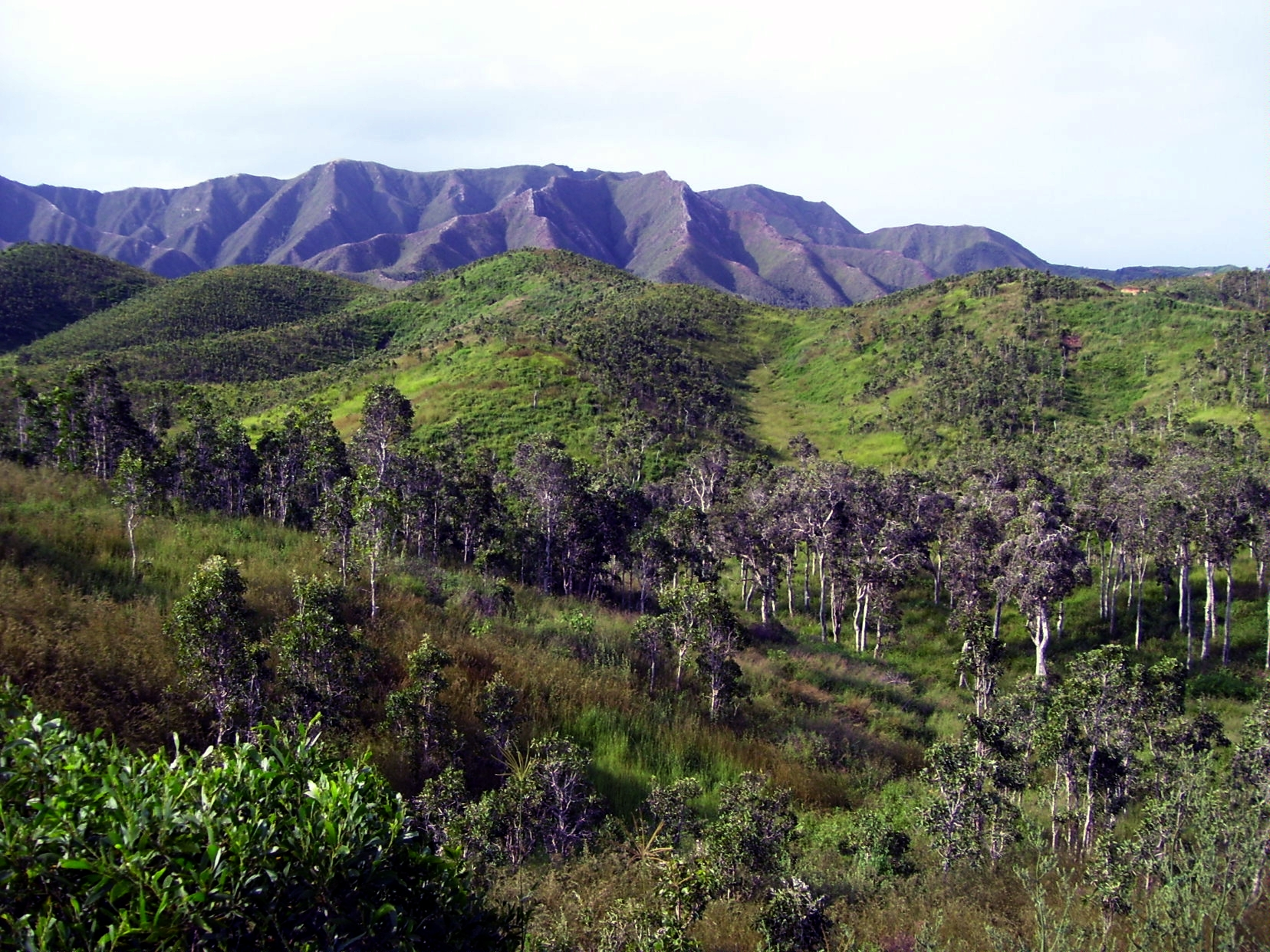
Suché kajeputové lesy v Nové Kaledonii

- Suché lesy Nusa Tenggara (Indonési))
  - AA0201 Listnaté lesy Malých Sund
  - AA0203 Listnaté lesy ostrova Sumba
  - AA0204 Listnaté lesy ostrovů Timor a Wetar
- Suché lesy Nové Kaledonie
  - AA0202 Novokaledonské suché lesy

Indomalajská oblast
- Suché lesy Indočíny
  - IM0202 Suché lesy střední Indočíny
- Suché lesy plošiny Chota Nagpur
  - IM0203 Suché opadavé lesy plošiny Chota Nagpur

Neotropická oblast
- Mexické suché lesy
  - NT0204 Suché lesy oblasti Bajío
  - NT0205 Suché lesy oblasti Balsas

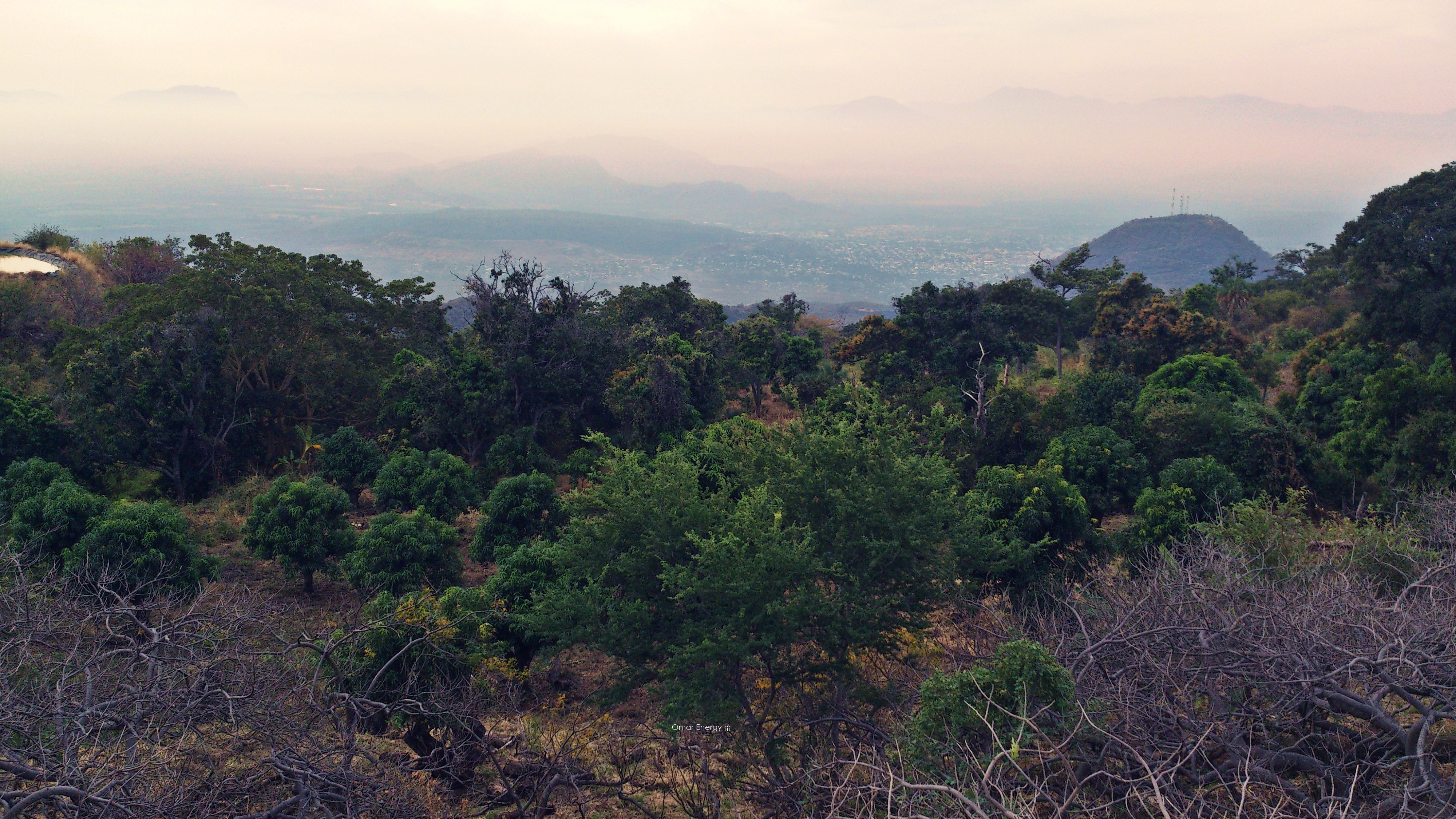
Suché tropické lesy v Mexiku

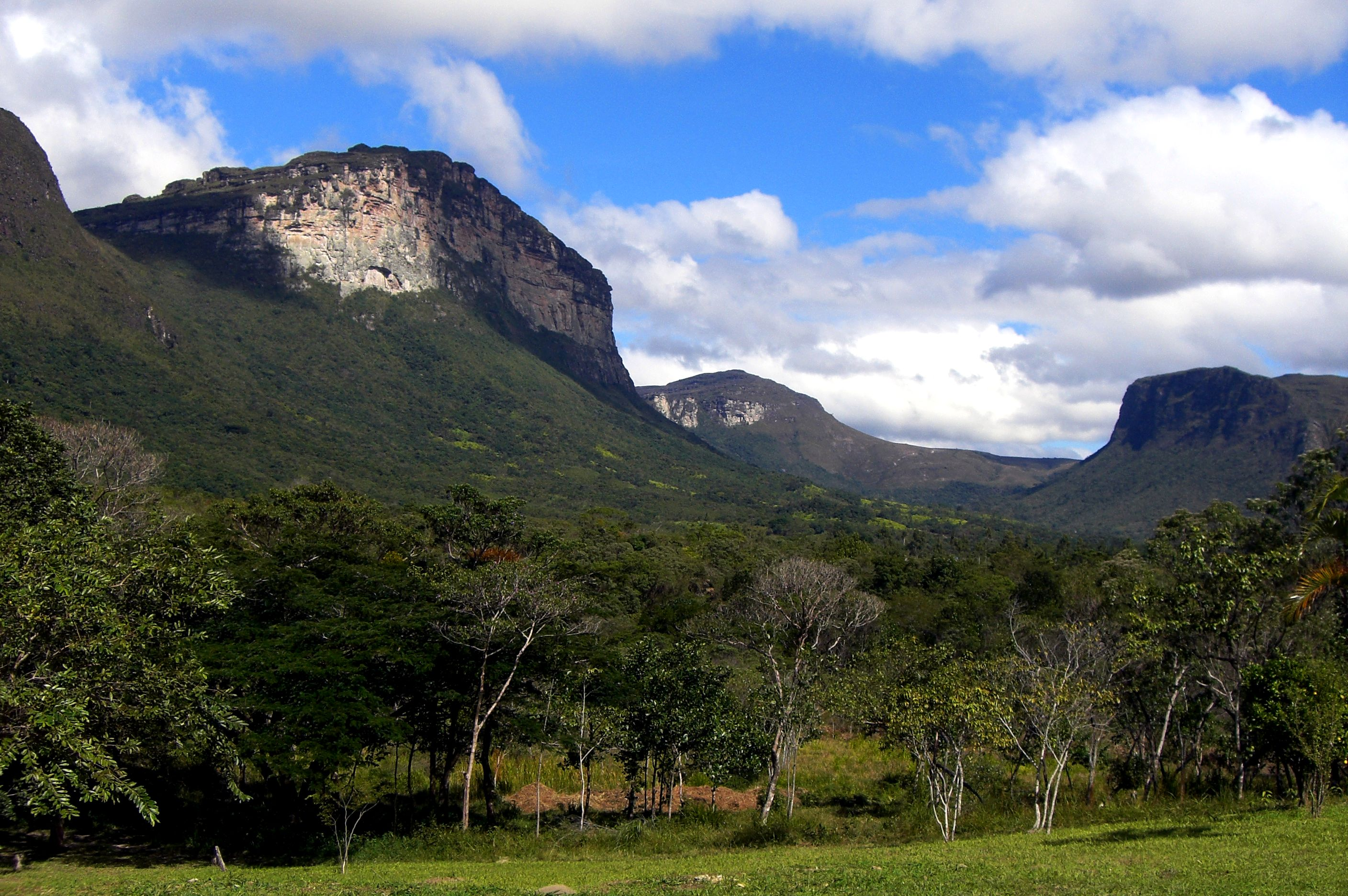
Suché lesy ve východní Brazílii

  - NT0227 Suché lesy pohoří Sierra de la Laguna
- Andské údolní suché lesy (Kolumbie, Ekvádor, Peru)
  - NT0201 Suché lesy oblasti Apure – Villavicencio
  - NT0214 Ekvádorské suché lesy
  - NT0221 Suché lesy Údolí Magdaleny
  - NT0223 Suché lesy povodí Marañónu
  - NT0232 Suché lesy oblasti Tumbes – Piura
- Suché lesy Chiquitánie (Bolívie, Brazílie)
  - NT0212 Suché lesy Chiquitánie
- Suchý atlantický les
  - NT0202 Suchý atlantický les

Oceánie
- Havajské suché lesy
  - OC0202 Havajské tropické suché lesy

### Tropické a subtropické jehličnaté lesy
Nearktická oblast

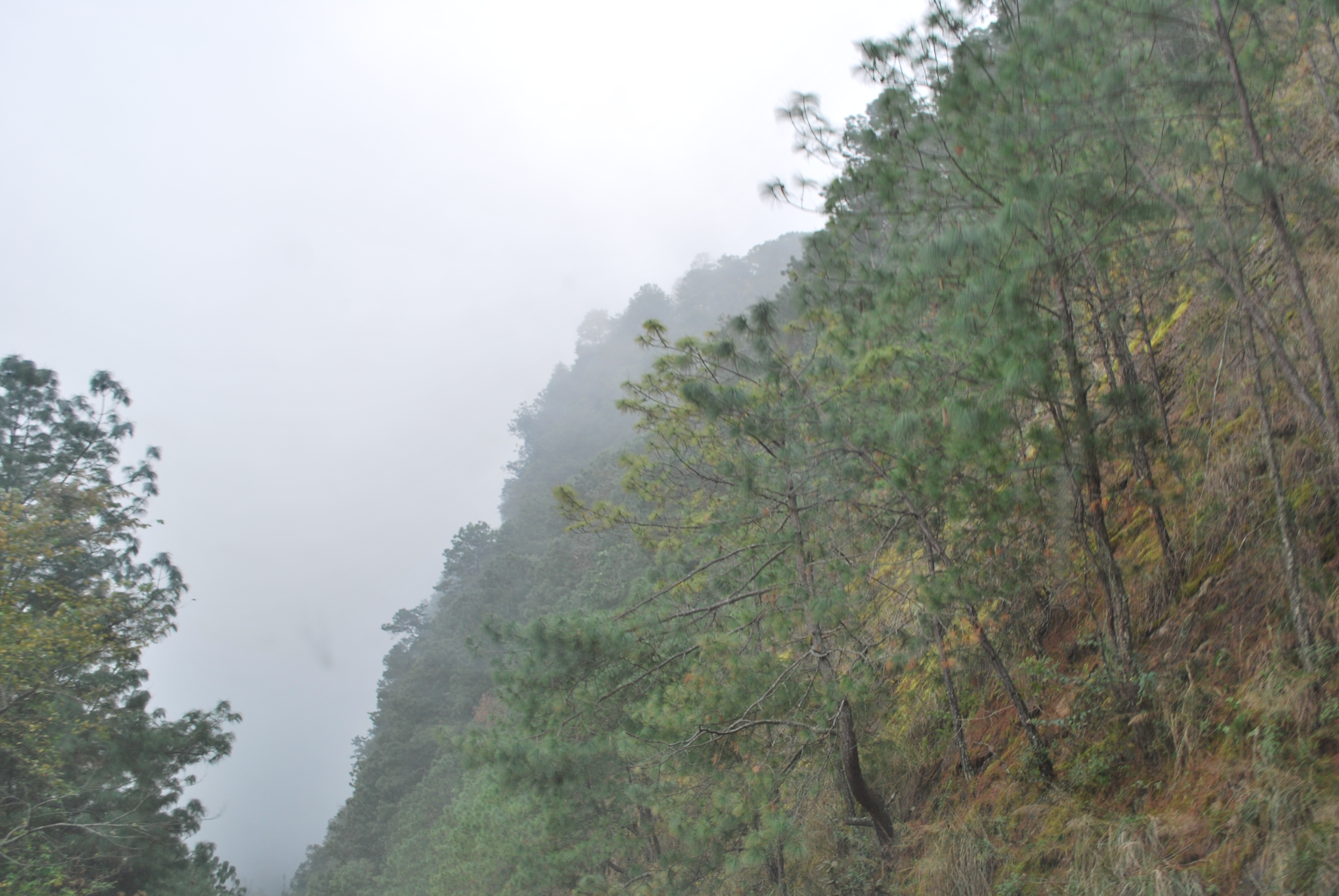
Borové lesy na svazích Pahuatlánu v Mexiku

- Borovo-dubové lesy pohoří Sierra Madre
  - NA0302 Borovo-dubové lesy v Sierra Madre Occidental
  - NA0303 Borovo-dubové lesy Sierra Madre Oriental

Neotropická oblast
- Borové lesy Velkých Antil
  - NT0304 Kubánské borové lesy

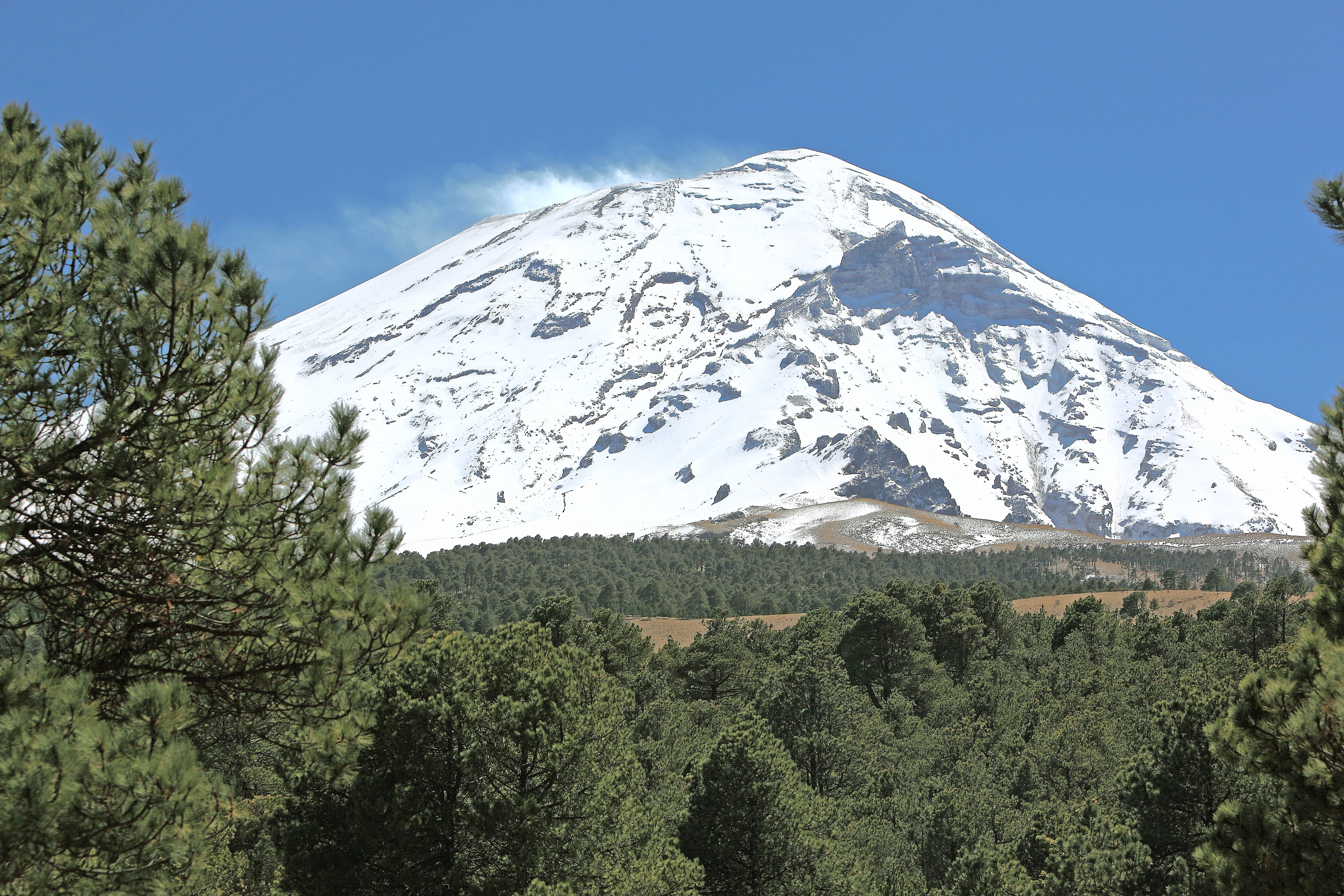
Les borovice Hartwegovy pod vulkánem Popocatepetl

  - NT0305 Borové lesy ostrova Hispaniola
- Borovo-dubové lesy Střední Ameriky (Salvador, Guatemala, Honduras, Mexiko, Nikaragua)
  - NT0308 Borovo-dubové lesy v Sierra Madre de Oaxaca
  - NT0309 Borovo-dubové lesy v Sierra Madre del Sur
  - NT0310 Borovo-dubové lesy Trans-mexického sopečného pásu

### Listnaté a smíšené lesy mírného pásu
Australasie

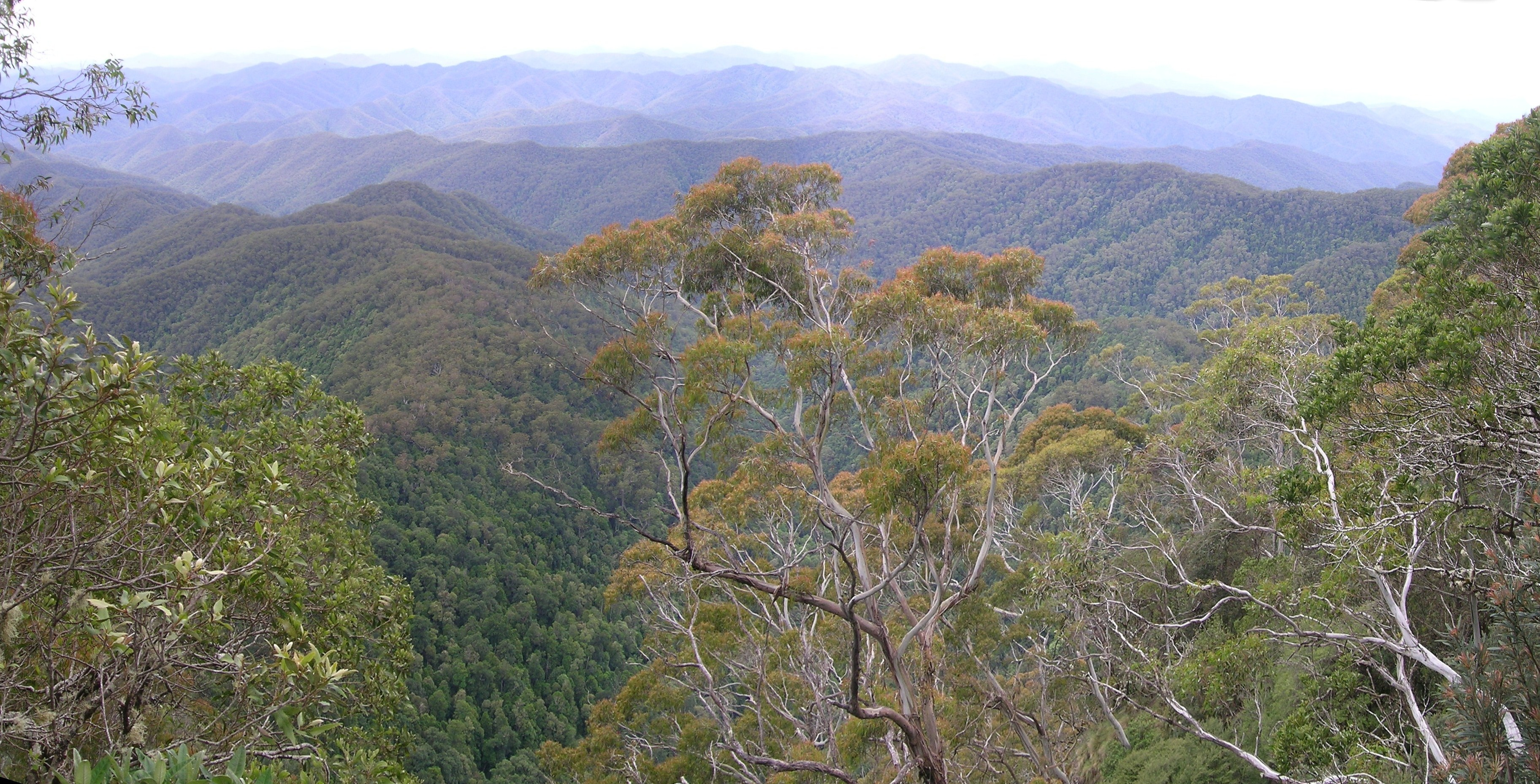
Les v Novém Jižním Walesu

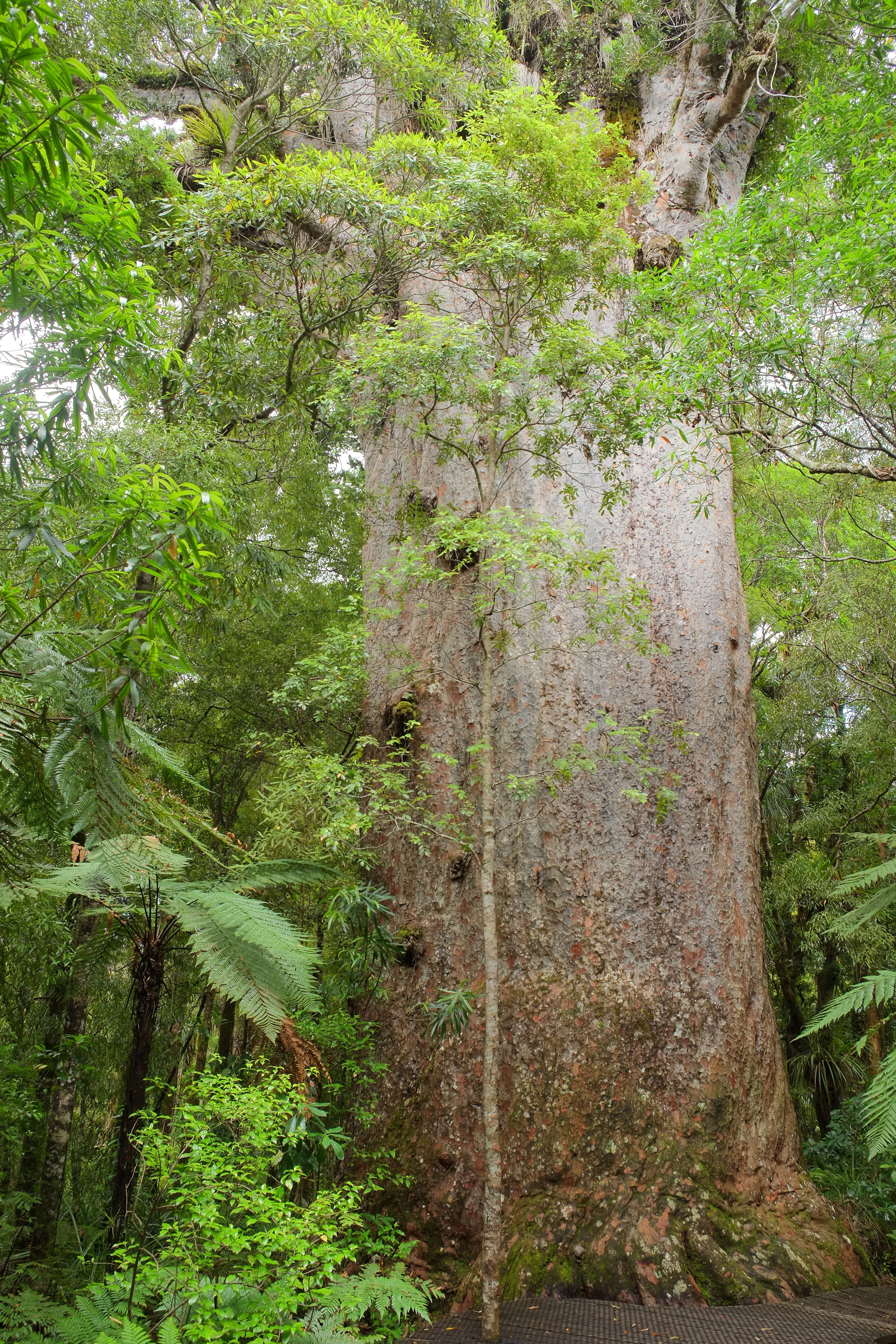
Obří damaroně v národním parku Waipoua, Nový Zéland

- Temperátní lesy východní Austrálie
  - AA0402 Temperátní lesy východní Austrálie
- Temperátní deštné lesy Tasmánie
  - AA0413 Temperátní deštné lesy Tasmánie
- Temperátní lesy Nového Zélandu
  - AA0403 Fiordlandské lesy mírného pásma
  - AA0404 Mírné lesy Nelsonova pobřeží (Paparoa, Jižní ostrov)
  - AA0405 Temperátní lesy Severního ostrova
  - AA0406 Temperátní lesy stromů kauri na Severním ostrově
  - AA0407 Temperátní lesy ostrova Rakiura
  - AA0410 Temperátní lesy Jižního ostrova
  - AA0414 Temperátní lesy západního pobřeží Jižního ostrova

Indomalajská oblast
- Listnaté a jehličnaté lesy východního Himálaje
  - IM0401 Východohimálajské listnaté lesy
- Temperátní lesy západního Himálaje
  - IM0403 Západohimálajské listnaté lesy

Nearktická oblast
- Appalačské a smíšené mezofytické lesy
  - NA0402 Appalačské smíšené mezofytické lesy

Neotropická oblast

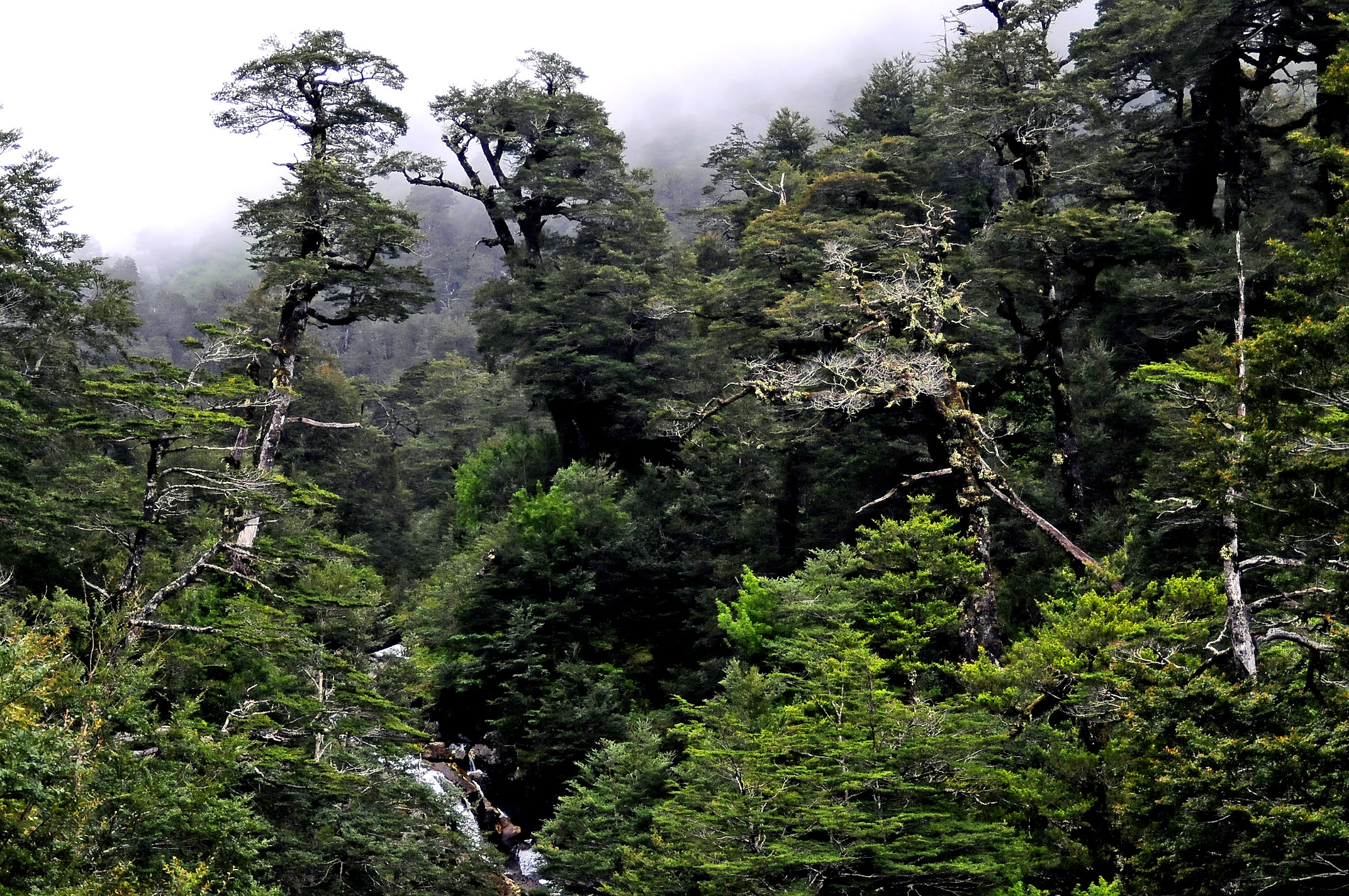
Dominantami Valdivijských lesů v Chile jsou pabuky a fitzroya cypřišovitá

- Valdivijské deštné lesy a lesy ostrovů Juana Fernándeze
  - NT0401 Temperátní lesy ostrovů Juana Fernándeze
  - NT0404 Valdivijské lesy v Chile

Palearktická oblast
- Temperátní lesy jihozápadní Číny
  - PA0417 Stálezelené lesy pohoří Ta-Pa-Šan
  - PA0434 Opadavé lesy pohoří Čchin-Ling
  - PA0437 Stálezelené listnaté lesy Sečuánské pánve
- Temperátní lesy ruského Dálného východu
  - PA0426 Mandžuské smíšené lesy
  - PA0443 Ussurijské listnaté a smíšené lesy

### Jehličnaté lesy mírného pásu
Nearktická oblast

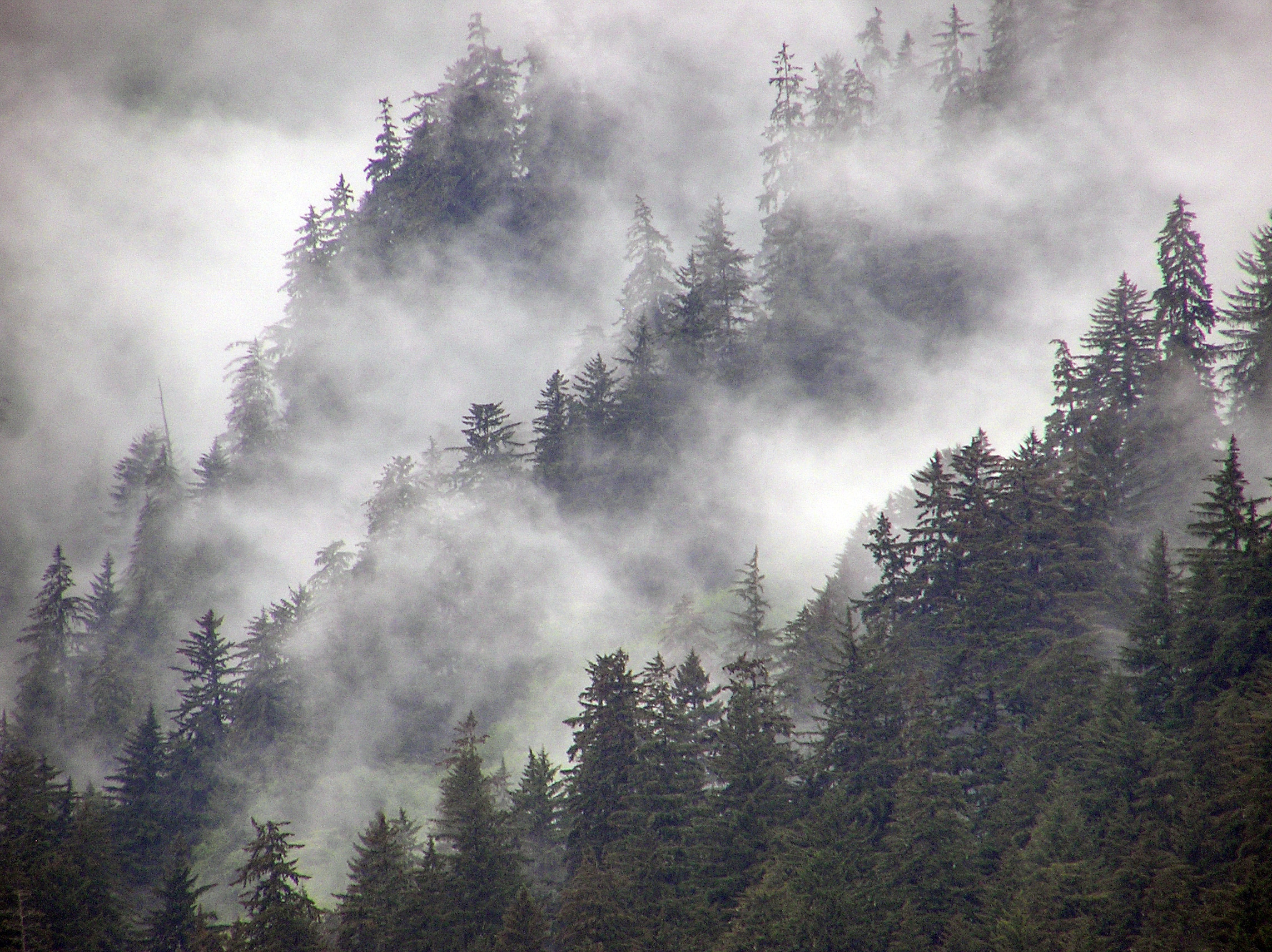
Jehličnaté deštné lesy pacifického západu

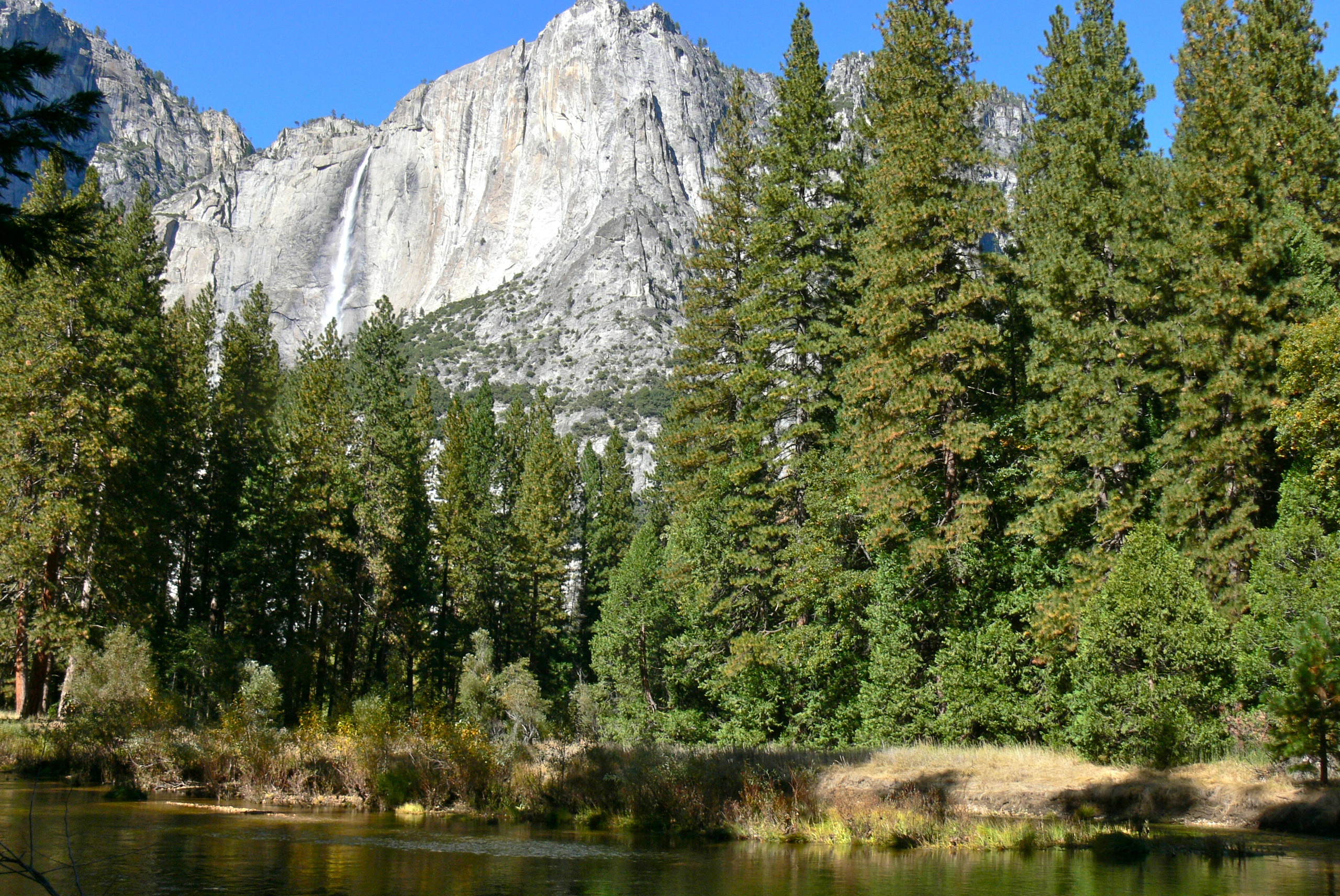
Jehličnaté lesy v Yosemitech

- Temperátní deštné lesy pobřeží Pacifiku
  - NA0510 Středopacifické pobřežní lesy (Oregon, Washington, Britská Koumbie)
  - NA0512 Lesy východních Kaskád
  - NA0520 Pobřežní lesy severního Pacifiku (Aljaška, Sitka)
- Lesy oblasti Klamath – Siskiyou
  - NA0516 Lesy oblasti Klamath – Siskiyou
- Lesy pohoří Sierra Nevada
  - NA0527 Lesy Sierry Nevady
- Jehličnaté a listnaté lesy jihovýchodu USA
  - NA0529 Jihovýchodní jehličnaté lesy

Palearktická oblast

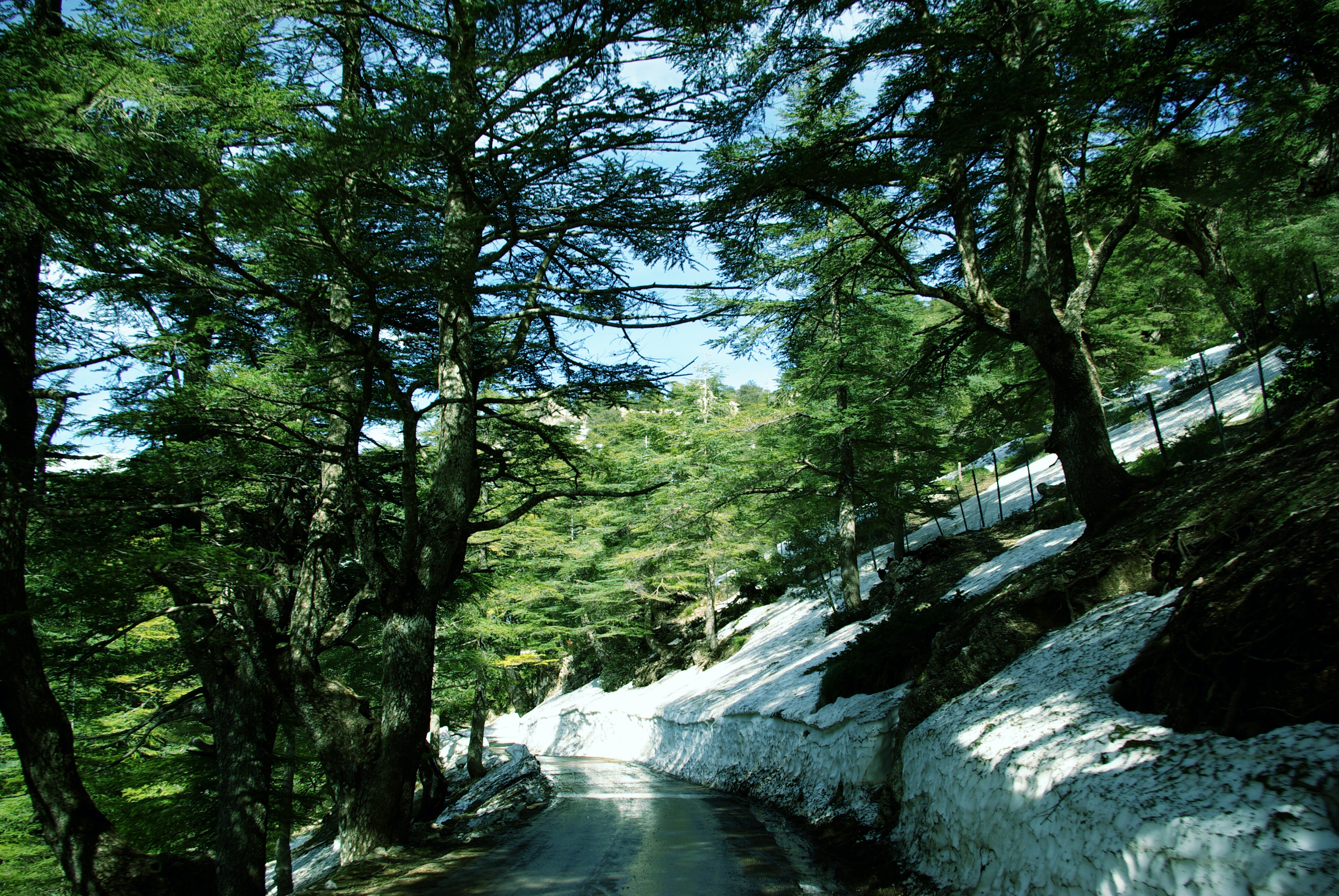
Cedrové lesy v Maroku

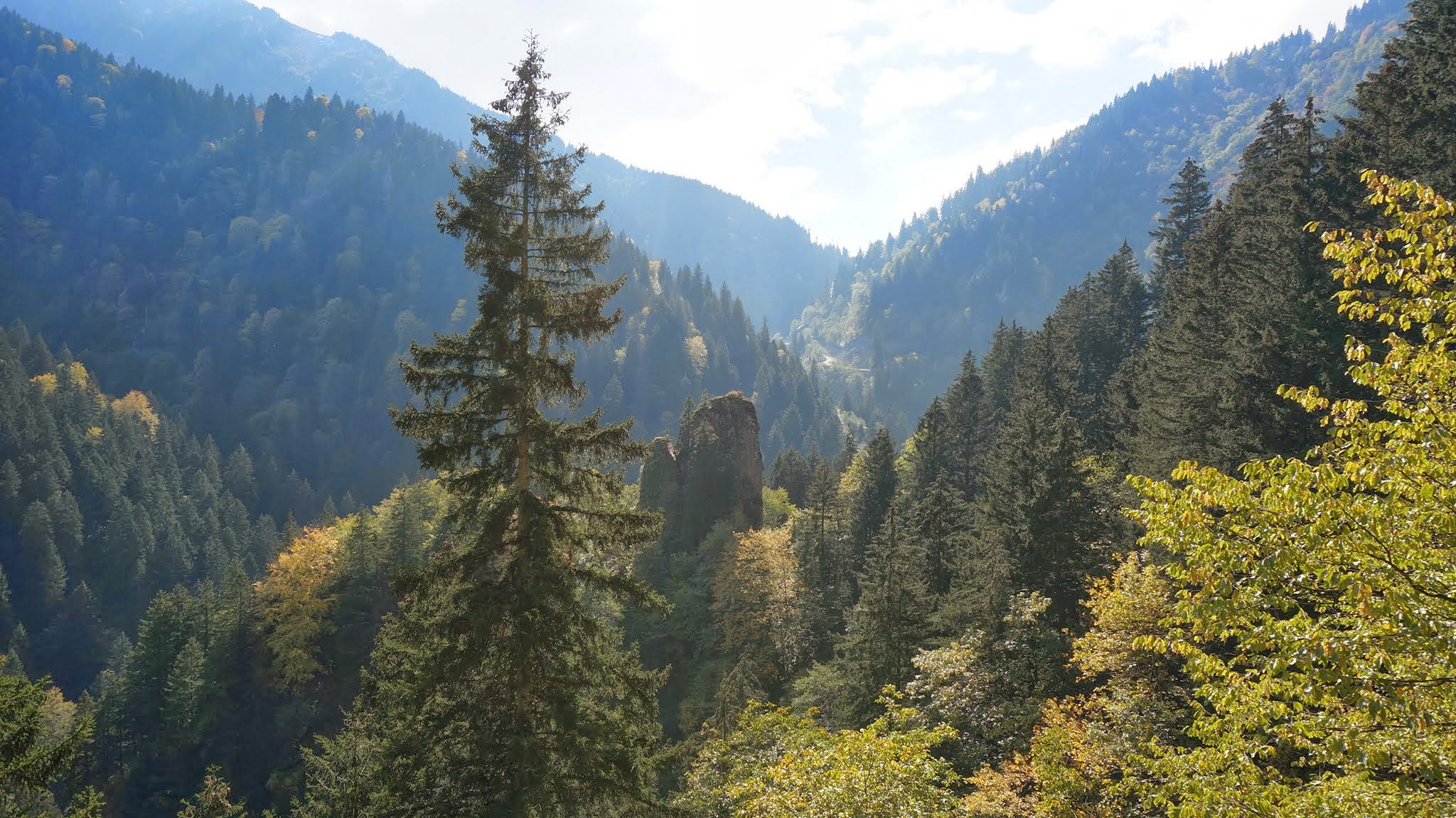
Smíšené lesy na severu Anatolie

- Evropské a středomořské horské smíšené lesy
  - PA0501 Jehličnaté a smíšené lesy Alp
  - PA0513 Středomořské jehličnaté a smíšené lesy
- Kavkazsko-anatolsko-hyrkánské temperátní lesy
  - PA0407 Kaspicko-hyrkánské smíšené lesy
  - PA0408 Smíšené lesy Kavkazu
  - PA0507 Lesostep pohoří Elburz
  - PA0515 Jehličnaté a listnaté lesy severní Anatolie
- Altajsko-sajanské horské lesy
  - PA0502 Altajský horský les a lesostep
  - PA0519 Sajanské horské jehličnaté lesy
- Jehličnaté lesy východního Tibetu
  - PA0509 Subalpínské jehličnaté lesy východotibetských hor

### Boreální lesy/tajga
Nearktická oblast
- Boreální lesy Muskwa / Slave Lake
  - NA0610 Tajga pohoří Muskwa a Otročího jezera
- Kanadské boreální lesy
  - NA0606 Tajga východního kanadského štítu

Palearktická oblast
- Tajga pohoří Ural

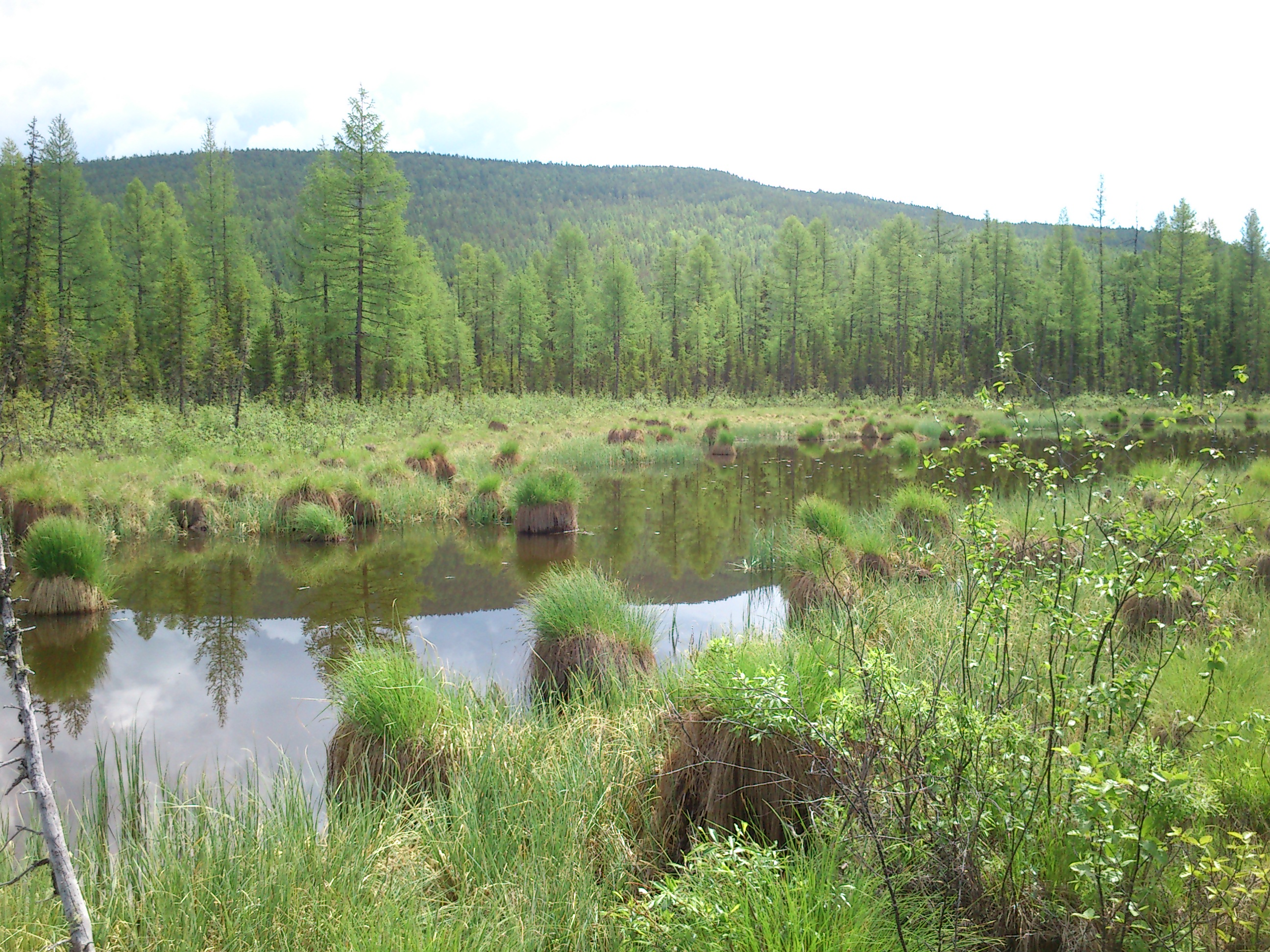
Tajga na východní Sibiři

  - PA0610 Uralská horská tundra a tajga
- Východosibiřská tajga
  - PA0601 Východosibiřská tajga
- Kamčatská tajga a trávníky
  - PA0603 Kamčatsko-kurilské louky a řídké lesy
  - PA0604 Kamčatksko-kurilská tajga

### Tropické a subtropické trávníky, savany a křoviny
Afrotropická oblast
- Akáciové savany Afrického rohu

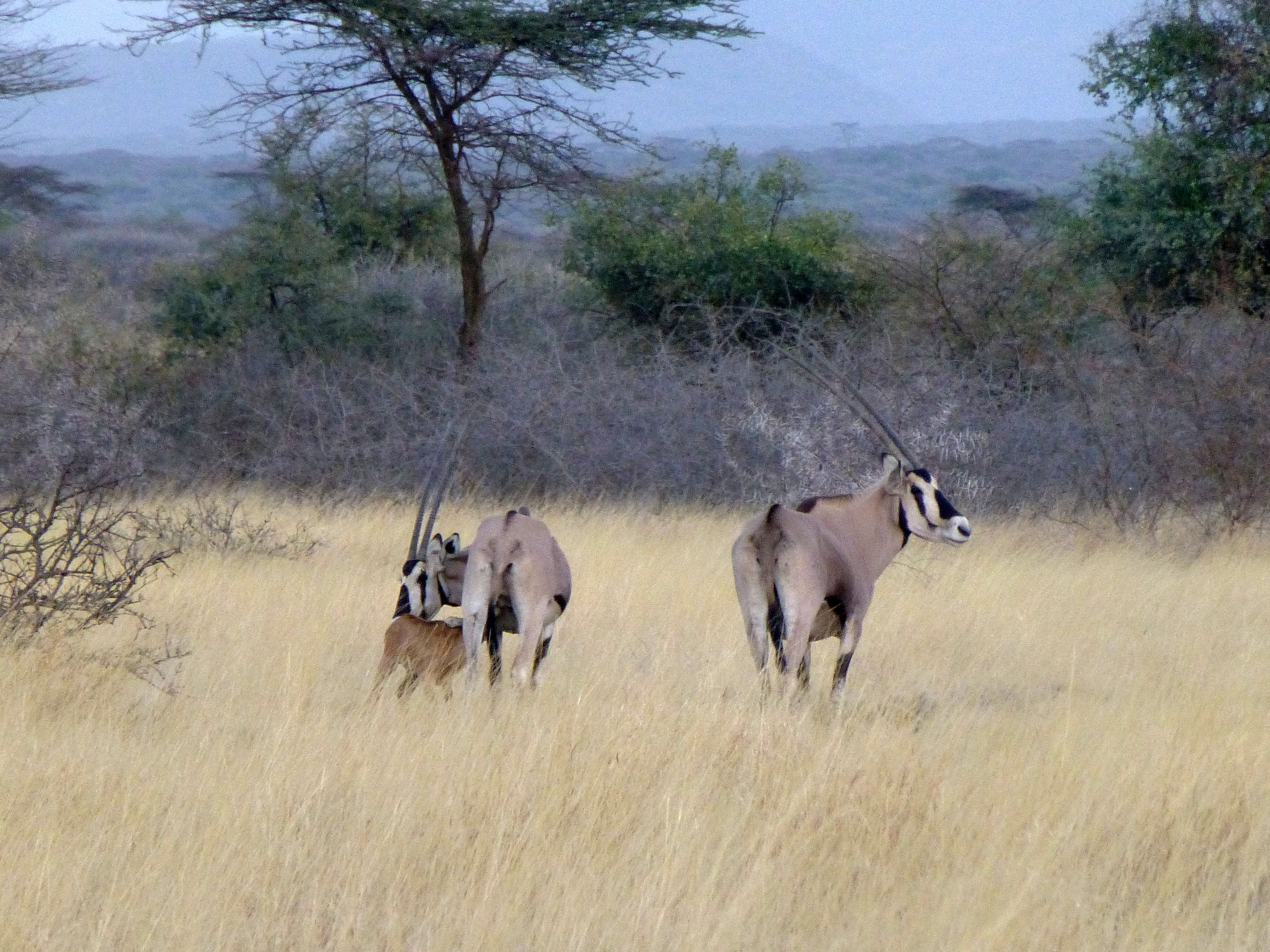
Křovinaté savany Etiopie

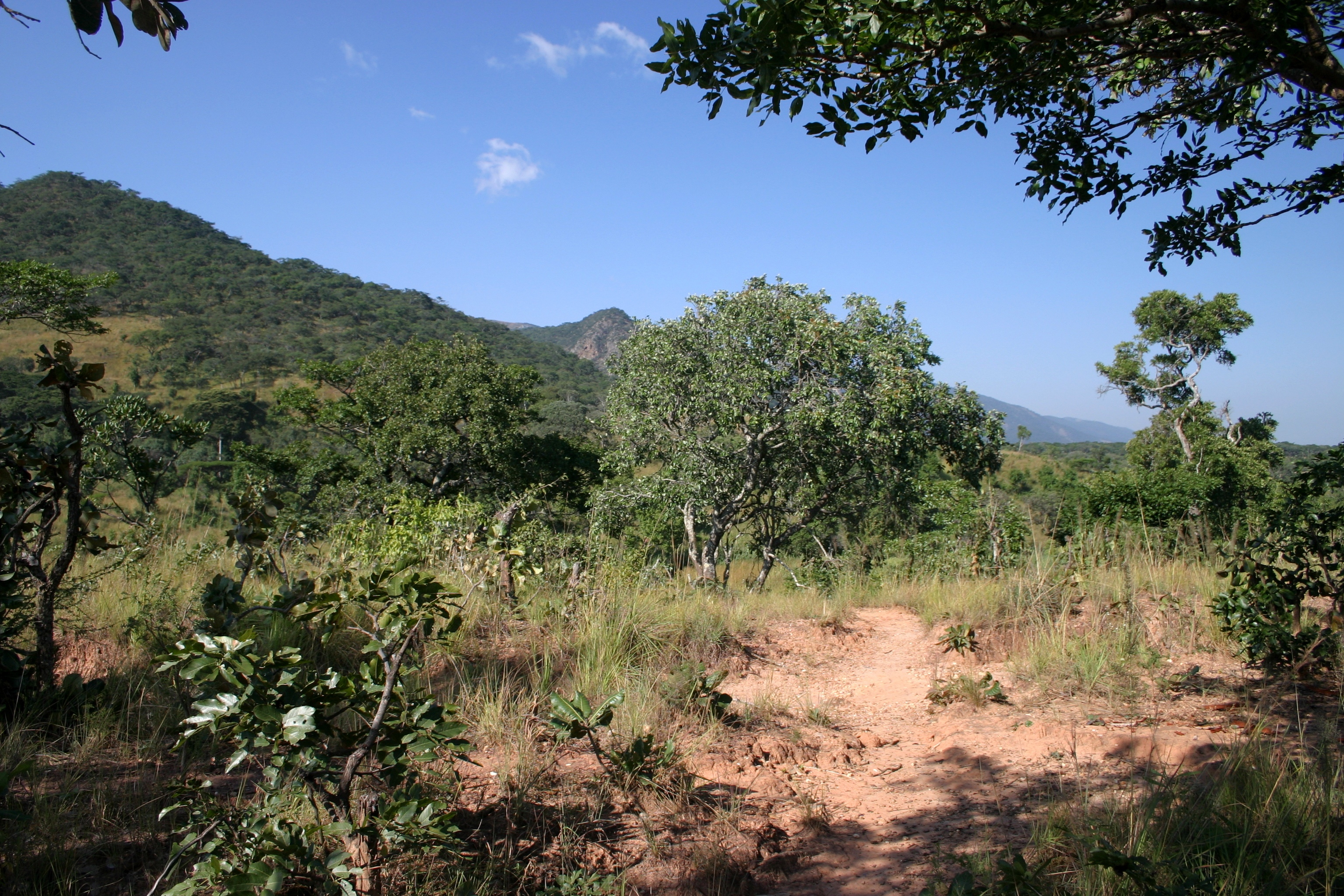
Lesy miombo

  - AT0715 Somálské akáciovo-myrhové křoviny
- Východoafrické akáciové savany
  - AT0711 Severní akáciovo-myrhové křoviny
- Lesy miombo
  - AT0704 Středozambezisjké lesy miombo
  - AT0706 Východní lesy miombo
- Súdánské savany
  - AT0705 Východosúdánská savana
  - AT0722 Západosúdánská savana

Australasie

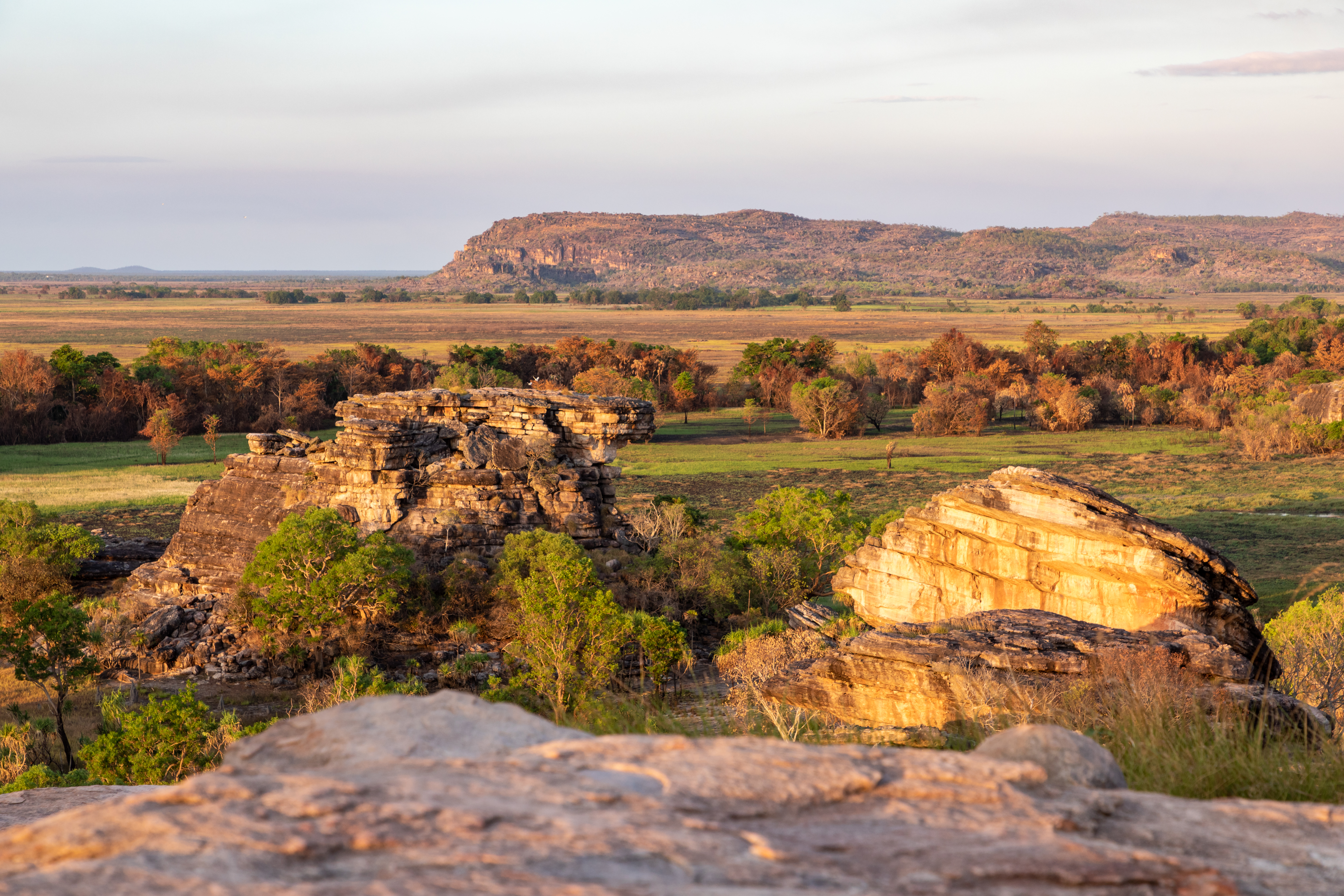
Australská savana v národním parku Kakadu

- Savany severu Austrálie a povodí řeky Fly
  - AA0701 Tropická savana v Arnhem Land
  - AA0702 Tropická savana v Brigalow
  - AA0703 Tropická savana Yorského poloostrova
  - AA0704 Tropická savana okolo Carpentarského zálivu
  - AA0705 Horská savana v Einasleigh
  - AA0706 Kimberleyská tropická savana
  - AA0708 Savana a travnaté oblasti okolo řeky Fly

Indomalajská oblast

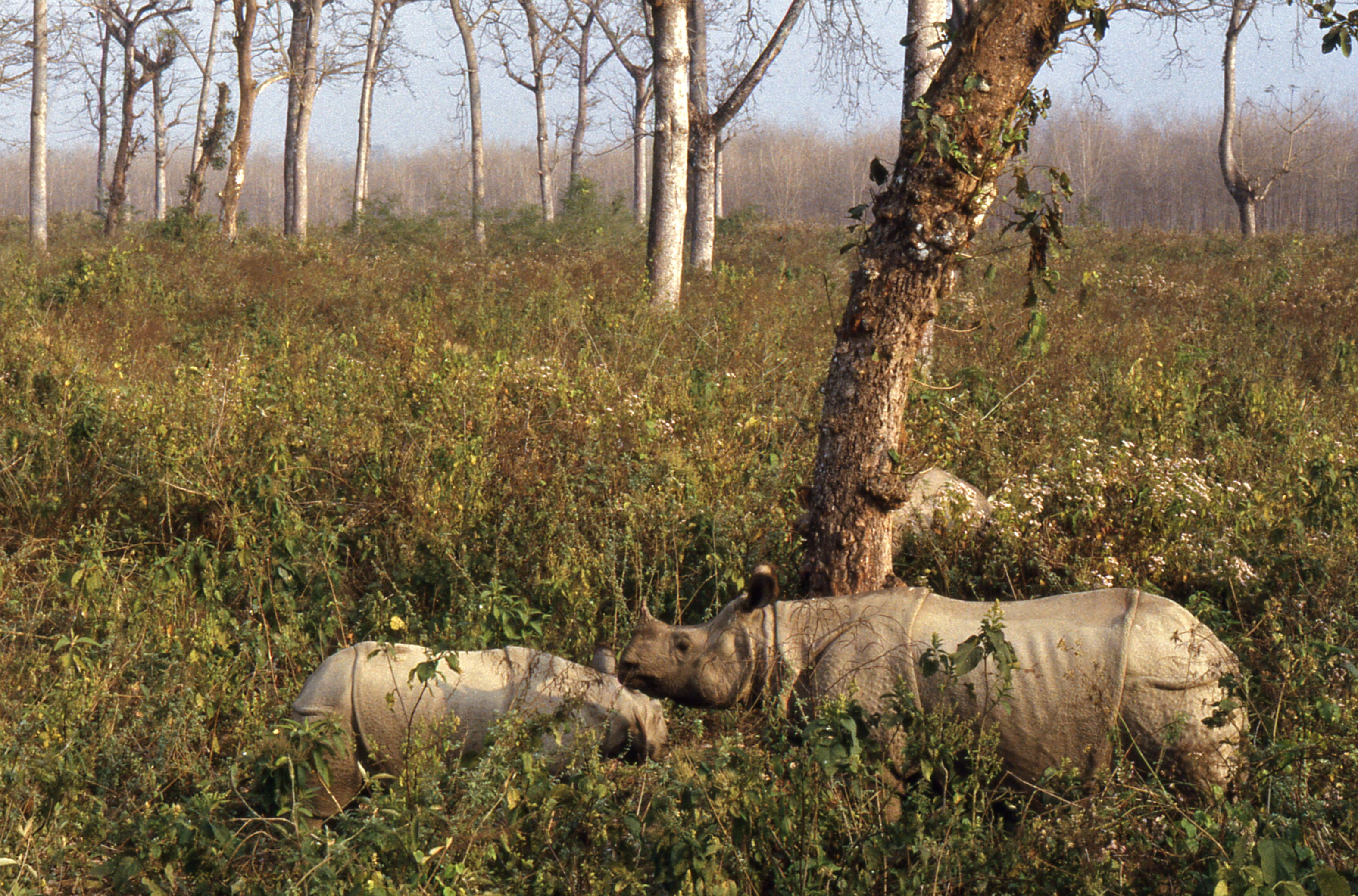
Nosorožci v národním parku Chitwan, Terai, Indie

- Savany a pastviny oblasti Terai-Duar (Indie, Nepál)
  - IM0701 Savany a pastviny oblasti Terai – Duar

Neotropická oblast
- Llanosské savany
  - NT0709 Llanos
- Lesy a savany Cerrado
  - NT0704 Cerrado

### Trávníky, savany a křoviny temperátních oblastí
Australasie
- Subalpínské trávníky Novoguinejské vysočiny
  - AA1002 Subalpínské trávníky Novoguinejské vysočiny

Nearktická oblast
- Severní prérie
  - NA0810 Severní smíšené trávníky

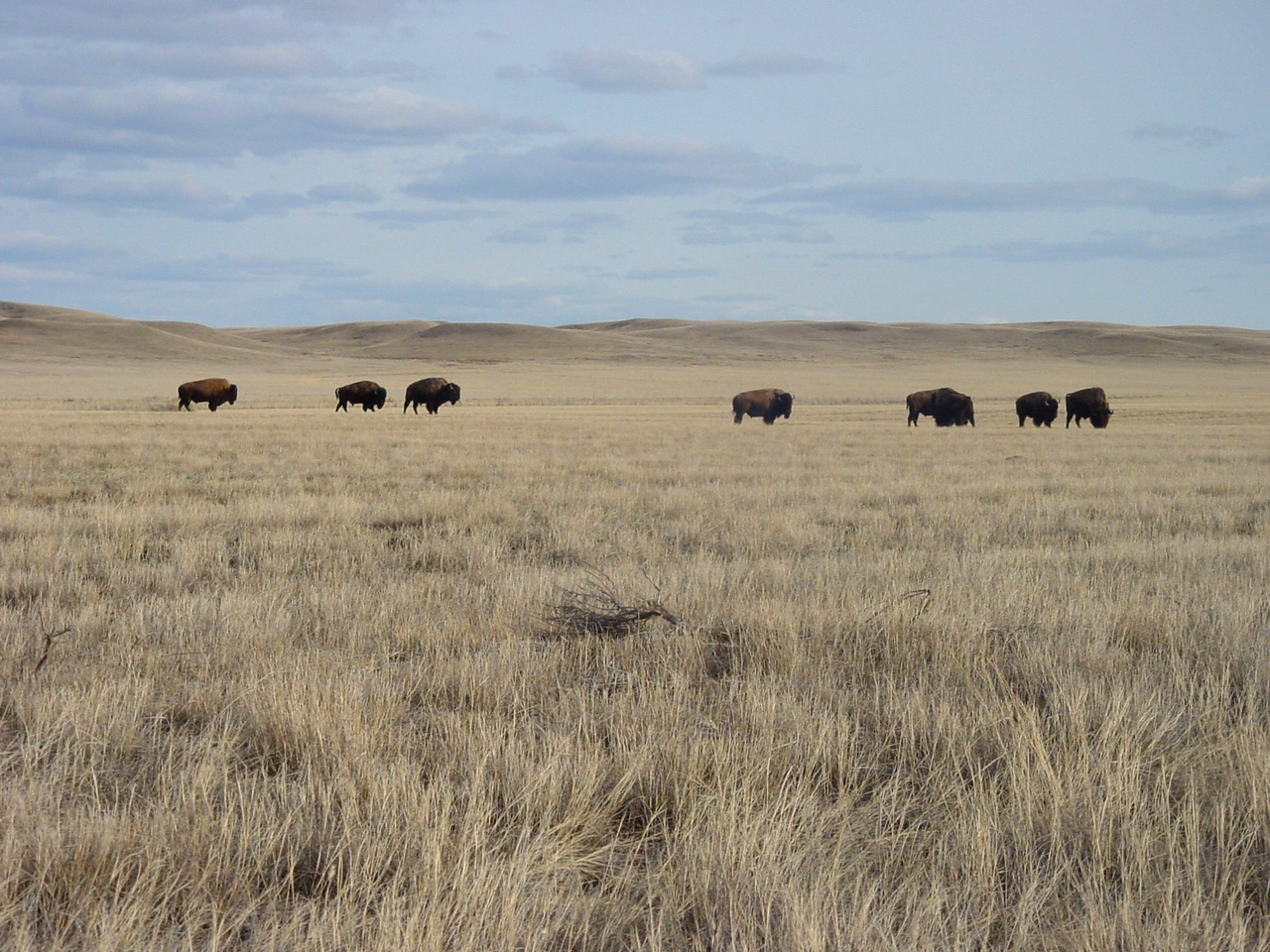
Krátkostébelná prérie v kanadském Saskatchewanu s bizony

  - NA0811 Severní krátkostébelné trávníky

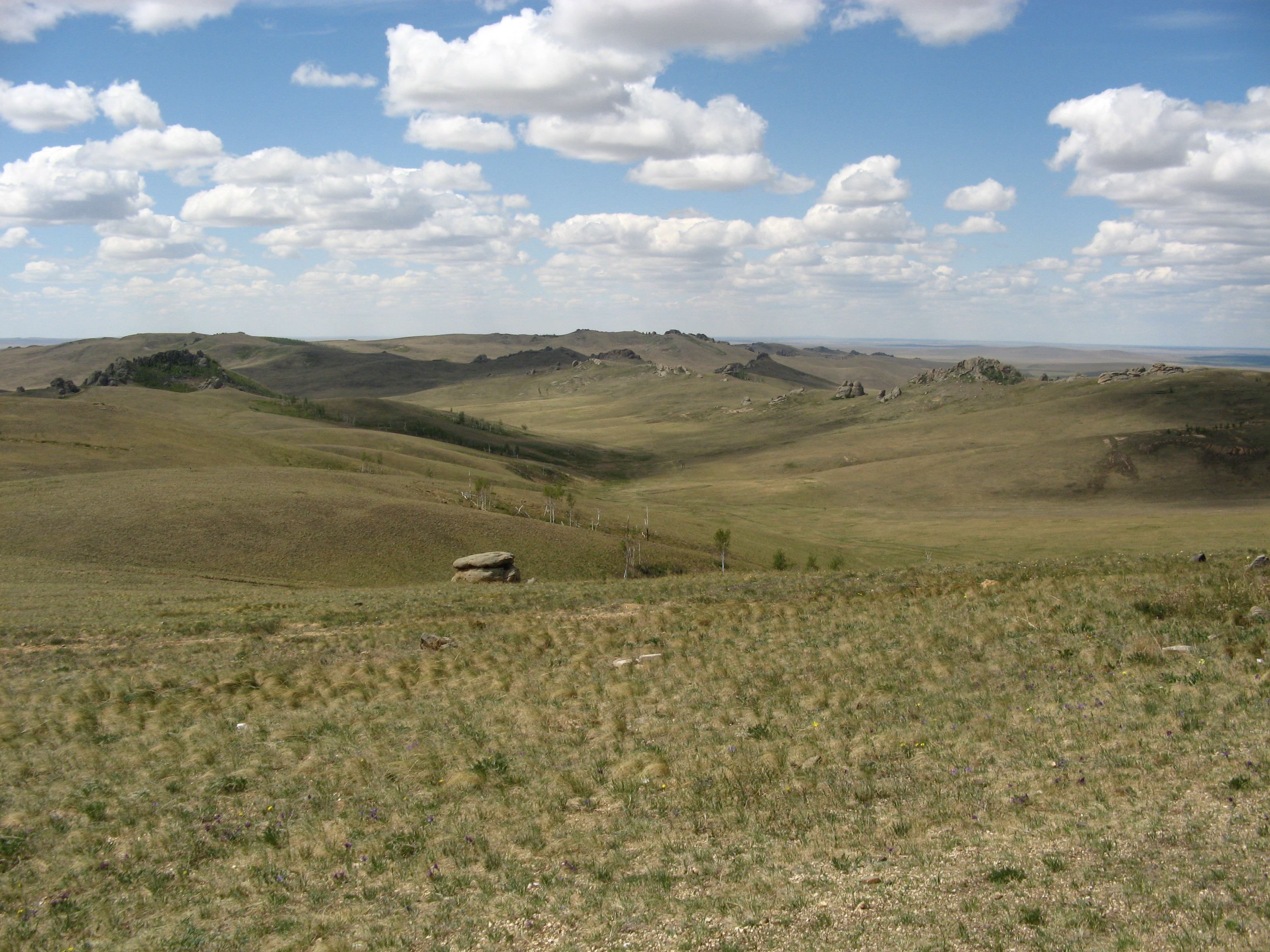
Daurská lesostep

  - NA0812 Severní vysoké trávníky

Neotropická oblast
- Patagonská step
  - NT0805 Patagonská step

Palearktická oblast
- Daurská step
  - PA0804 Daurská lesostep

### Zaplavované trávníky a savany
Afrotropická oblast

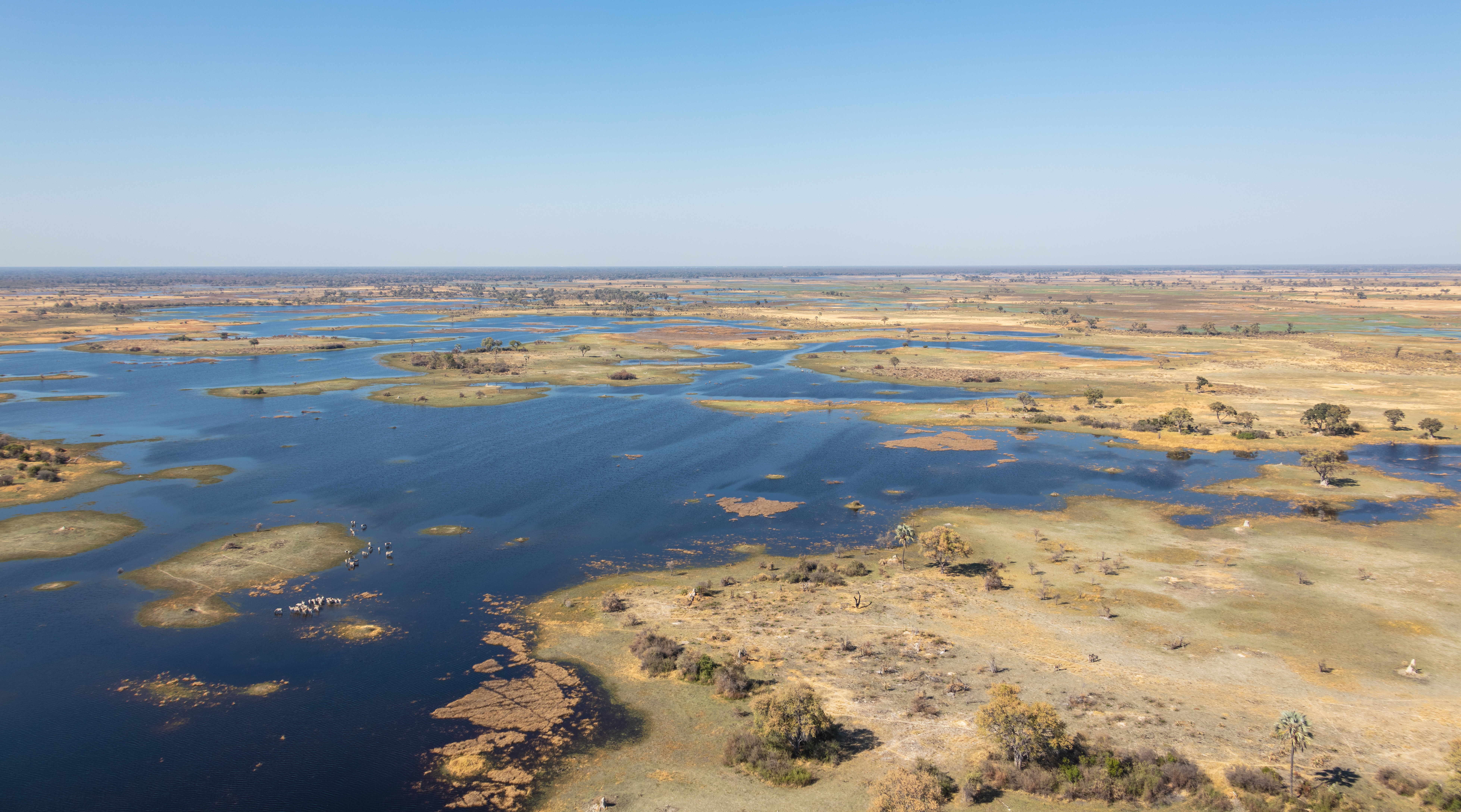
Delta Okavanga

- Sudd – sahelské zatopené louky a savany
  - AT0903 Zaplavované savany ve vnitrozemské deltě Nigeru
  - AT0904 Zaplavované savany okolo Čadského jezera
  - AT0905 Saharské zaplavované trávníky
- Zaplavované savany v povodí Zambezi
  - AT0907 Zambezské zaplavované louky

Indomalajská oblast
- Zaplavované trávníky Káččhské oblasti (Gudžarát, Indie)
  - IM0901 Sezónní slaniska Káččhské oblasti

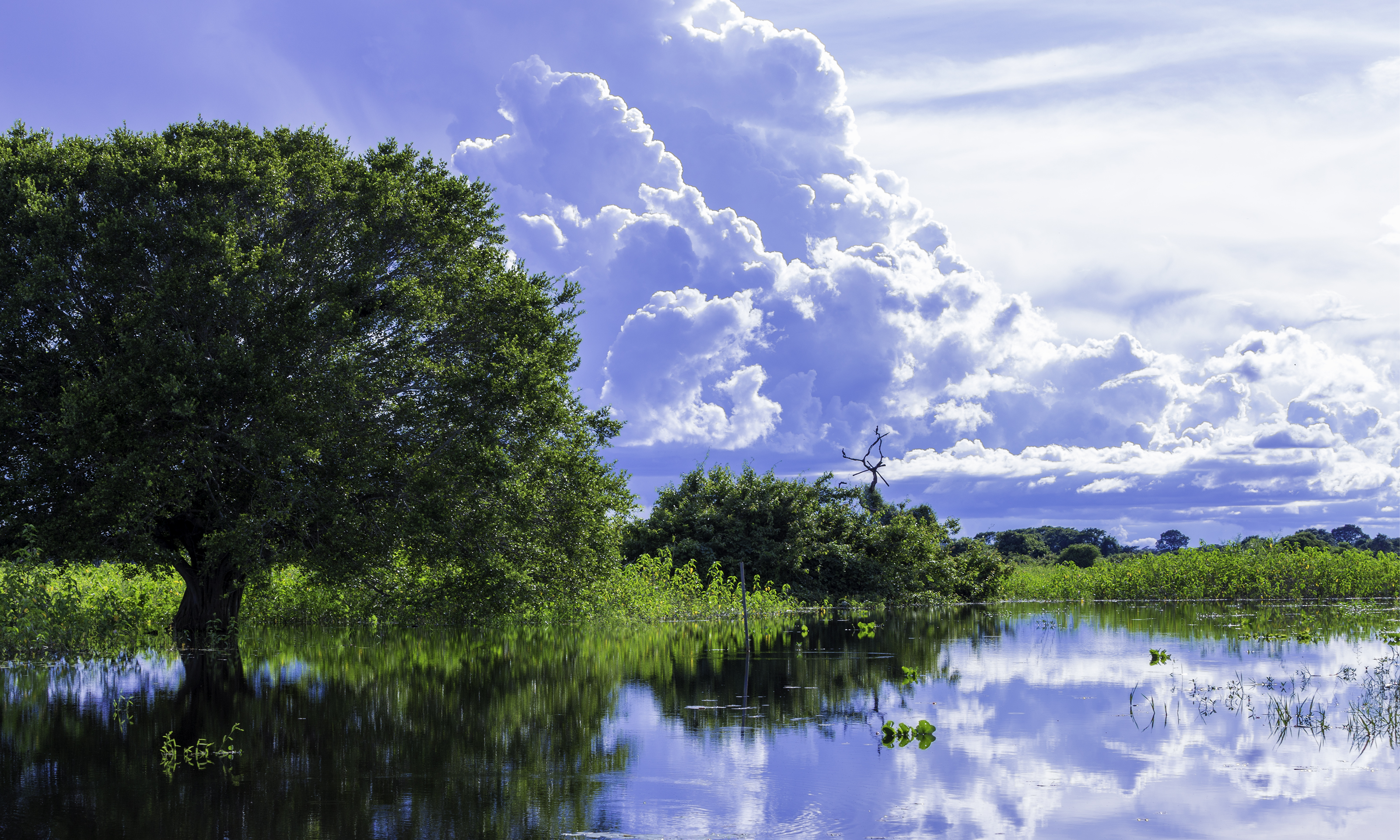
Brazilský Pantanal v oblasti Mato Grosso

Neotropická oblast
- Zaplavované trávníky Everglades
  - NT0904 Everglades
- Zaplavované savany Pantanalu
  - NT0907 Pantanal

### Horské trávníky a křoviny
Afrotropická oblast
- Etiopská vysočina

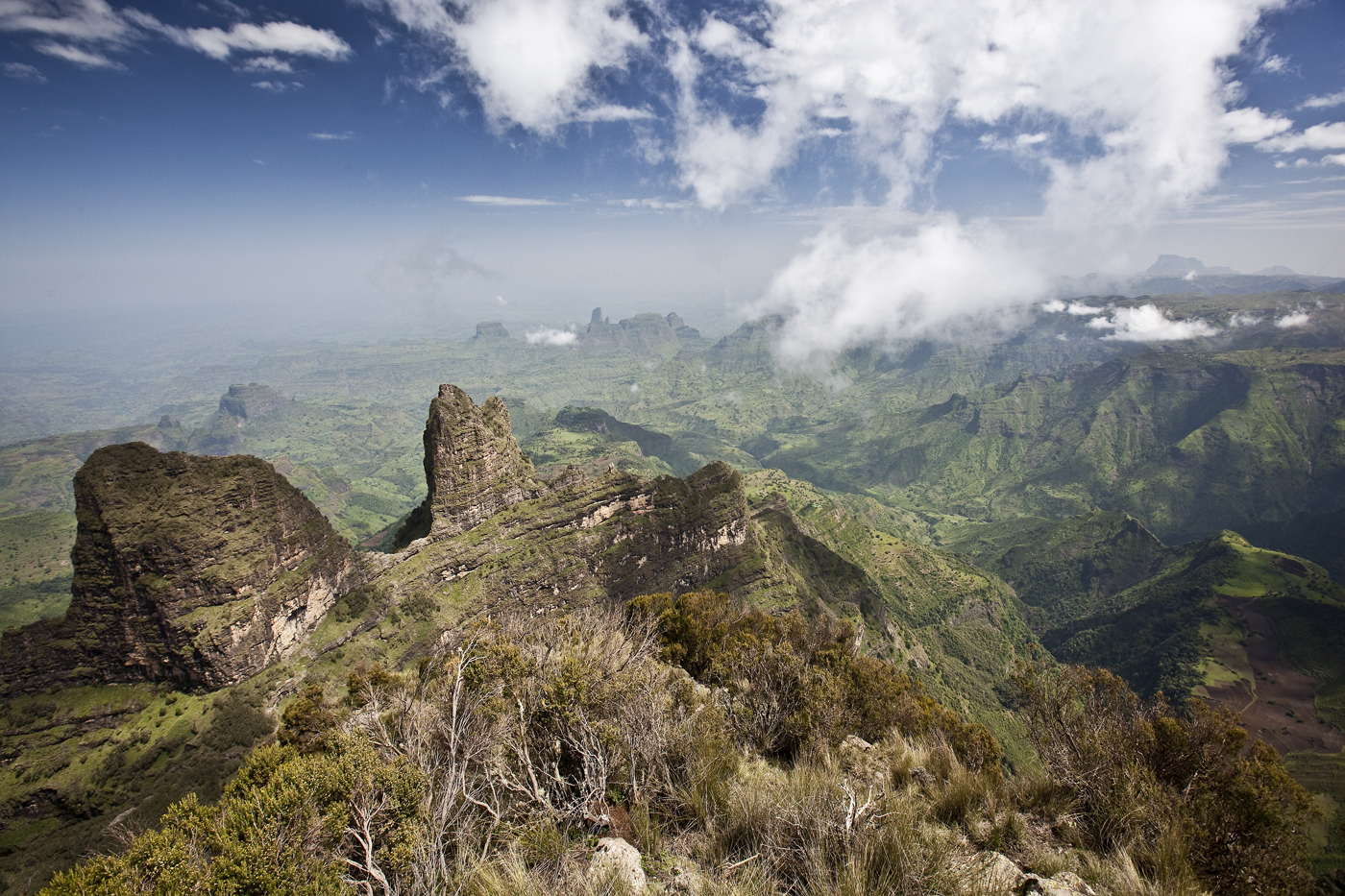
Etiopská vysočina

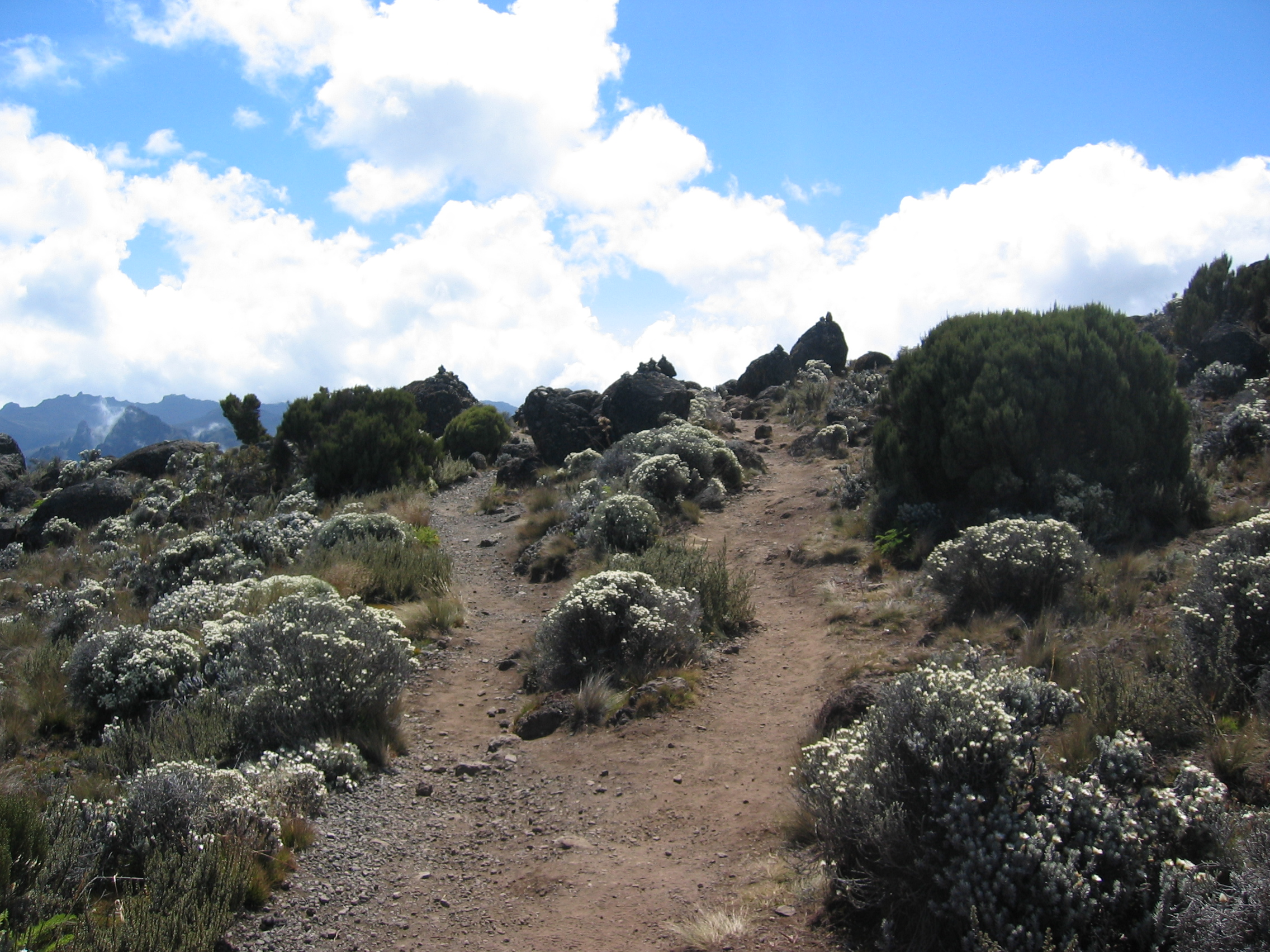
Horské vřesoviště na Kilimandžáru

  - AT1007 Etiopské horské pastviny a lesy
  - AT1008 Etiopská horská vřesoviště
- Horské lesy jižního Východoafrického riftu
  - AT1015 Mozaika horských lesů a travních porostů jižního Východoafrického riftu
- Východoafrická vřesoviště
  - AT1005 Východoafrická horská vřesoviště
- Křoviny a lesy Dračích hor
  - AT1003 Vysokohorské trávníky Dračích hor
  - AT1004 Horské pastviny, trávníky a lesy Dračích hor

Australasie
- Subalpínské trávníky centrálních pohoří Nové Guineje

Indomalajská oblast

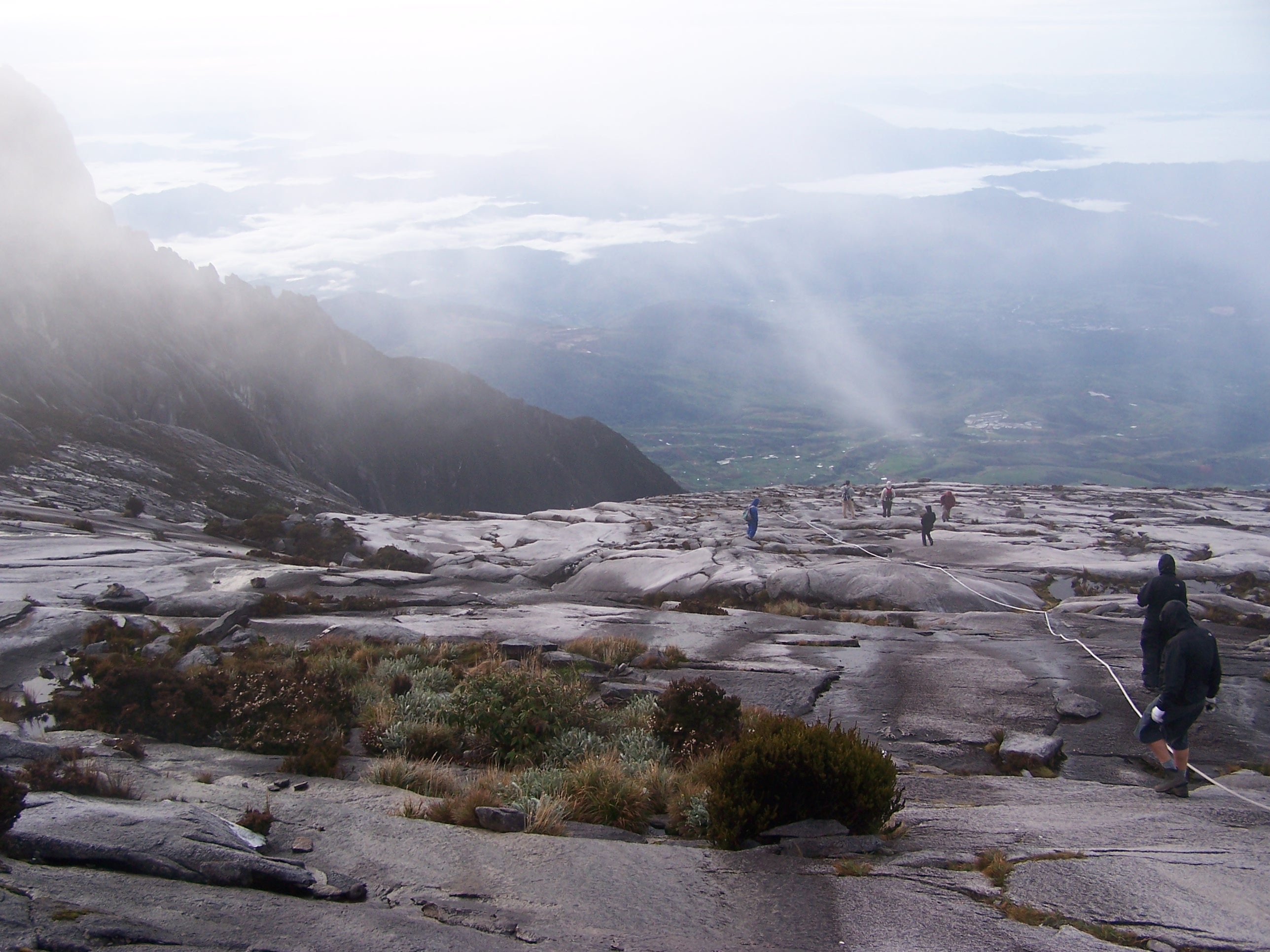
Vrcholová plošina hory Kinabalu

- Horské trávníky a křoviny Kinabalu
  - IM1001 Alpínské louky hory Kinabalu

Neotropická oblast
- Severoandské páramo
  - NT1006 Severoandské páramo
- Suchá puna centrálních And
  - NT1001 Středoandská suchá puna

Palearktická oblast
- Stepi Tibetské náhorní plošiny

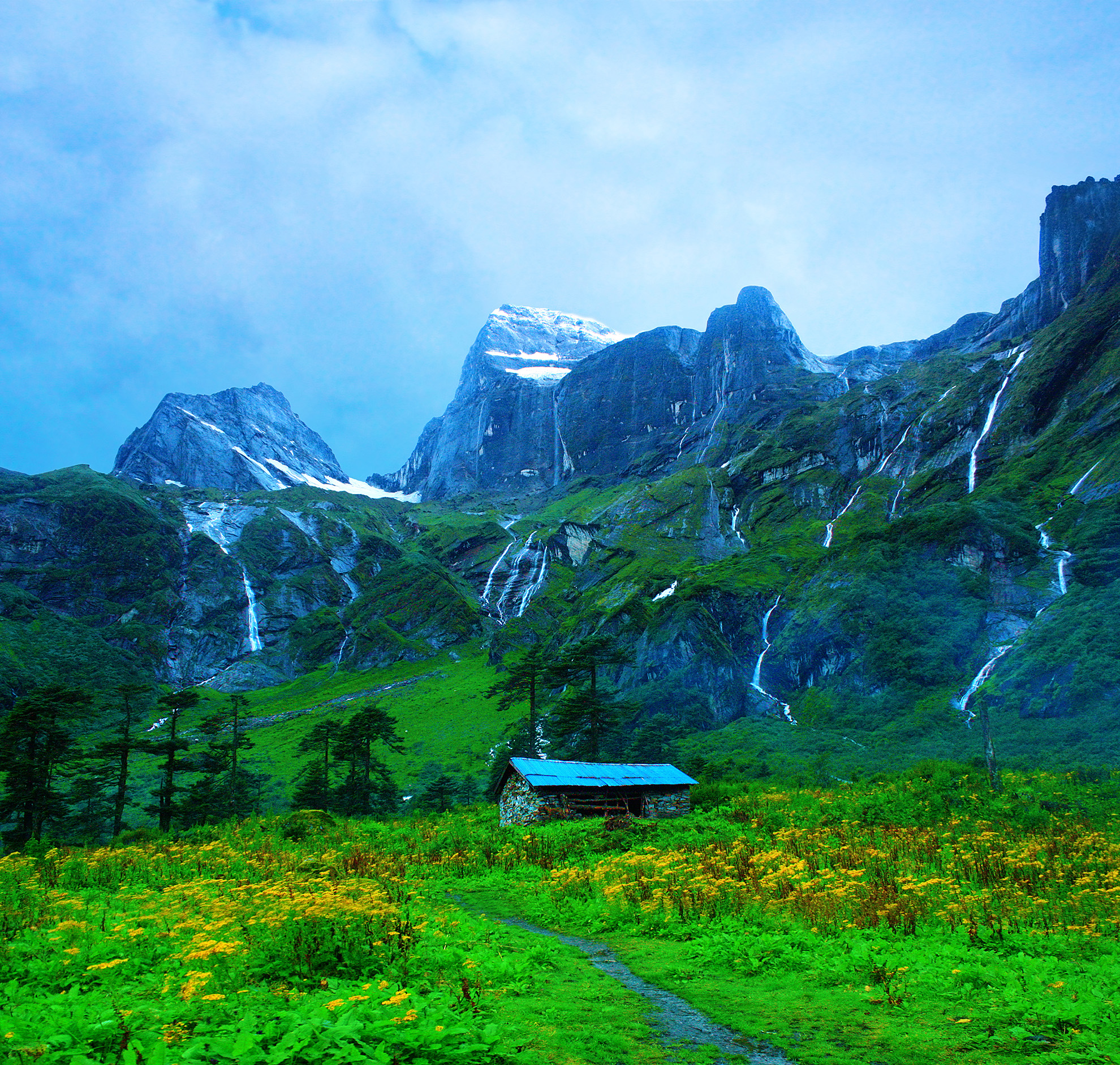
Horské louky ve východním Himálaji

  - PA1020 Alpínské louky a křoviny Tibetské plošiny
- Středoasijská horská step a lesy
  - PA1011 Alpínské pustiny severu Tibetské plošiny a pohoří Kchun-Lun-Šan
  - PA1015 Subalpínské louky pohoří Čchi-Lien-Šan
  - PA1013 Step planiny Ordos
- Východohimálajské alpínské louky
  - PA1003 Alpínské křoviny a louky východního Himálaje

### Tundra
Nearktická oblast

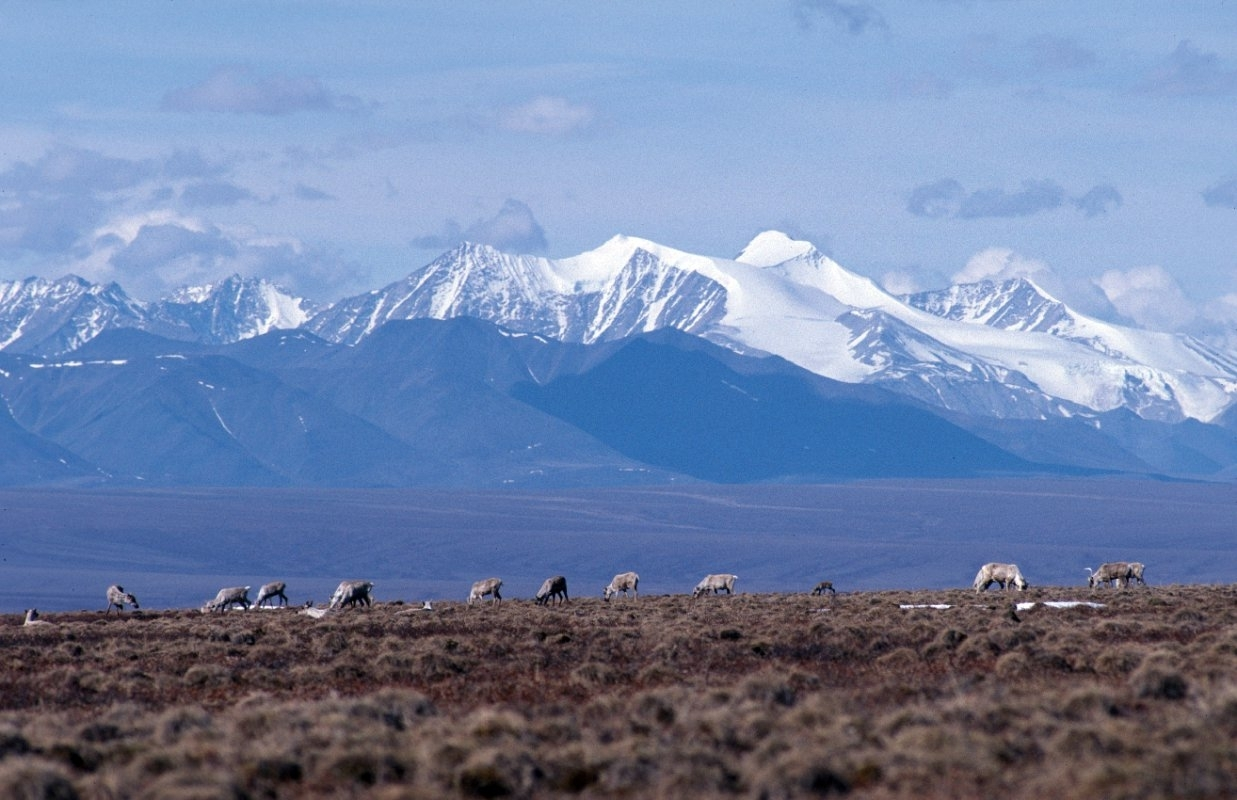
Tundra Brooksova pohoří na Aljašce se soby karibu

- Tundra severní Aljašky (Kanada, Spojené státy)
  - NA1103 Arktická pobřežní tundra
  - NA1104 Arktická tundra podhůří
  - NA1108 Tundra Brooksova pohoří
- Tundra kanadské "nízké Arktidy"
  - NA1114 Tundra nízké Arktidy
  - NA1116 Alpínská tundra pohoří Ogilvie-MacKenzie
  - NA1118 Tundra Torngatských hor

Palearktická oblast

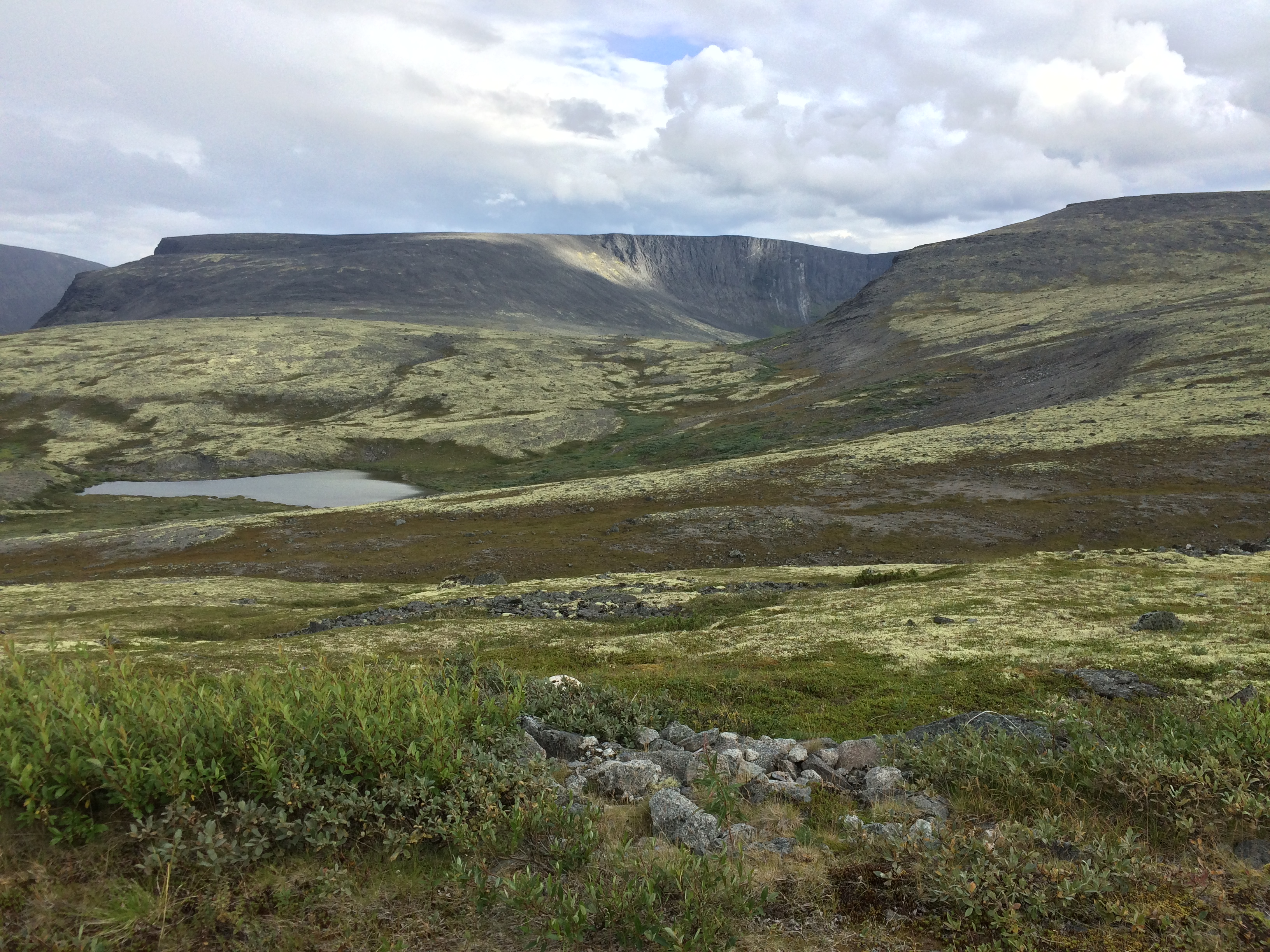
Tundra na poloostrově Kola

- Fennoskandinávská alpínská tundra a tajga (Finsko, Norsko, Rusko, Švédsko)
  - PA1106 Tundra poloostrova Kola
  - PA1110 Skandinávské horské březové lesy a pastviny
- Tajmyrská a sibiřská pobřežní tundra
  - PA1107 Pobřežní tundra severovýchodní Sibiře
  - PA1111 Tajmyrská a středosibiřská tundra
- Čukotská pobřežní tundra
  - PA1104 Tundra Čukotky

### Mediteránní lesy a křoviny
Afrotropická oblast
- Fynbos

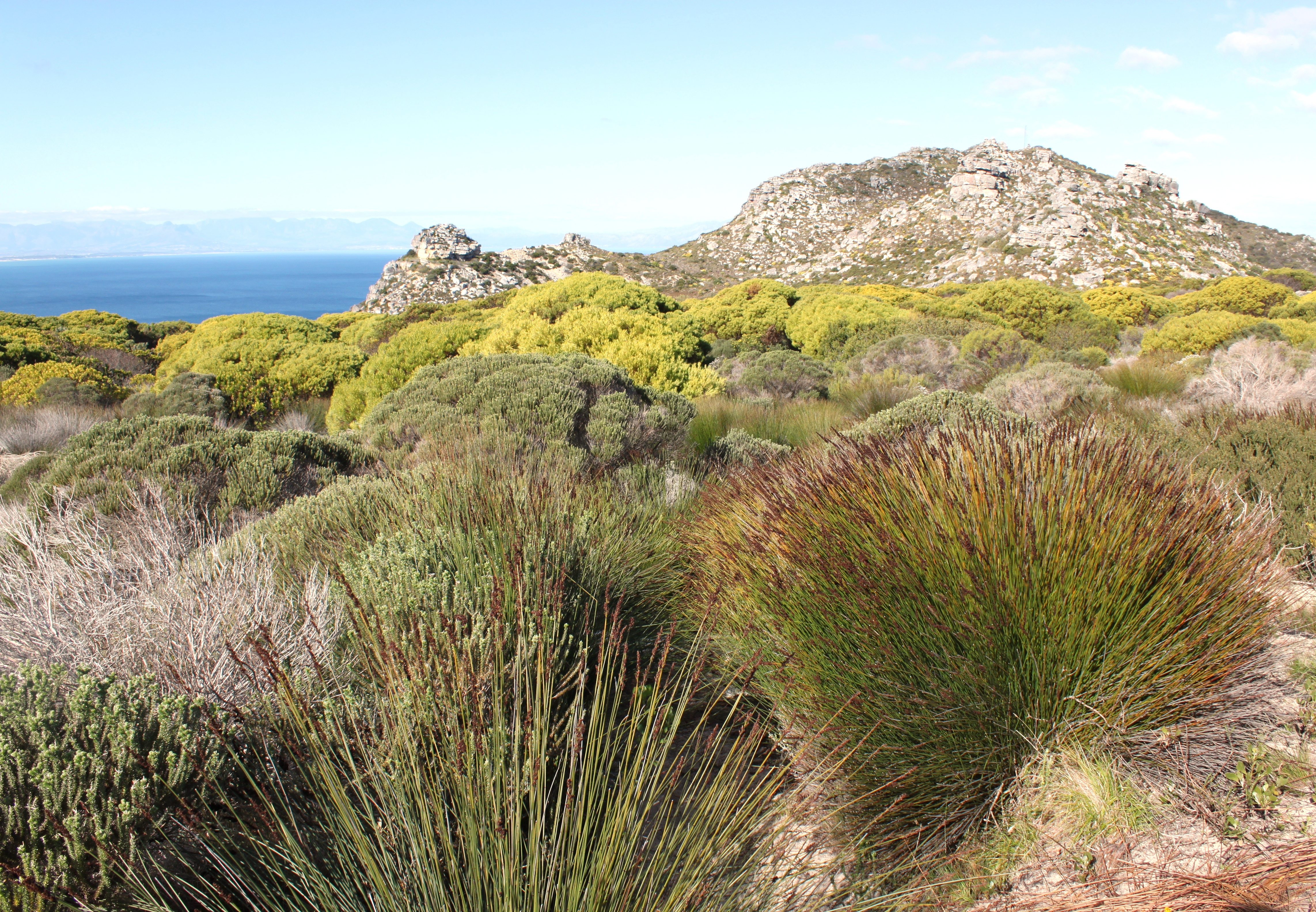
Jihoafrický fynbos

  - AT1202 Nížinný fynbos a renosterveld
  - AT1203 Horský fynbos a renosterveld

Australasie

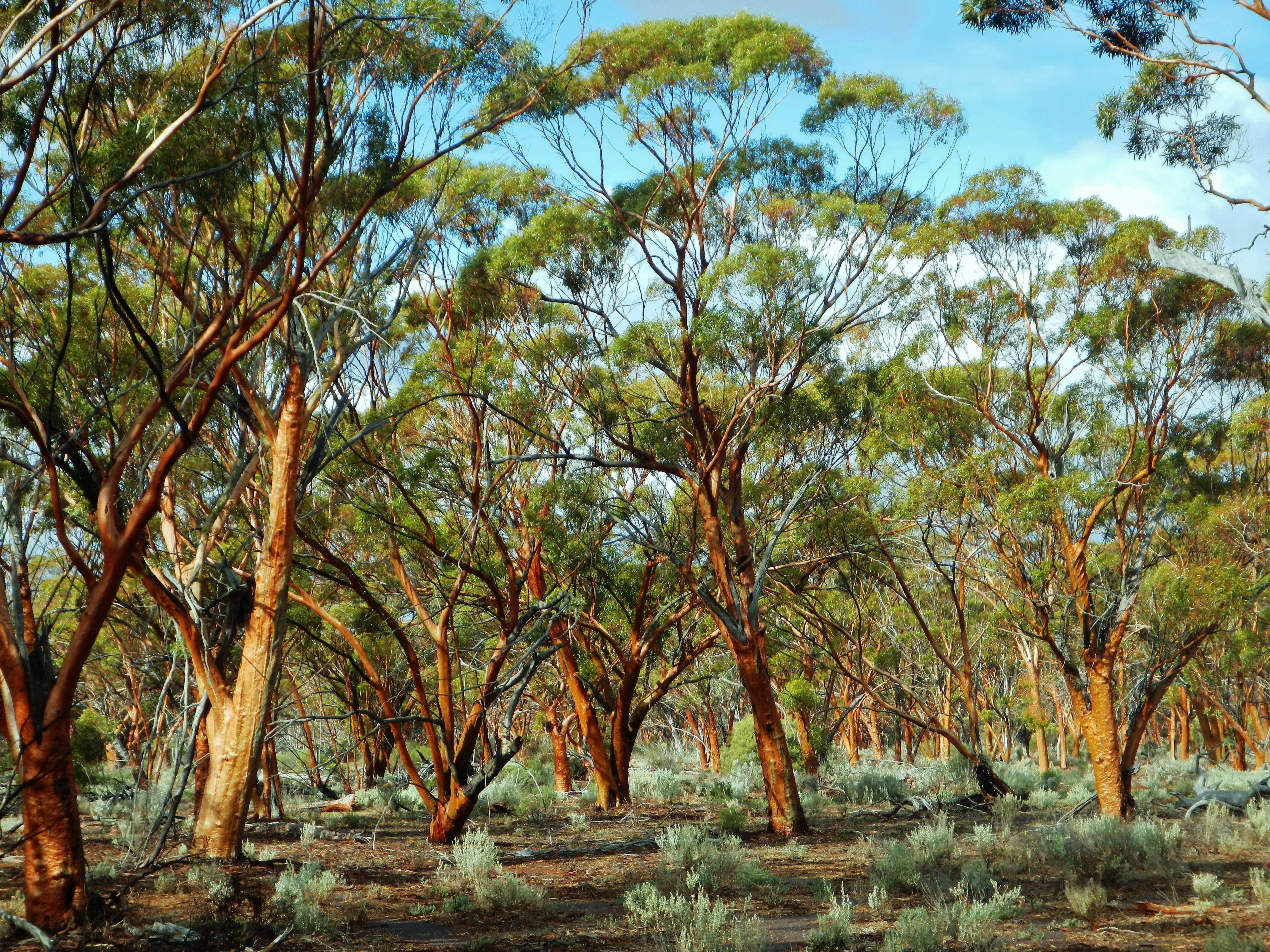
Eukalyptové lesy v západní Austrálii

- Lesy a křoviny v jihozápadní Austrálii
  - AA1201 Lesy a křoviny mallee oblasti Coolgardie
  - AA1202 Lesy a křoviny mallee oblasti Esperance
  - AA1209 Savana v jihozápadní Austrálii
  - AA1210 Lesy jihozápadní Austrálie
- Křoviny a lesy v jižní Austrálii
  - AA1203 Křoviny mallee poloostrovů Eyre a York
  - AA1206 Lesy pohoří Mount Lofty
  - AA1208 Lesy oblasti Naracoorte v jižní Austrálii

Nearktická oblast
- Kalifornský chaparral a lesy

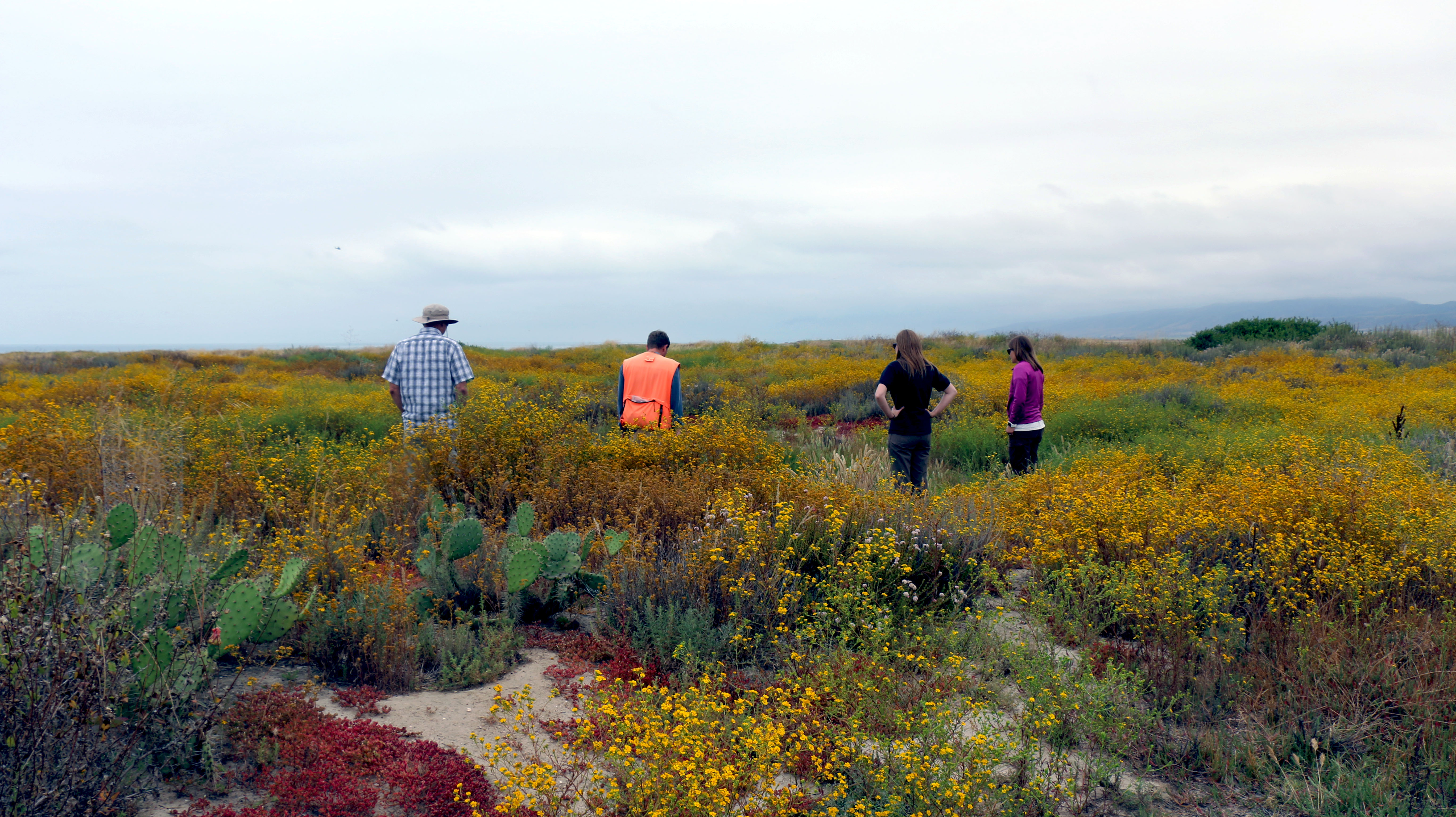
Nízký pobřežní chaparral v Kalifornii

  - NA1201 Kalifornský pobřežní chaparral
  - NA1202 Kaliforniský vnitřní chaparral a lesy
  - NA1203 Kalifornský horský chaparral a lesy

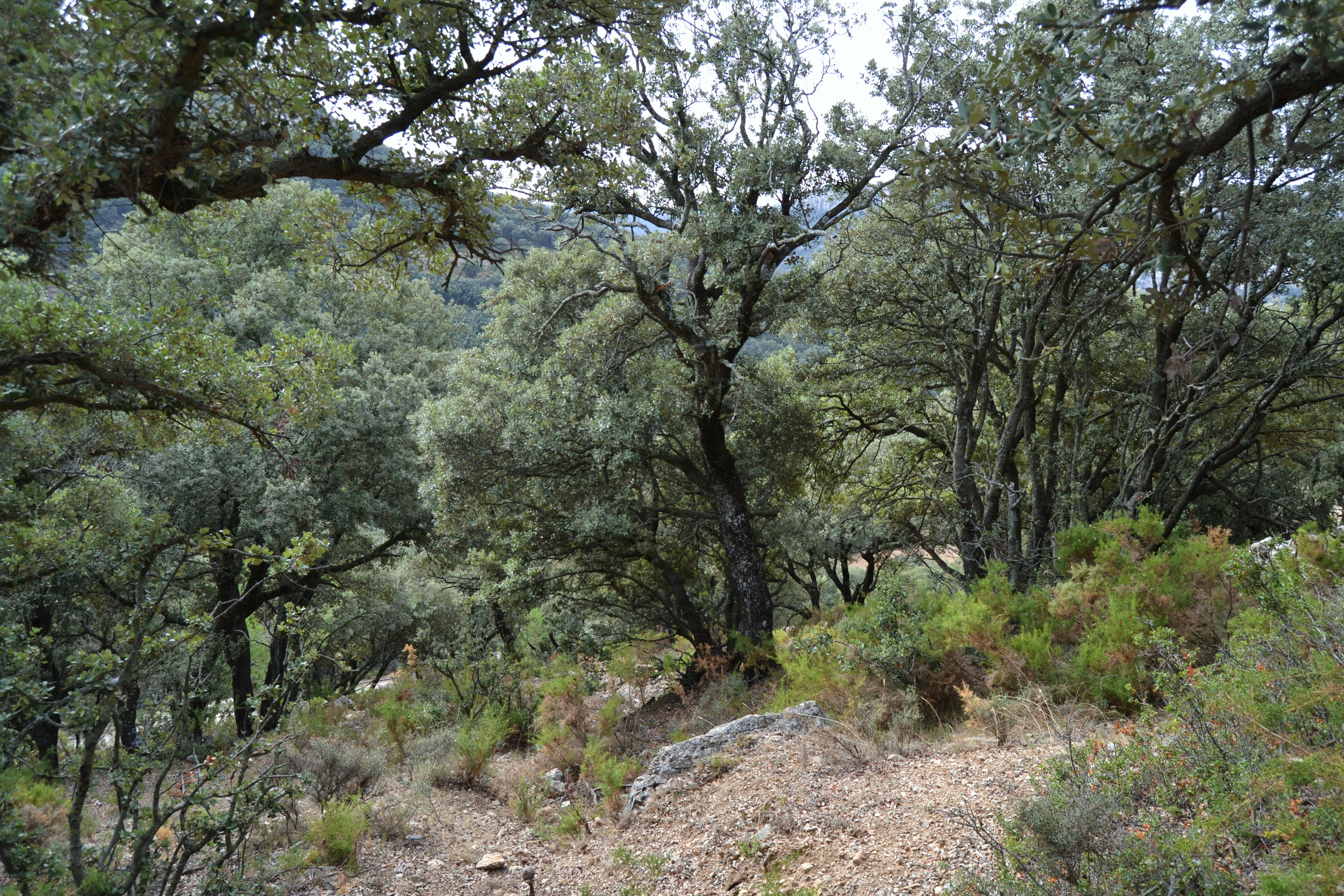
Tvrdolistá středomořská doubrava

Neotropická oblast
- Chilský matorral
  - NT1201 Chilský matorral

Palearktická oblast
- Středomořské lesy a křoviny
  - PA1214 Středomořské lesy

### Pouštěasuchomilné křoviny
Afrotropická oblast

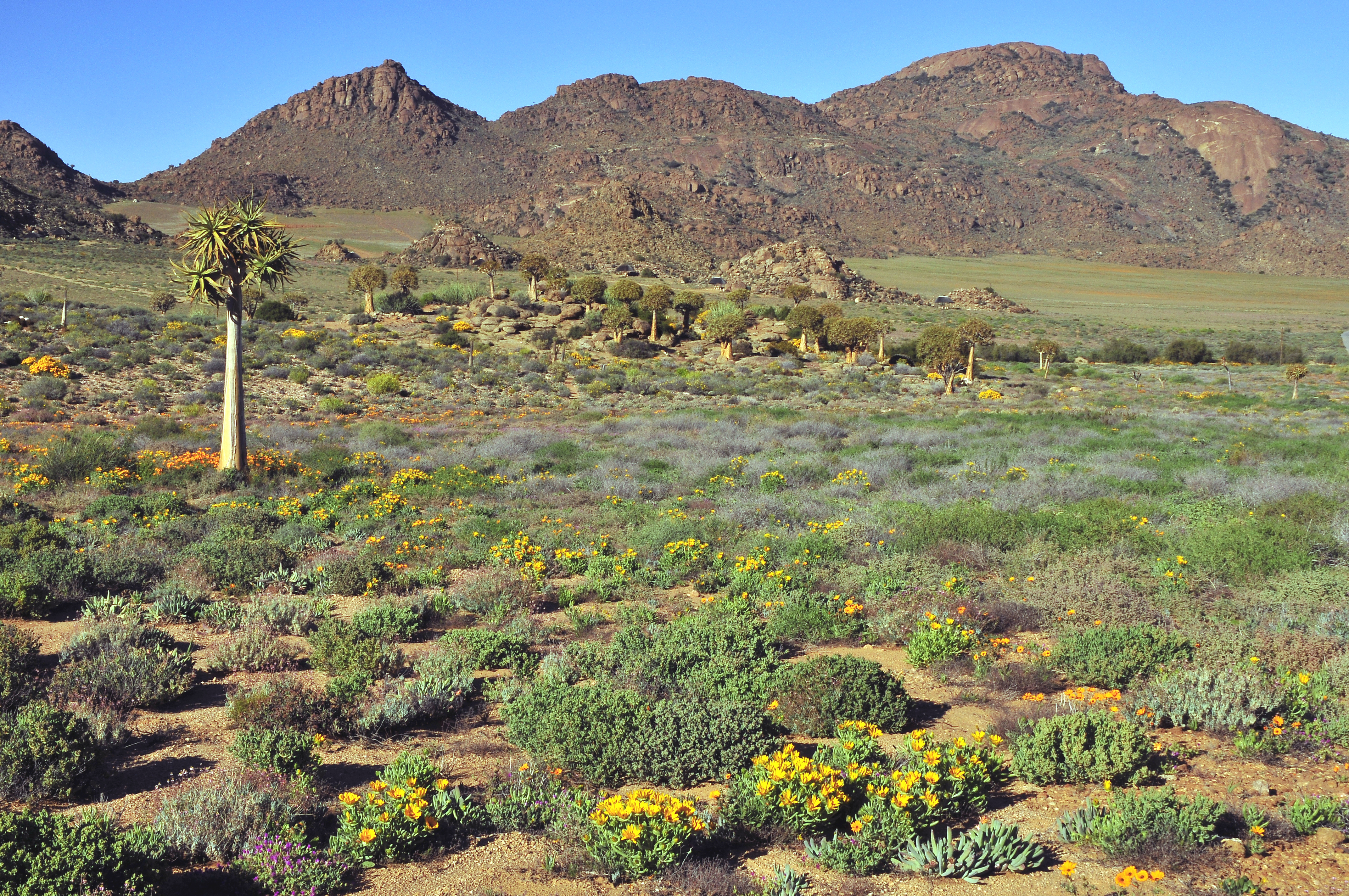
Sukulentní karru v jižní Africe

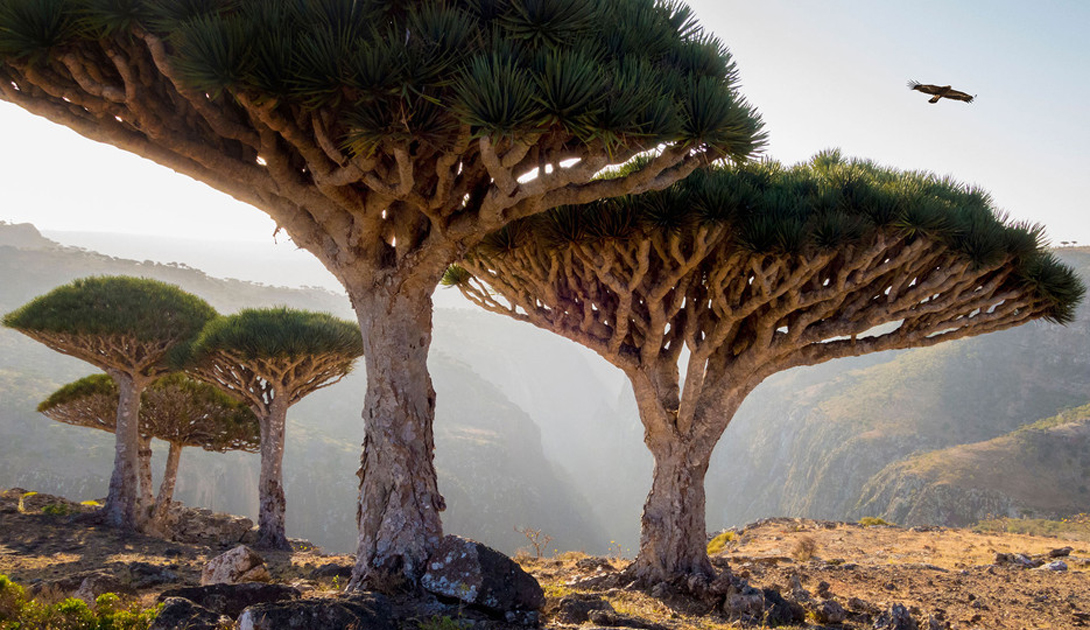
Dračince na Sokotře

- Namib–Karru–pouště Kaokoveld (Angola, Namibie, Jižní Afrika)
  - AT1310 Kaokoveldská poušť
  - AT1314 Nama Karru
  - AT1315 Namibská poušť
  - AT1322 Sukulentní Karru
- Madagaskarské trnité houštiny
  - AT1311 Madagaskarské trnité houštiny
- Poušť na ostrově Sokotra (Jeme) )
  - AT1318 Xerické křoviny Sokotry
- Lesy a křoviny Arabské vysočiny (Omán, Saúdská Arábie, Spojené arabské emiráty, Jemen)
  - AT1320 Savana na jihozápadním Arabském podhůří
  - AT1321 Horské lesy jihozápadní Arábie

Australasie
- Xerické křoviny oblasti Carnarvon
  - AA1301 Xerické křoviny oblasti Carnarvon
- Velká písečná poušť a poušť Tanami
  - AA1304 Velká písečná poušť a poušť Tanami

Nearktická oblast

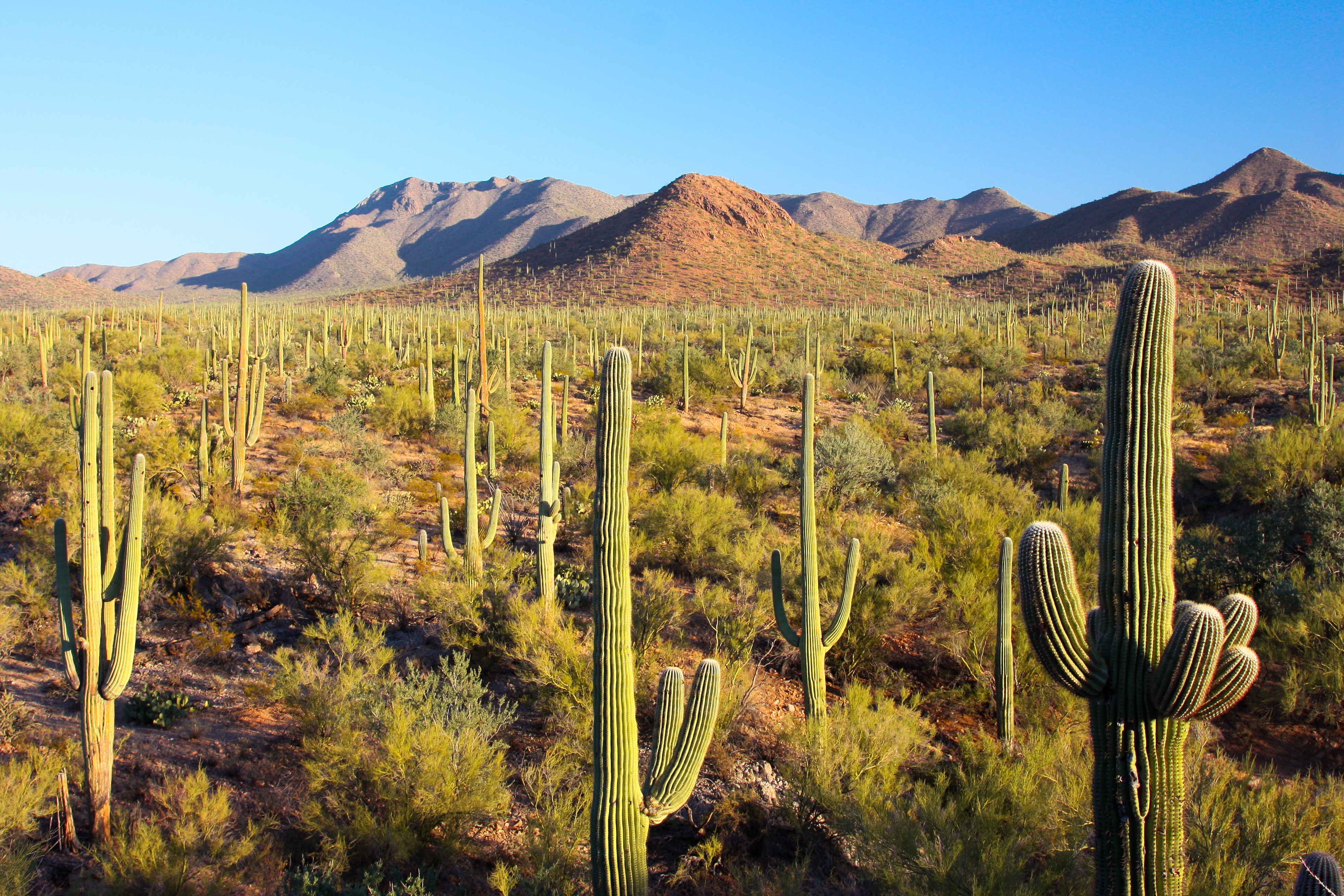
Ikonické kaktusy saguaro v Sonorské poušti

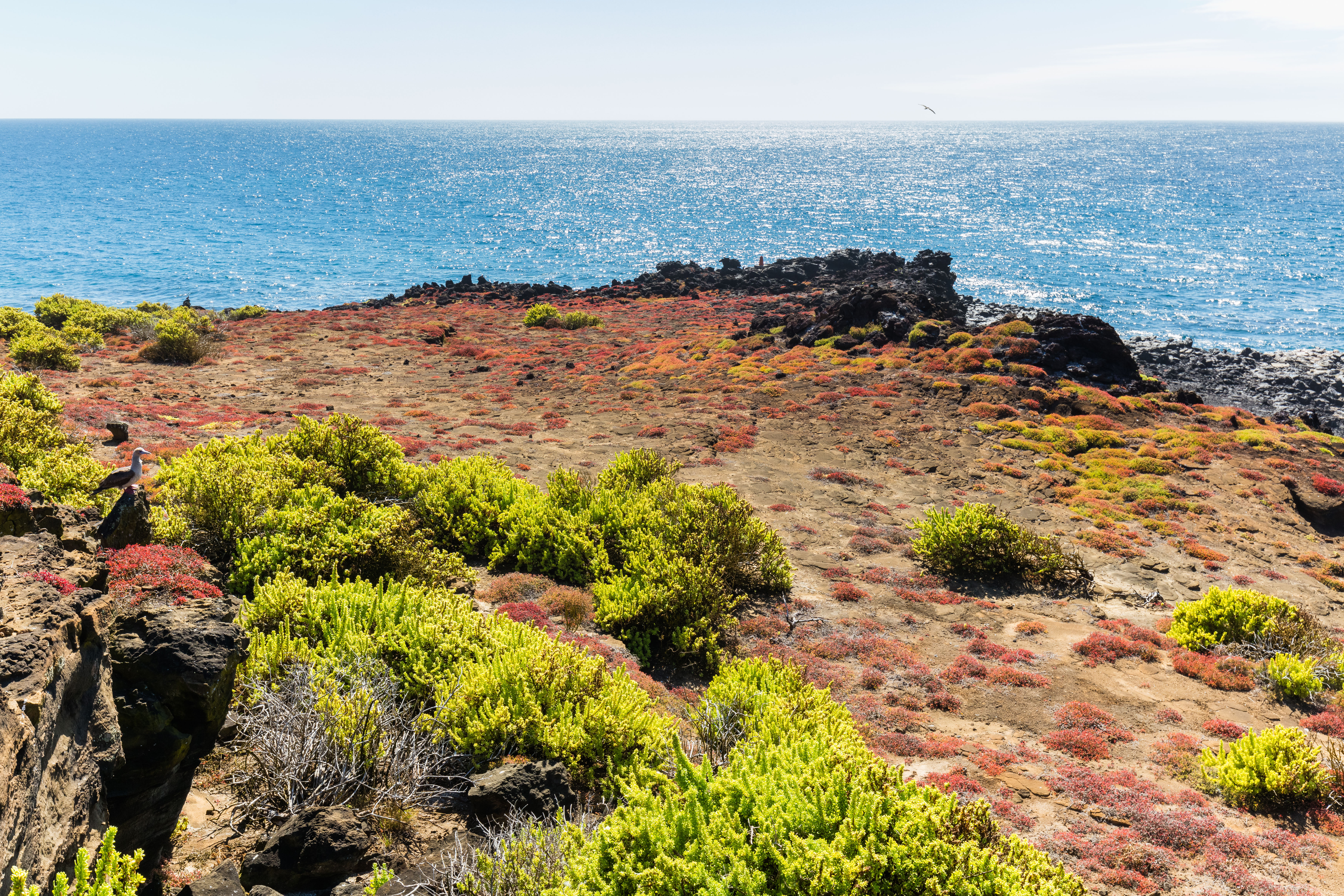
Vřesoviště na útesech Galapág

- Pouště Sonory a oblasti Baja California
  - NA1301 Poušť Baja California
  - NA1310 Sonorská poušť
- Pouště Chihuahuy a Tehuakánu
  - NA1303 Čivavská poušť
- Křoviny Galapág
  - NT1307 Xerické křoviny na ostrovech Galapág
- Pouště Atacama a Sechura
  - NT1303 Poušť Atacama
  - NT1315 Poušť Sechura

Palearktická oblast

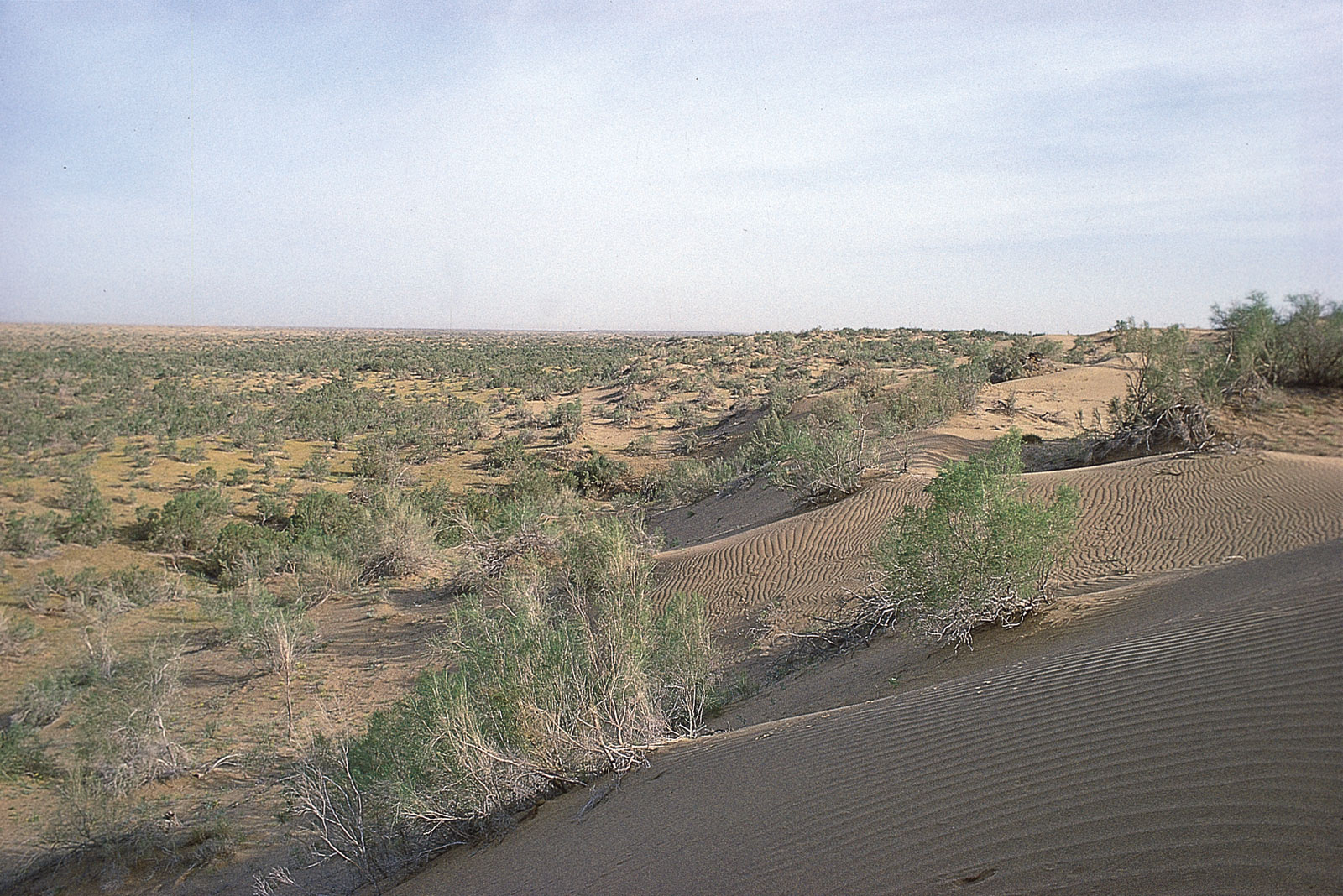
Řídká vegetace na poušti Karakum

- Středoasijské pouště (Kazachstán, Kyrgyzstán, Uzbekistán, Turkmenistán)
  - PA1310 Středoasijská severní poušť

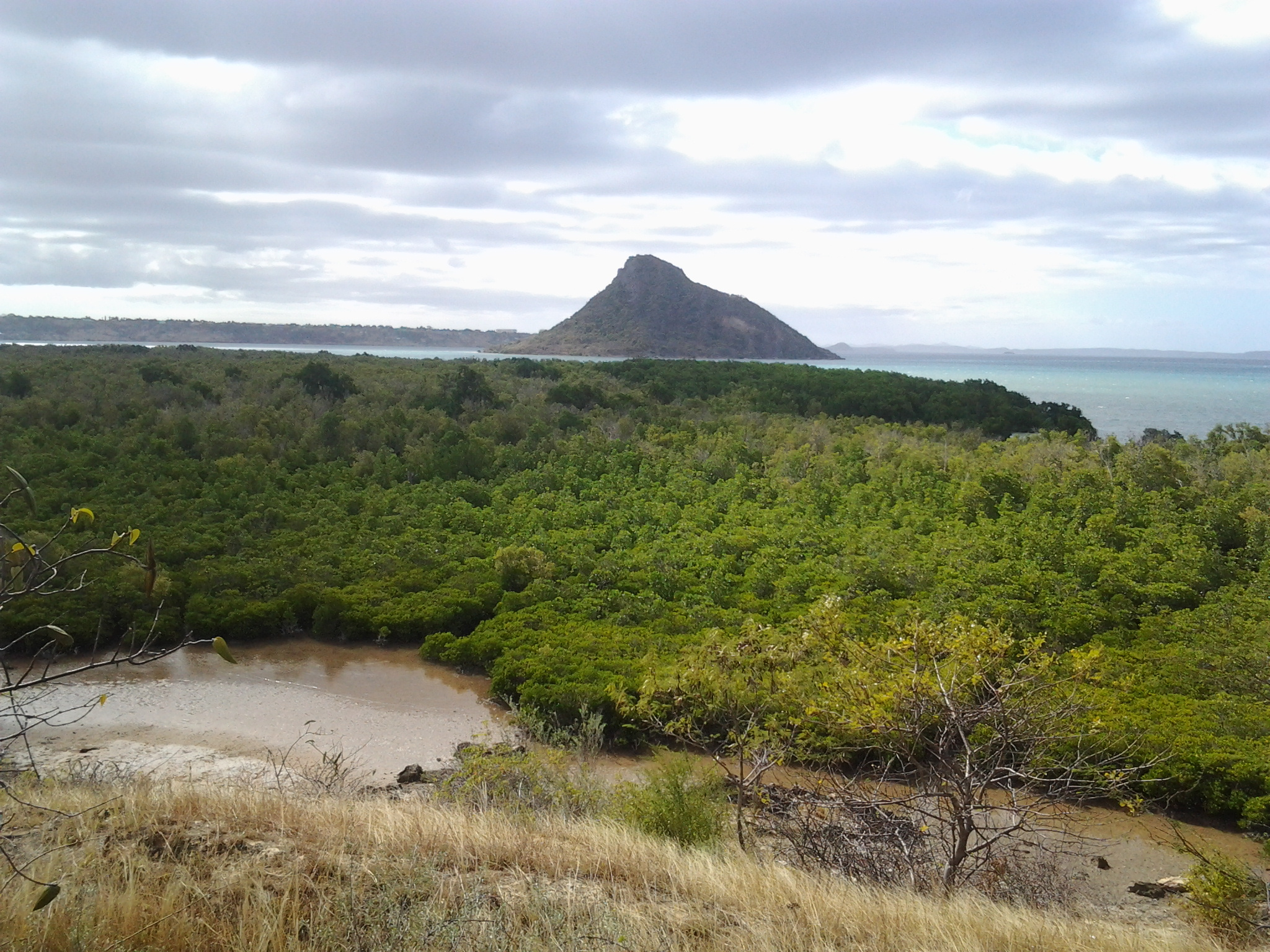
Madagaskarské mangrovové lesy

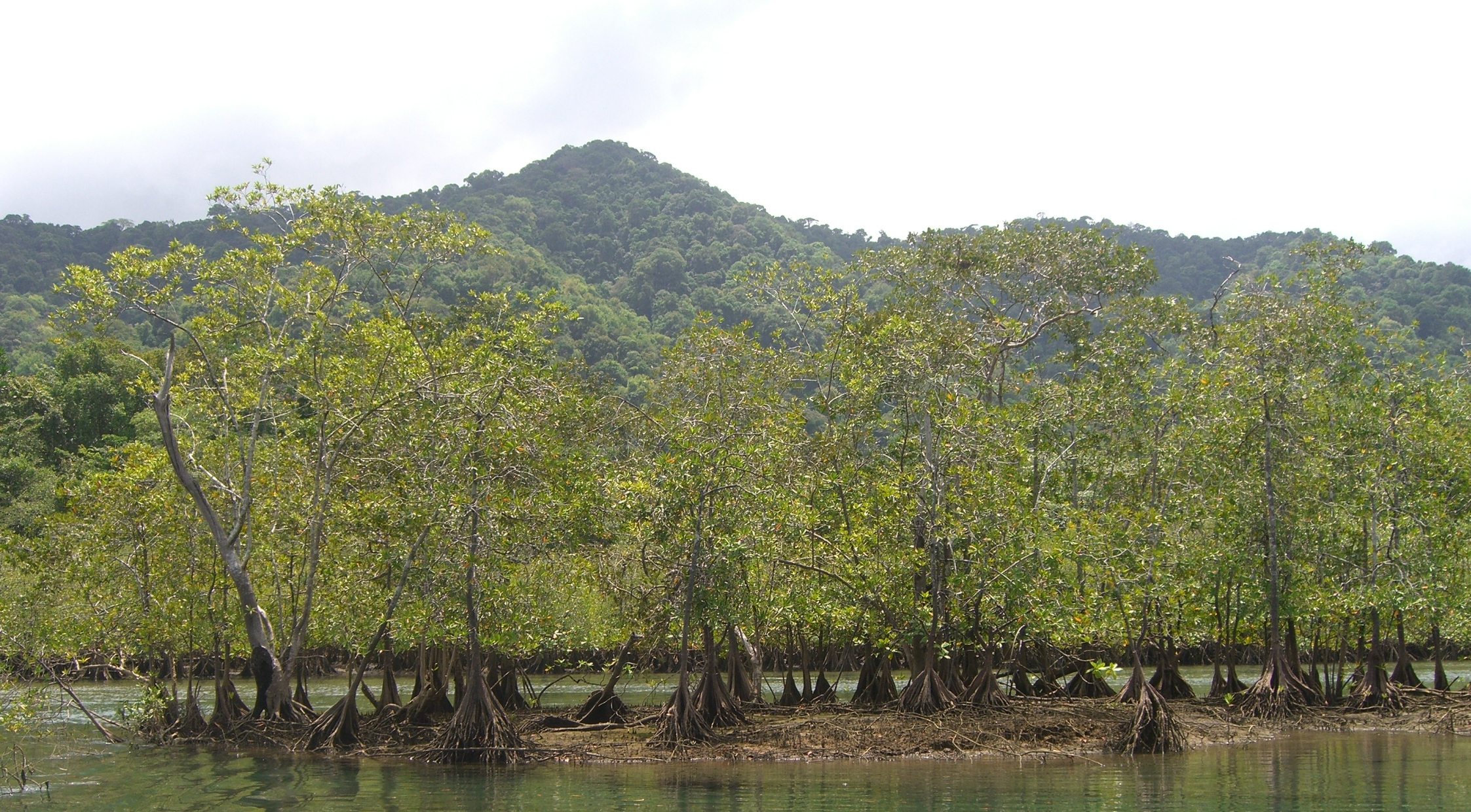
Mangrovy ve Střední Americe

  - PA1312 Středoasijská jižní poušť

### Mangrovy
- Východoafrické mangrovy
  - AT1402 Východoafrické mangrovy
- Mangrovy Guinejského zálivu
  - AT1403 Guinejské mangrovy
- Madagaskarské mangrovy
  - AT1404 Madagaskarské mangrovy
- Mangrovy Nové Guineje
  - AA1401 Mangrovy Nové Guineje
- Mangrovy na Velkých Sundách
  - IM1405 Mangrovy sundského šelfu
- Sundarbanské mangrovy
  - IM1406 Sundarbanské mangrovy
- Mangrovy na severozápadním mexickém pobřeží
  - NA1401 Mangrovy severozápadního mexického pobřeží
- Guayansko-amazonské mangrovy
  - NT1401 Mangrovy oblasti Alvarado
  - NT1402 Mangrovy oblasti Amapá
  - NT1406 Útesové mangrovy v Belize
  - NT1411 Guayanské mangrovy
  - NT1427 Mangrovy oblasti Pará
- Mangrovy v Panama Bight
  - NT1414 Mangrovy Panamského zálivu
  - NT1409 Esmeraldas – mangrovy pacifické Kolumbie
  - NT1418 Mangrovy Manabí
  - NT1413 Mangorvy Guayaquilského zálivu

## Sladkovodní ekoregiony

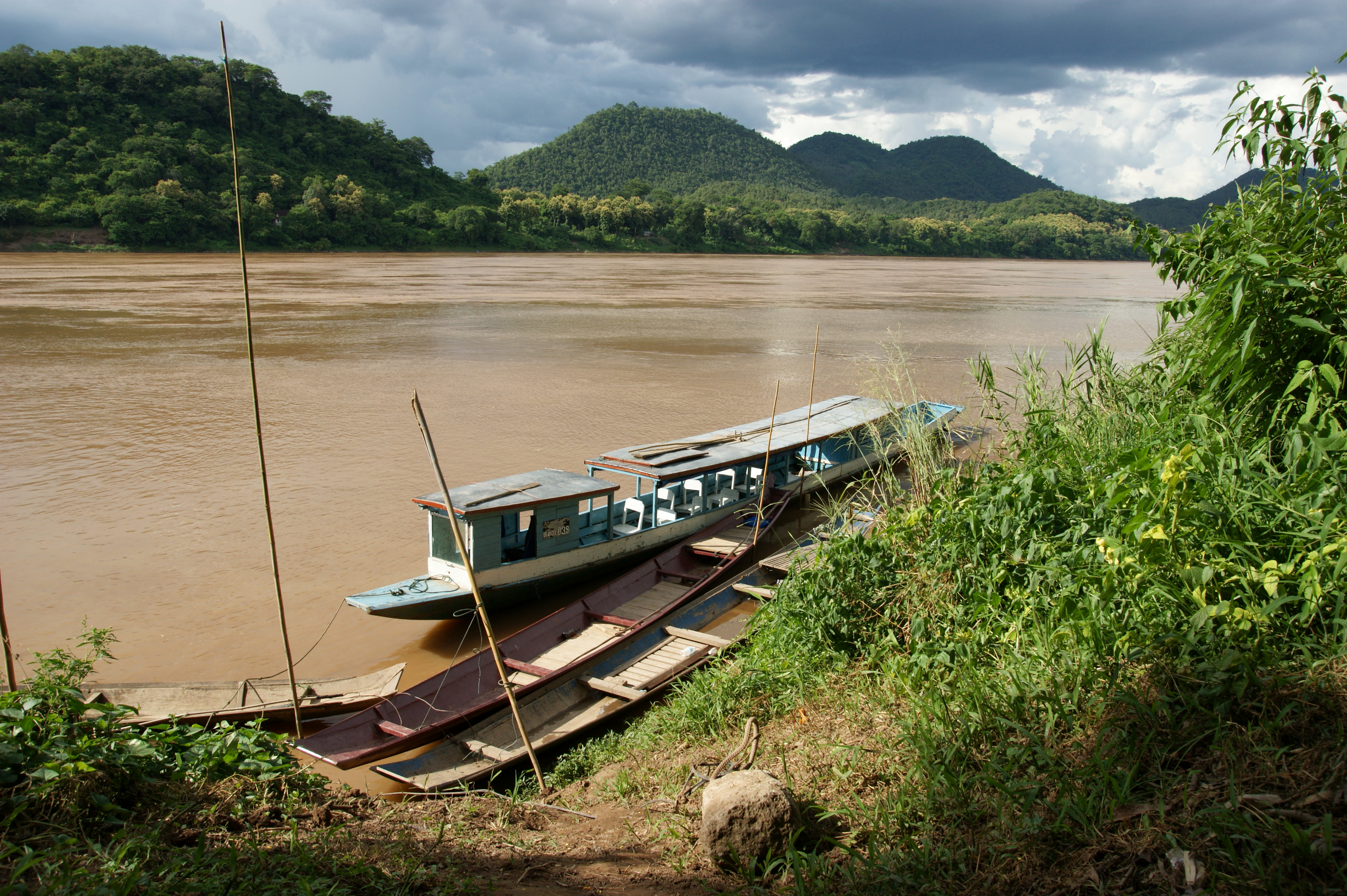
Řeka Mekong v Laosu

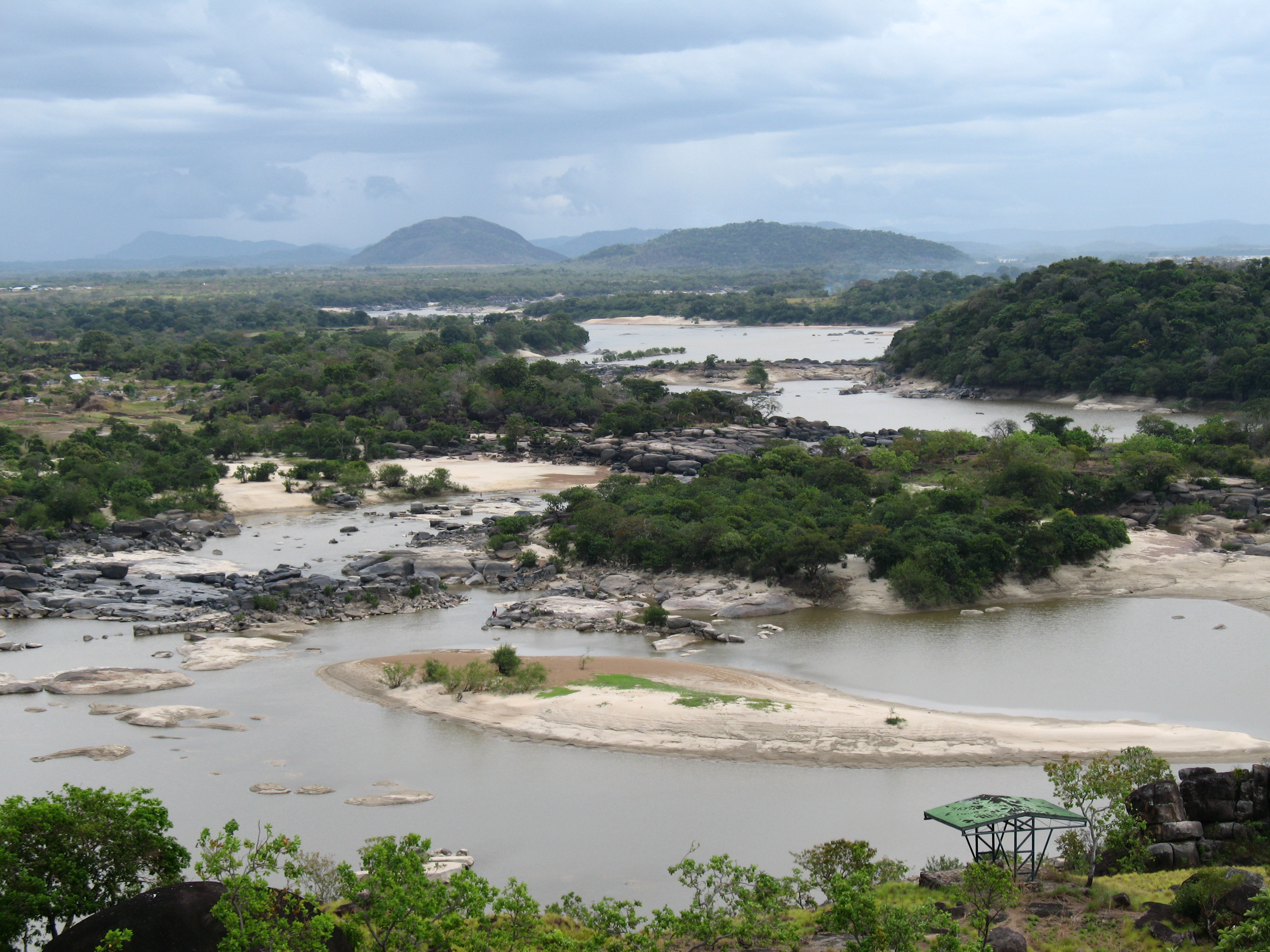
Peřeje na Orinoku, Venezuela

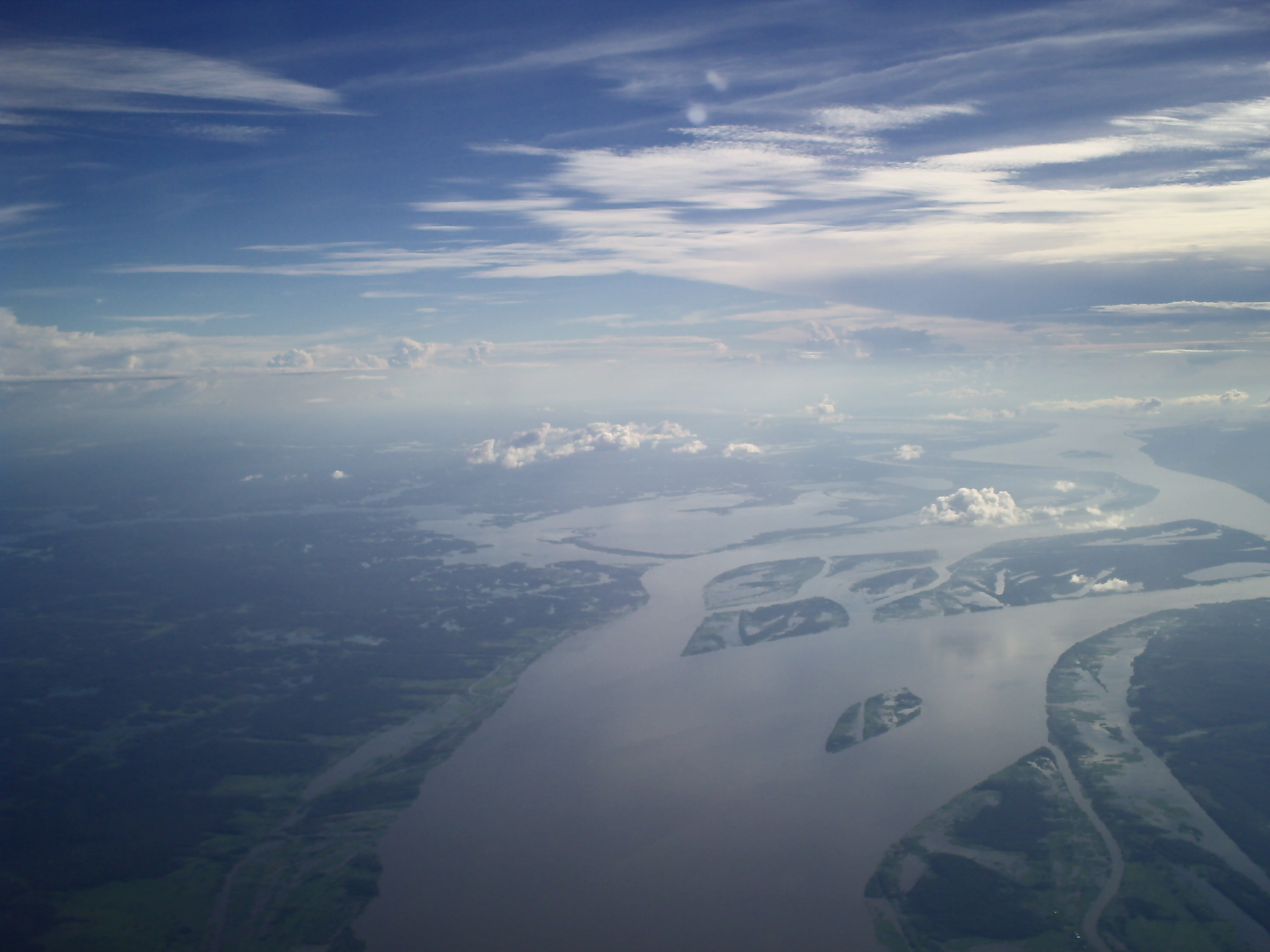
Letecký pohled na Amazonku poblíž Manausu

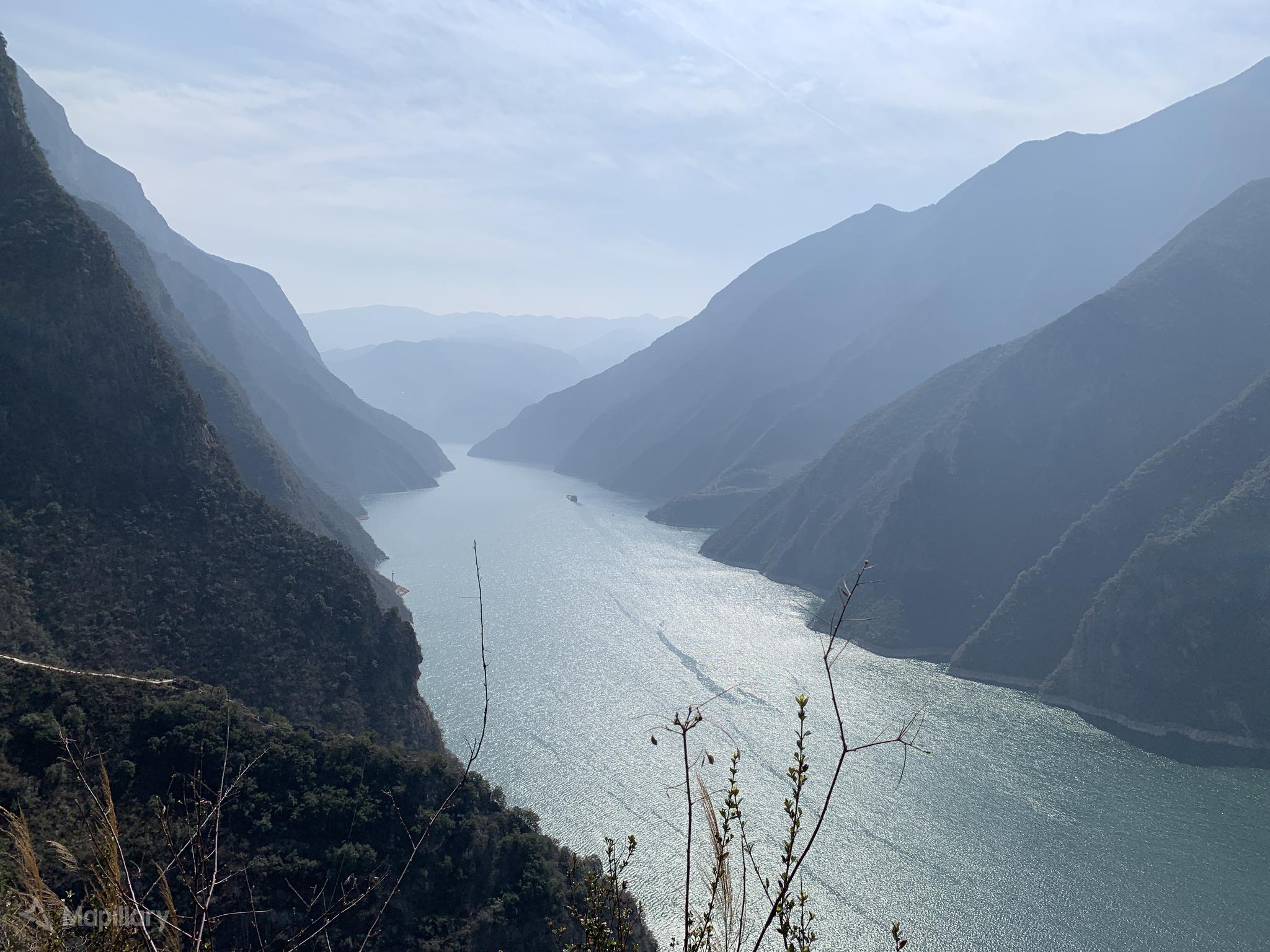
Kaňon Tři soutěsky na řece Jang-c'-ťiang

### Velké řeky
- Řeka Kongo a její zaplavované lesy (Angola, Demokratická republika Kongo, Republika Kongo)
- Řeka Mekong (Kambodža, Čína, Laos, Myanmar, Thajsko, Vietnam)
- Řeka Colorado (Mexiko, Spojené státy)
- Spodní tok řeky Mississippi (Spojené státy americké)
- Řeka Amazonka a její zaplavované lesy (Brazílie, Kolumbie, Peru)
- Řeka Orinoko a její zaplavované lesy (Brazílie, Kolumbie, Venezuela)
- Řeka Jang-c'-ťiang a přilehlá jezera (Čína)

### Prameny velkých řek
- Řeky a potoky v Konžské pánvi (Angola, Kamerun, Středoafrická republika, Gabon, Konžská demokratická republika, Konžská republika, Súdán)
- Řeky a potoky v povodí horní Mississippi (Spojené státy americké)
- Řeky a potoky v povodí horní Amazonky (Bolívie, Brazílie, Kolumbie, Ekvádor, Francouzská Guyana (Francie), Guyana, Peru, Surinam, Venezuela)
- Řeky a potoky na horní Parané (Argentina, Brazílie, Paraguay)
- Řeky a potoky v povodí Amazonky na Brazilském štítu (Bolívie, Brazílie, Paraguay)

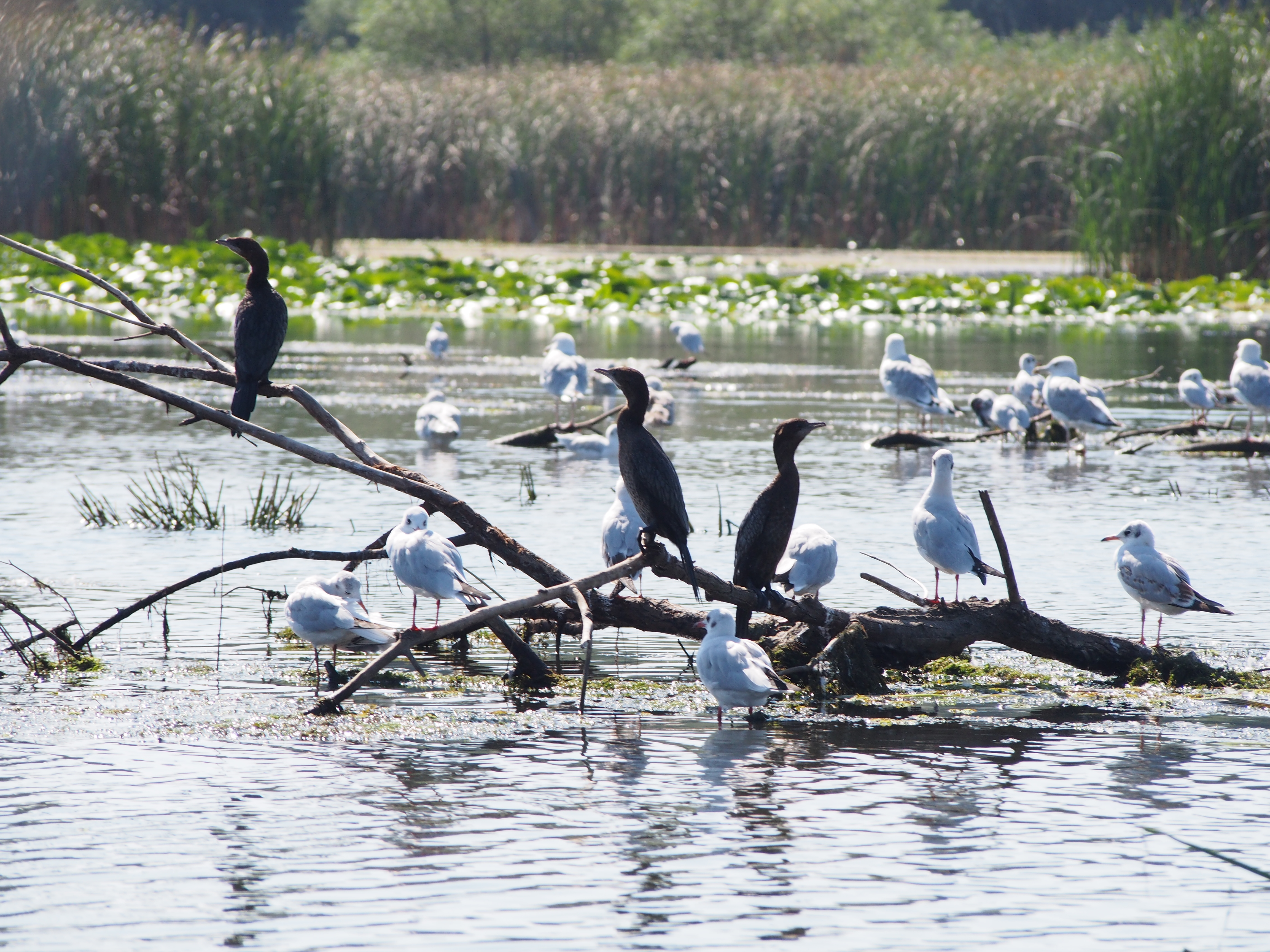
Delta Dunaje

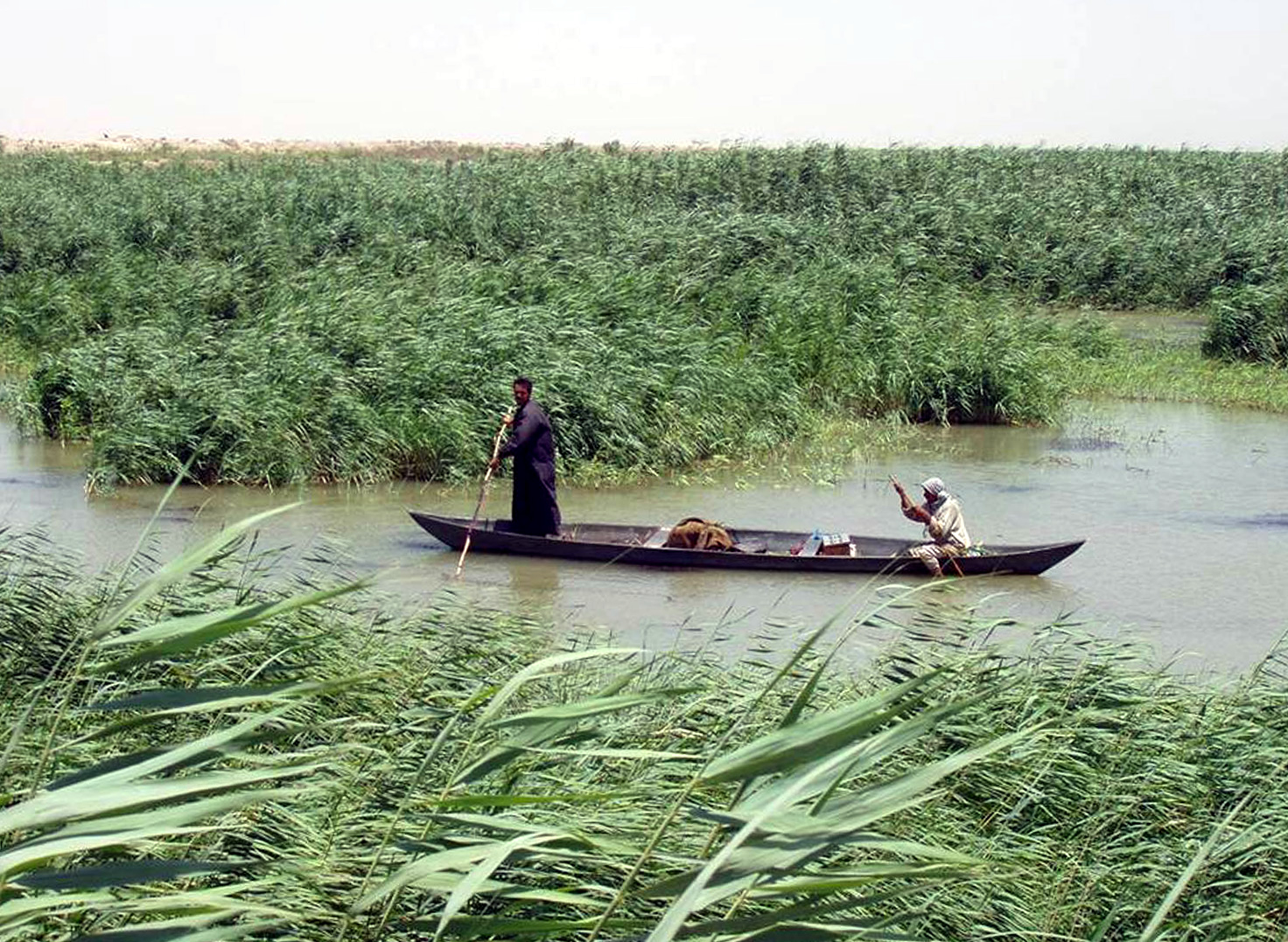
Říční mokřady v Mezopotámii

### Velkéříční delty
- Delta Nigeru (Nigérie)
- Delta Indu (Indie, Pákistán)
- Delta Volhy (Kazachstán, Rusko)
- Mezopotámská delta a močály (Írán, Irák, Kuvajt)
- Delta Dunaje (Bulharsko, Moldavsko, Rumunsko, Ukrajina, Jugoslávie)
- Delta Leny (Rusko)

### Malé řeky
- Řeky a potoky Horní Guineje (Pobřeží slonoviny, Guinea, Libérie, Sierra Leone)
- Sladké vody Madagaskaru
- Řeky a potoky Guinejského zálivu (Angola, Kamerun, Demokratická republika Kongo, Rovníková Guinea, Gabon, Nigérie, Konžská republika)
- Kapské řeky a potoky (Jižní Afrika)
- Řeky a potoky Nové Guineje ( Indonésie, Papua Nová Guinea )
- Řeky a potoky Nové Kaledonie
- Řeky a potoky Kimberley (Austrálie)
- Řeky a potoky v jihozápadní Austrálii
- Řeky a potoky ve východní Austrálii
- Řeky a potoky Si-ťiangu (Čína, Vietnam)
- Řeky a potoky západního Ghátu (Indie)
- Řeky a potoky na jihozápadě Srí Lanky
- Řeka Salwin (Čína, Myanmar, Thajsko)
- Řeky a bažiny Sundalandu (Brunej, Malajsie, Indonésie, Singapur)
- Řeky a potoky Jihovýchodu (Spojené státy)
- Pobřežní řeky a potoky Pacifického severozápadu (USA)
- Pobřežní řeky a potoky Aljašského zálivu (Kanada, Spojené státy)
- Sladké vody Guayny a okolí (Brazílie, Francouzská Guyana, Guyana, Surinam, Venezuela)
- Sladké vody Velkých Antil (Kuba, Dominikánská republika, Haiti, Portoriko)
- Balkánské řeky a potoky (Albánie, Bosna a Herzogovina, Bulharsko, Chorvatsko, Řecko, Makedonie, Turecko, Jugoslávie)
- Ruské řeky a mokřady Dálného východu (Čína, Mongolsko, Rusko)

### Velká jezera
- Jezera Východoafrického riftu (Burundi, Demokratická republika Kongo, Etiopie, Keňa, Malawi, Mosambik, Rwanda, Tanzanie, Uganda, Zambie)
- Jezera vysokých And (Argentina, Bolívie, Chile, Peru)

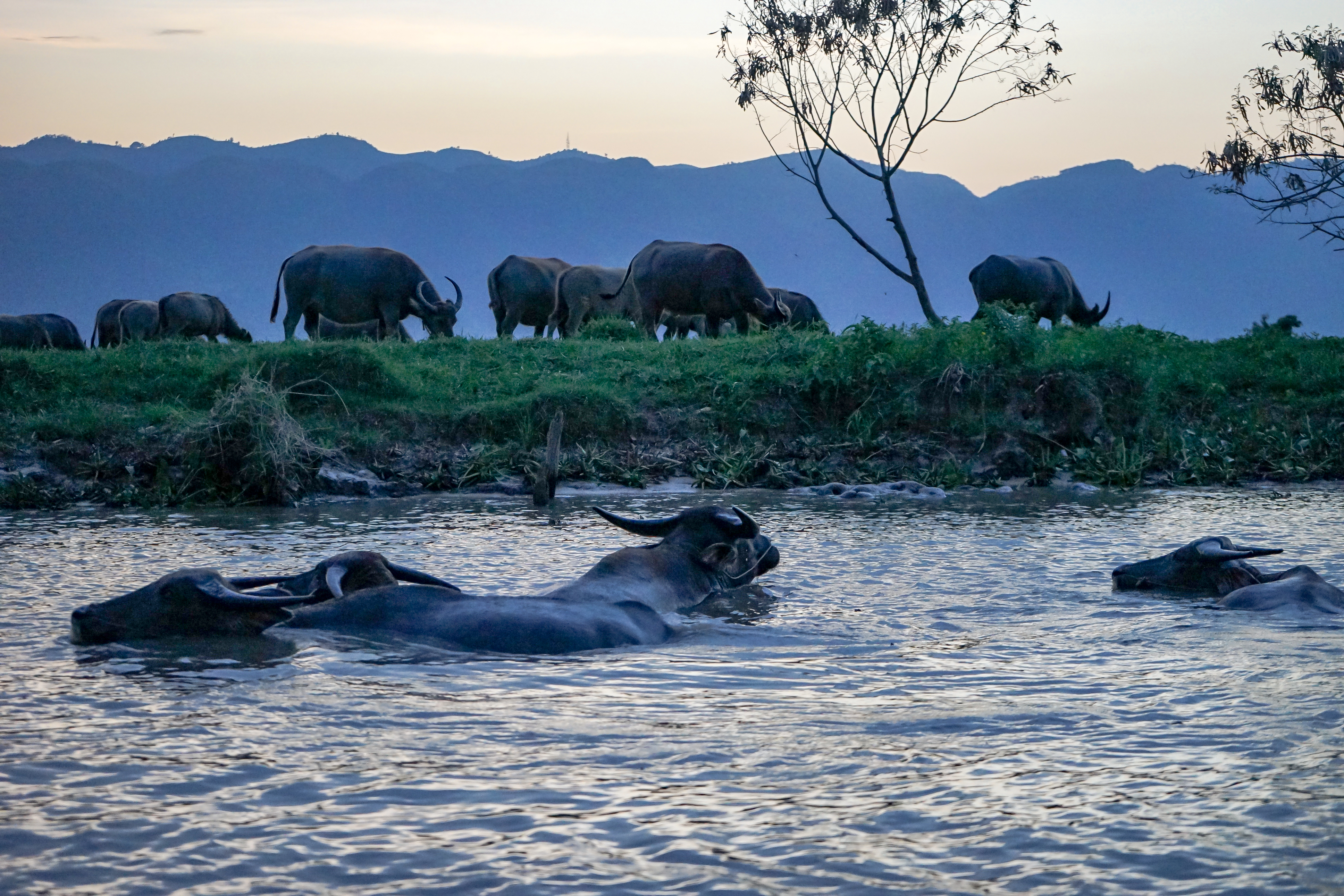
Jezero Inle, Myanmar

- Bajkalské jezero (Rusko)
- Jezero Biwa (Japonsko)

### Malá jezera
- Kamerunská kráterová jezera (Kamerun)
- Jezera Kutubu a Sentani (Indonésie, Papua Nová Guinea)
- Jezera centrálního Sulawesi (Indonésie)
- Sladké vody Filipín
- Jezero Inle (Myanmar)
- Jezera a potoky Jün-nanu (Čína)
- Jezera Mexické vysočiny (Mexiko)

### Xerické pánve
- Sladké vody centrální Austrálie
- Sladkovodní zdroje Čivavské pouště (Mexiko, Spojené státy)
- Sladké vody Anatolie (Sýrie, Turecko)

## Mořské ekoregiony

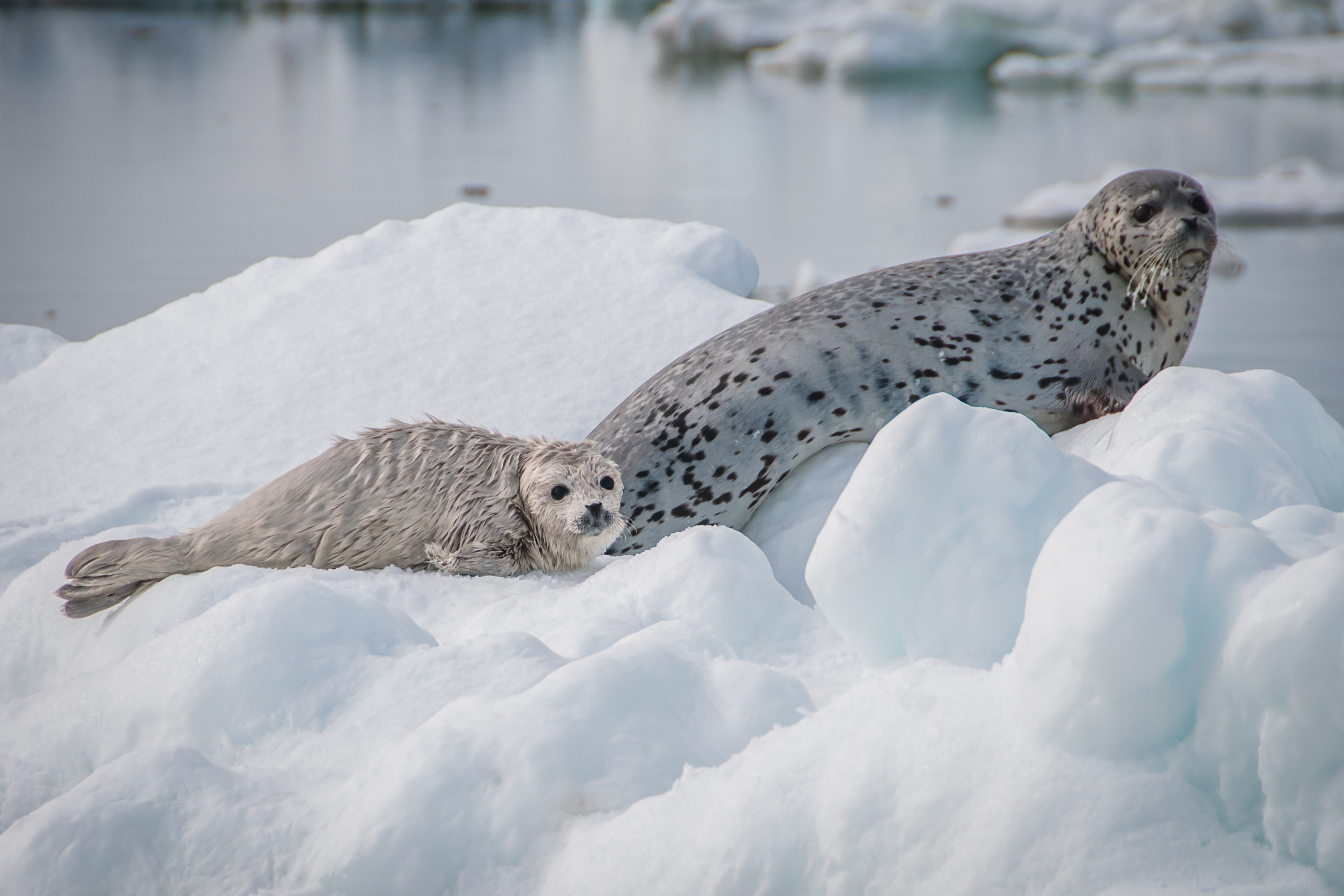
Tuleni na ledové kře v Beringově moři

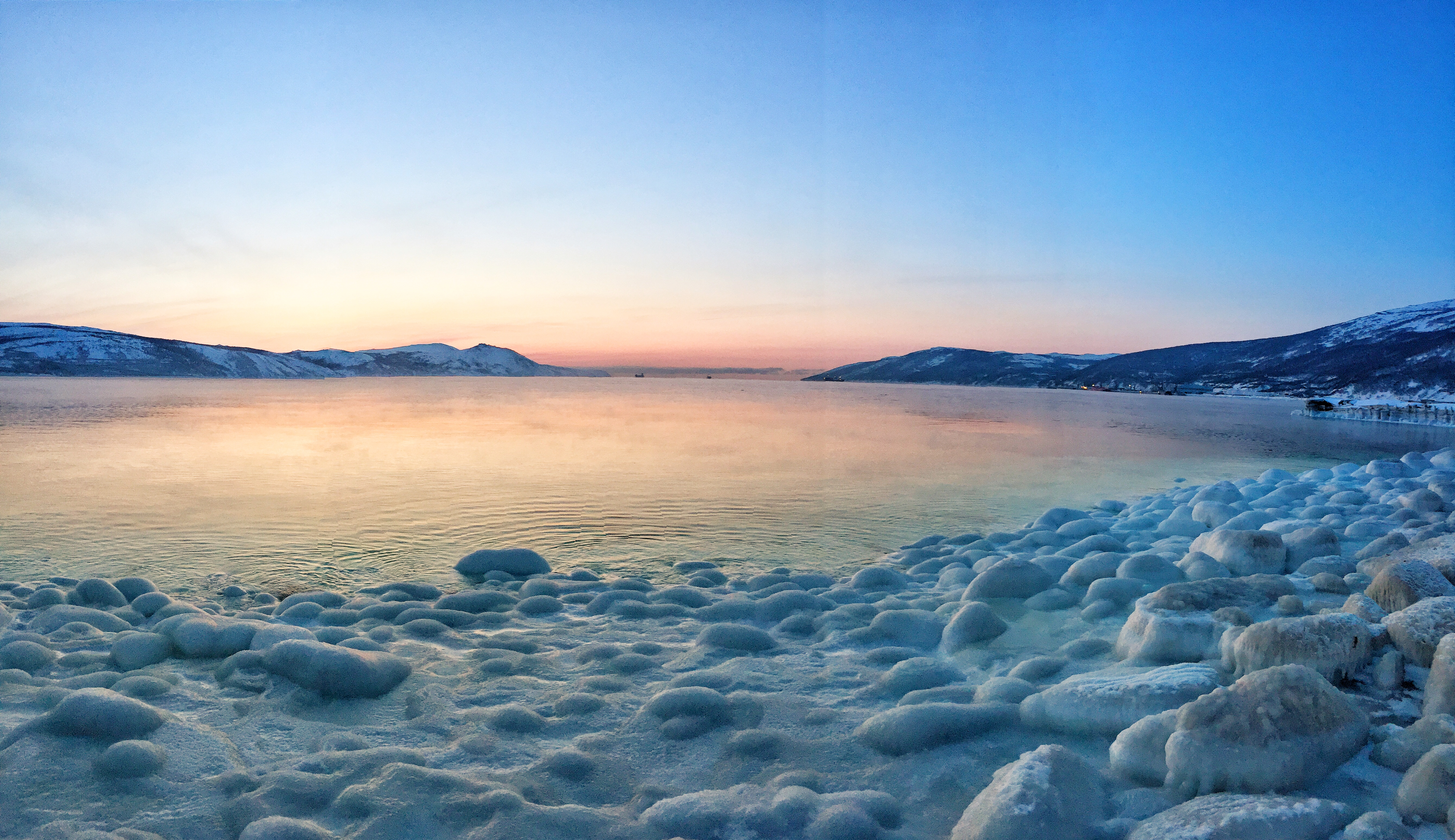
Pobřeží Ochotského moře u Magadanu

### Polární moře
- Antarktický poloostrov a Weddellovo moře
- Beringovo moře (Kanada, Rusko, Spojené státy)
- Barentsovo a Karské moře (Norsko, Rusko)

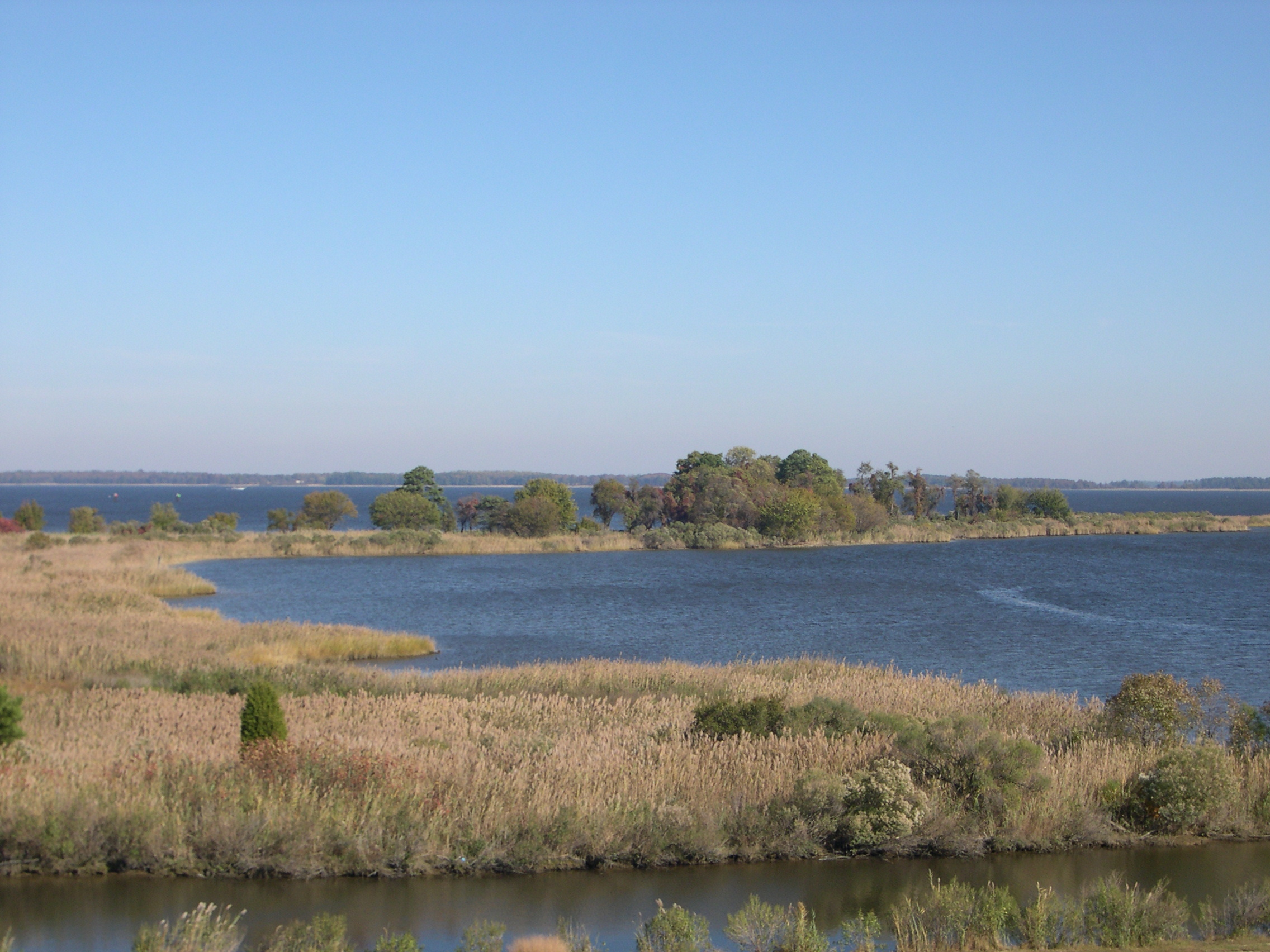
Přílivové mokřady v Chesapeakské zátoce

### Šelfy a moře mírného pásu
- Středozemní moře (Albánie, Alžírsko, Bosna a Hercegovina, Chorvatsko, Kypr, Egypt, Francie, Řecko, Izrael, Itálie, Libanon, Libye, Malta, Monako, Maroko, Srbsko a Černá Hora, Slovinsko, Španělsko, Sýrie, Tunisko, Turecko)
- Šelfová moře severovýchodního Atlantiku (Belgie, Dánsko, Estonsko, Finsko, Francie, Německo, Irsko, Lotyšsko, Litva, Nizozemsko, Norsko, Polsko, Rusko, Švédsko, Spojené království)
- Grand Banks u Newfoundlandu (Kanada, St. Pierre a Miquelon (Francie), Spojené státy)
- Chesapeakská zátoka (Spojené státy americké)
- Žluté moře (Čína, Severní Korea, Jižní Korea)
- Ochotské moře (Japonsko, Rusko)
- Patagonský jihozápadní Atlantik (Argentina, Brazílie, Chile, Uruguay)
- Moře u jižní Austrálie
- Moře okolo Nového Zélandu (Nový Zéland)

### Upwelling mírného pásu
- Kalifornský proud (Kanada, Mexiko, Spojené státy)
- Benguelský proud (Namibie, Jižní Afrika)
- Humboldtův proud (Chile, Ekvádor, Peru)
- Proud Střelkového mysu (Mosambik, Jižní Afrika)

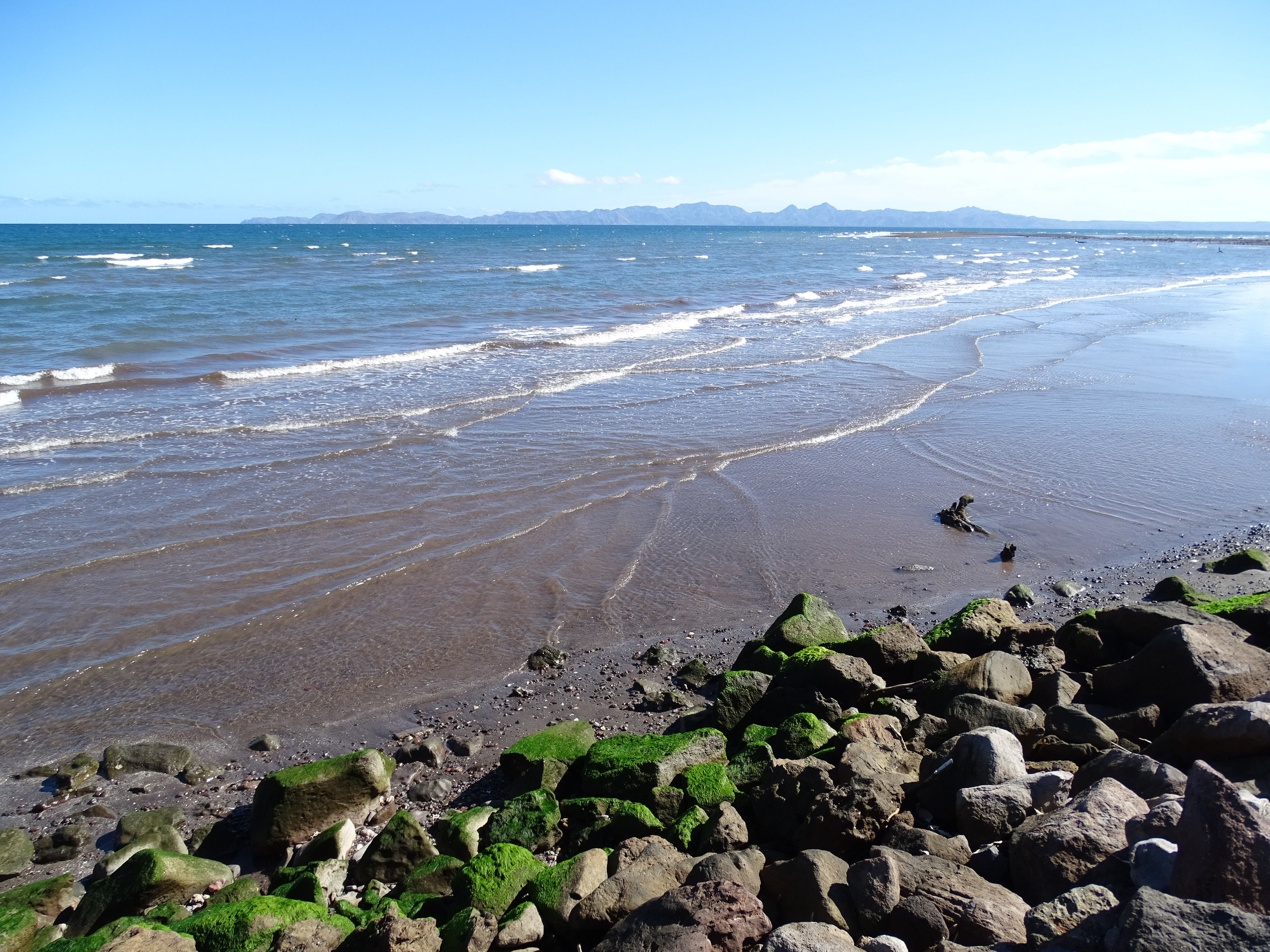
Pobřeží Kalifornského zálivu

### Tropické upwelling
- Moře u Západní Austrálie
- Panama Bight (Kolumbie, Ekvádor, Panama)
- Kalifornský záliv (Mexiko)
- Moře u Galapážských ostrovů (Ekvádor)
- Kanárský proud (Kanárské ostrovy, Gambie, Guinea-Bissau, Mauritánie, Maroko, Senegal, Západní Sahara)

Koráli Velkého bariérového útesu

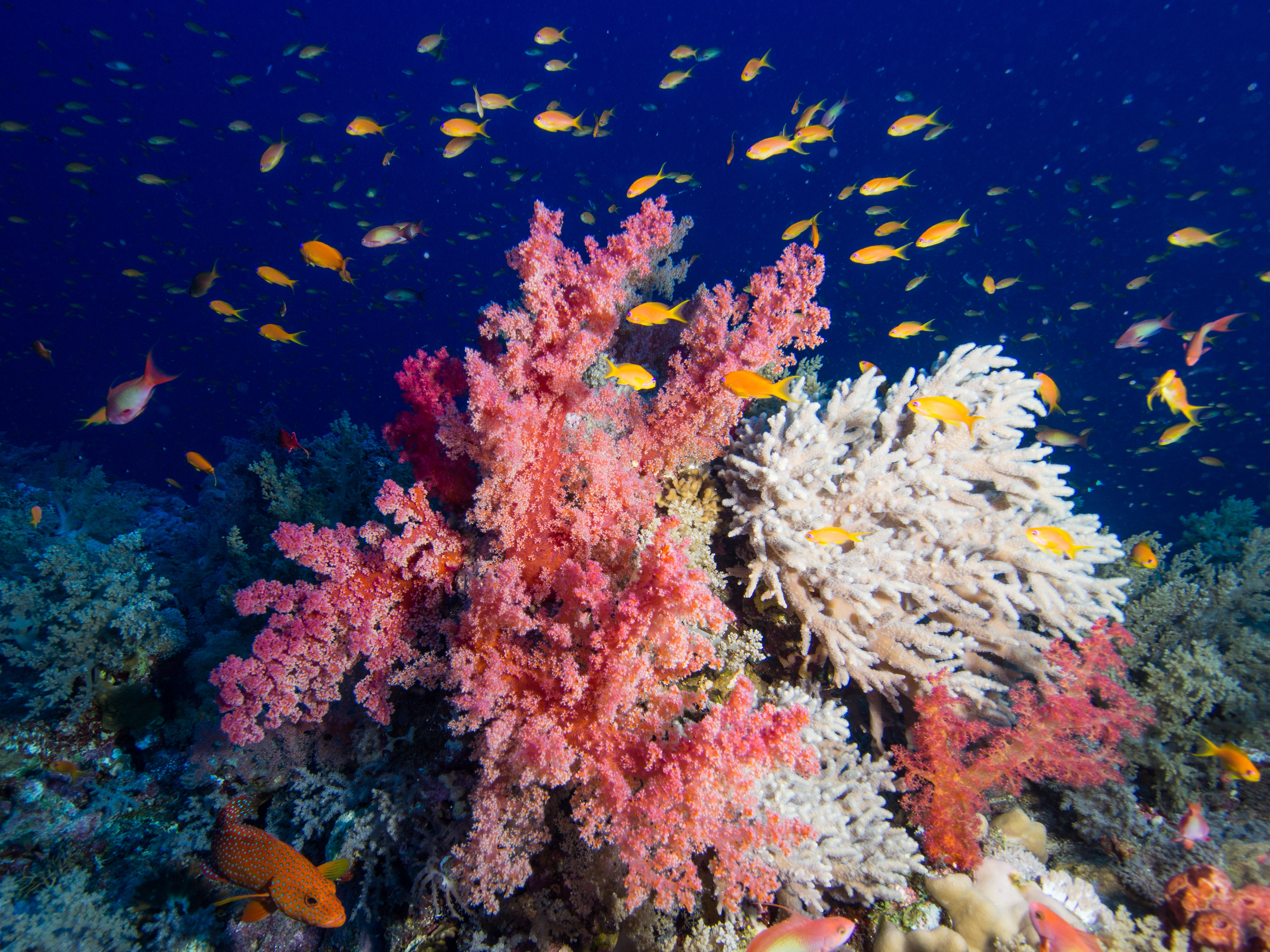
Fauna Elphinstonova útesu v Rudém moři

### Tropická korálová moře
- Nansei Shoto (Rjúkjúské ostrovy, Japonsko)
- Moře u ostrovů Sulu a Sulawesi (Indonésie, Malajsie, Filipíny)
- Moře u Bismarckových a Šalomounových ostrovů (Indonésie, Papua Nová Guinea, Šalomounovy ostrovy)
- Moře u ostrovů Banda a Flores (Indonésie)
- Bariérový útes Nové Kaledonie
- Velký bariérový útes (Austrálie)
- Moře u ostrovů Lorda Howa a Norfolku
- Moře u souostroví Palau
- Andamanské moře (Andamanské a Nikobarské ostrovy (Indie), Indonésie, Malajsie, Myanmar, Thajsko)
- Moře Tahiti (Cookovy ostrovy, Francouzská Polynésie)
- Moře Havaje (Havaj)
- Rapa Nui (Velikonoční ostrov)
- Fidžijský bariérový útes (Fidži)
- Atoly Malediv, Čagoských ostrovů a Lakadiv
- Rudé moře (Džibuti, Egypt, Eritrea, Izrael, Jordánsko, Saúdská Arábie, Súdán, Jemen)
- Arabské moře (Džibuti, Írán, Omán, Pákistán, Katar, Saúdská Arábie, Somálsko, Spojené arabské emiráty, Jemen)
- Moře u východní Afriky (Keňa, Mosambik, Somálsko, Tanzanie)
- Moře u západního Madagaskaru (Komory, Madagaskar, Mayotte a Iles Glorieuses, Seychely)
- Mezoamerický bariérový útesový systém (Belize, Guatemala, Honduras, Mexiko)
- Moře Velkých Antil (Bahamy, Kajmanské ostrovy, Kuba, Dominikánská republika, Haiti, Jamajka, Portoriko, ostrovy Turks a Caicos, Spojené státy americké)
- Jižní Karibské moře (Aruba, Kolumbie, Nizozemské Antily, Panama, Trinidad a Tobago, Venezuela)
- Šelf u severovýchodní Brazílie (Brazílie)

## Místa s globální prioritou

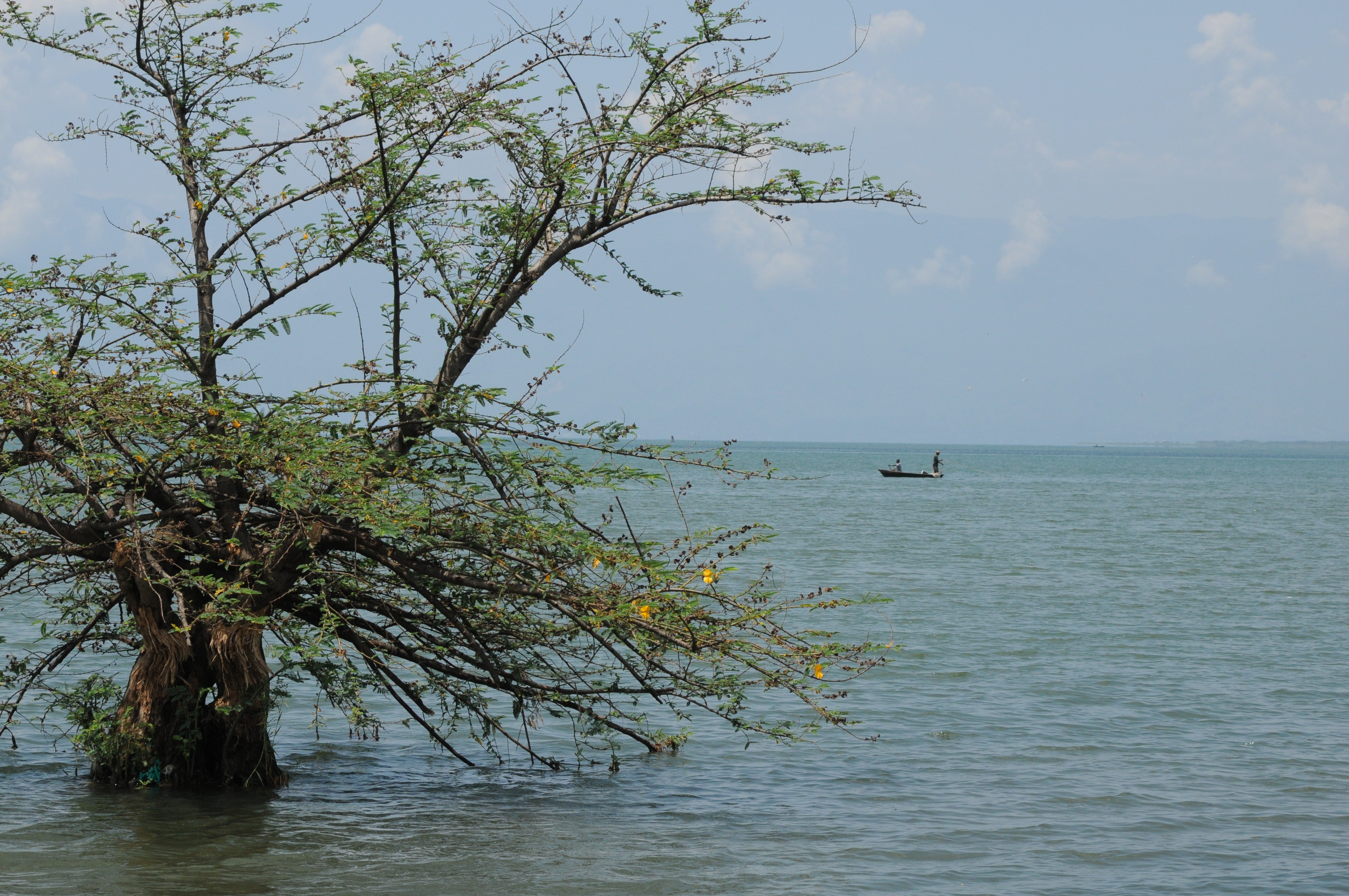
Jezero Tanganika

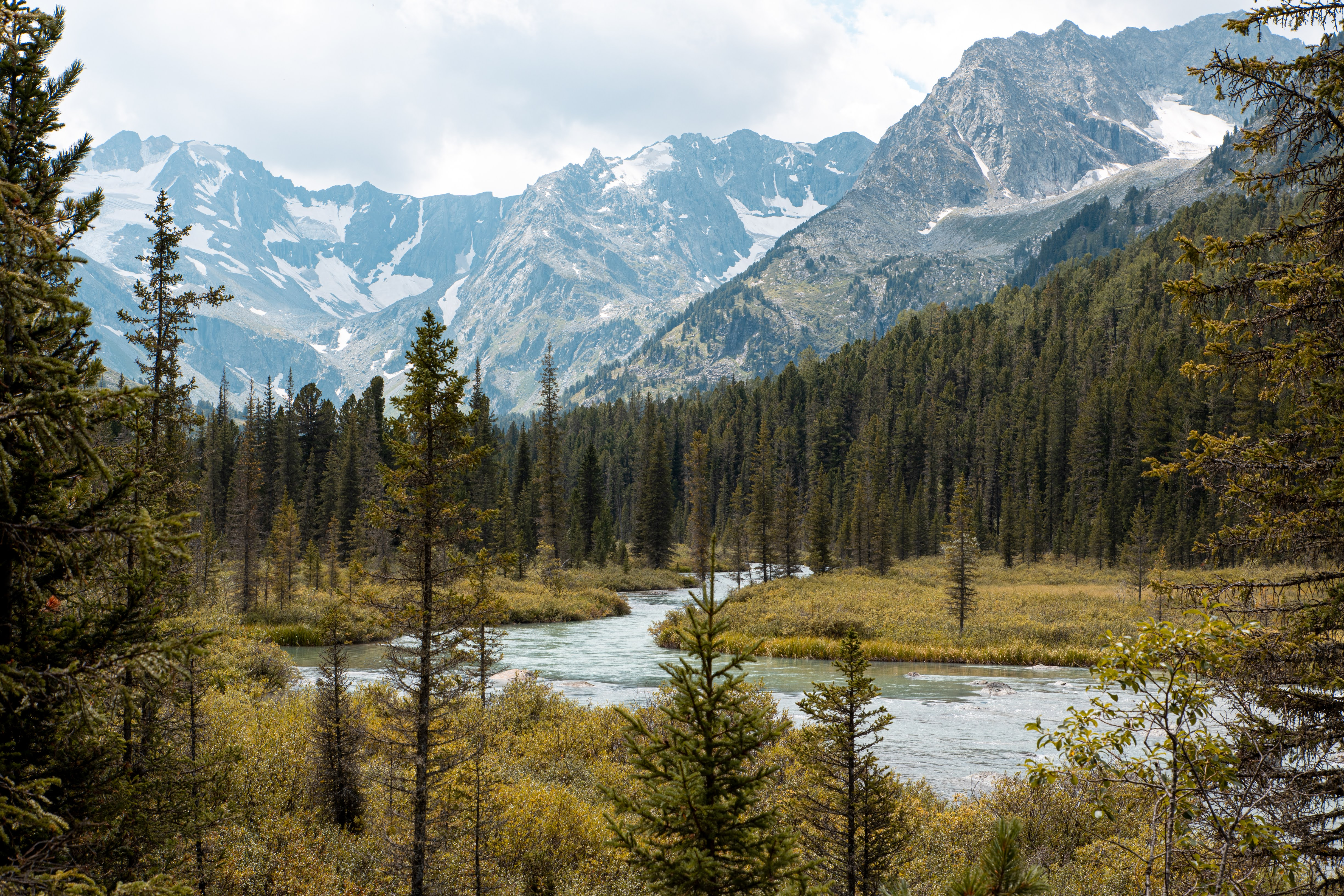
Horský les na Altaji

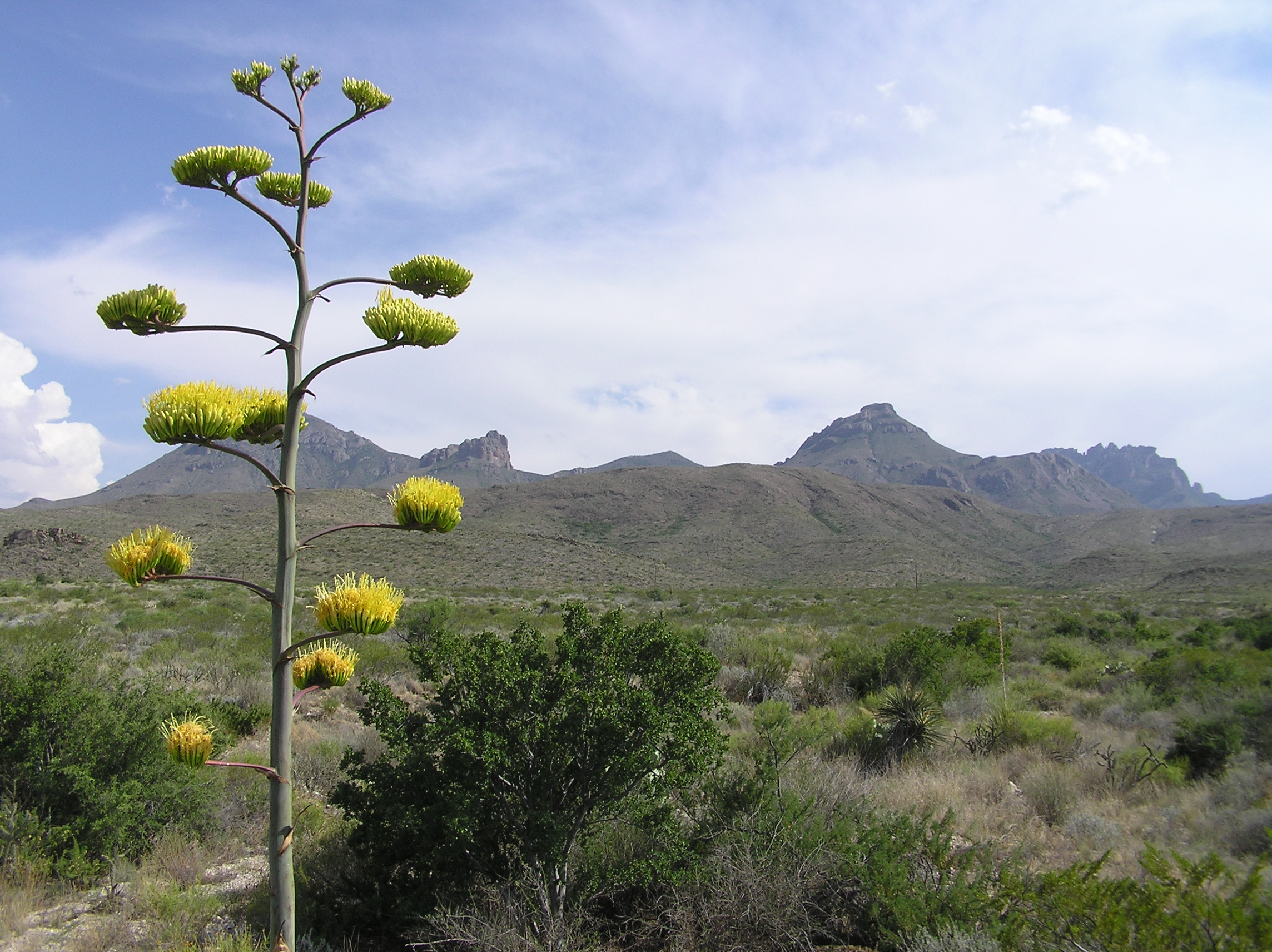
Čivavská poušť

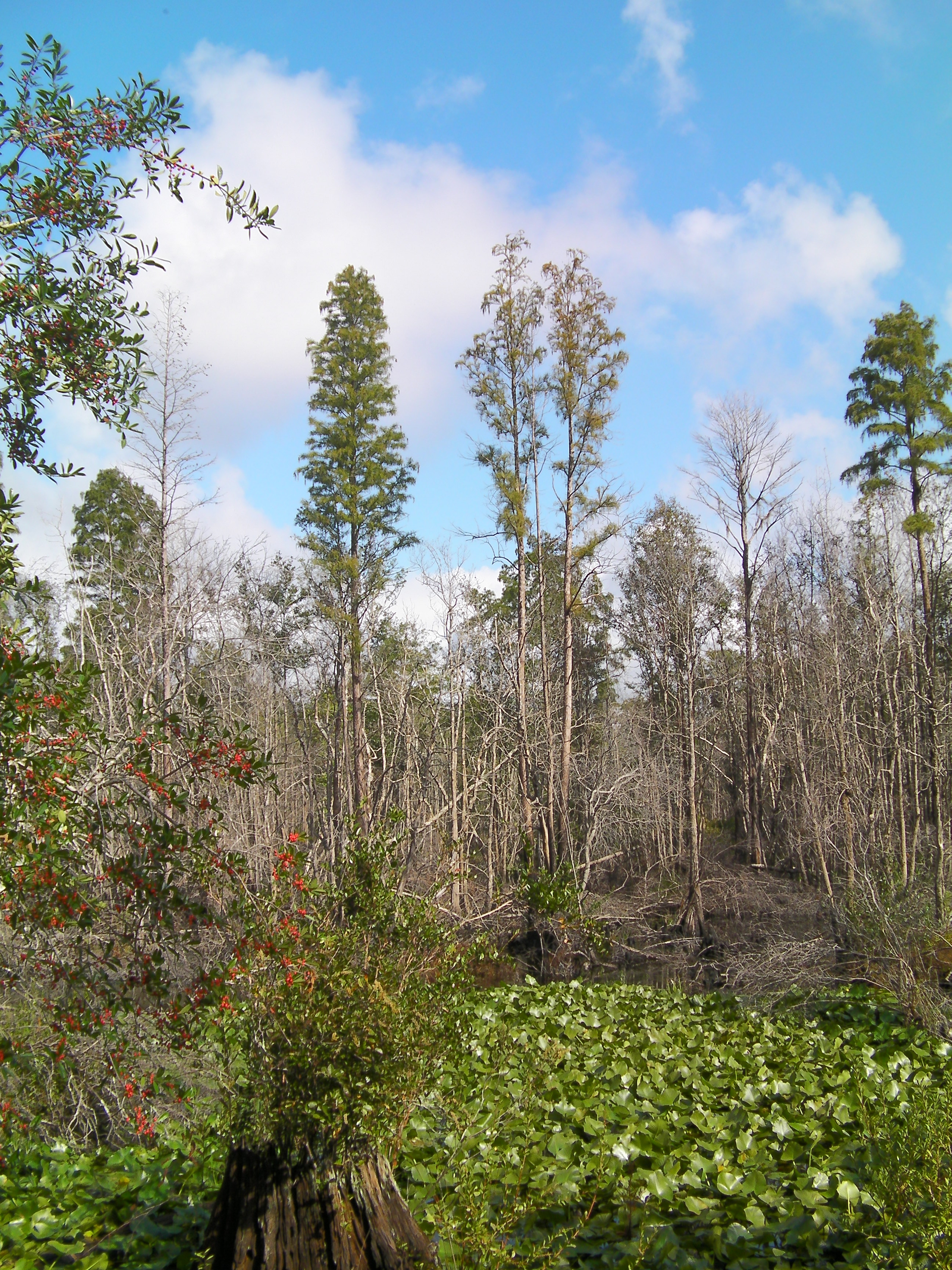
Tisovce v mokřadních lesích jihovýchodu Spojených států

WWF určilo 35 globálních prioritních míst po celém světě (suchozemských, sladkovodních a mořských) buď jako domov nenahraditelné a ohrožené biologické rozmanitosti, nebo jako příležitost zachovat největší a nejzachovalejší zástupce jejich ekosystému.
1. Jezera Velké příkopové propadliny – zahrnují 3 největší jezera v Africe: Viktoriino, Tanganika a Malawi, stejně jako jezera Turkana, Albert, Edward, Kivu a další.
2. Altajsko-sajanské horské lesy – jedna z posledních zbývajících nedotčených oblastí světa
3. Amazonie-Guayana – největší tropický deštný les a povodí na světě s mozaikou hor, jehličnatých lesů, stepních a alpských luk.
4. Amur/Heilong – Útočiště amurského leoparda a tygra.
5. Arktická moře a související boreální oblasti a tundra – ochrana arktického prostředí
6. Atlantické lesy – les se táhne od atlantického pobřeží Brazílie, na jih podél brazilského atlantického pobřeží a do vnitrozemí do severovýchodní Argentiny a východního Paraguaye.
7. Borneo a Sumatra – lesy neocenitelné hodnoty ukrývající dosud nepopsané druhy
8. Cerrado–Pantanal
9. Čivavská poušť – ochrana rovnováhy pouště
10. Chocó–Darién
11. Pobřežní východní Afrika – Zlepšování obživy ochranou přírody
12. Konžská pánev – Ochrana tropických lesů Afriky
13. Korálový trojúhelník – domov nejrozmanitější palety korálů a mořského života na světě
14. Východní Himálaj – posílení komunit k ochraně posvátných zemí
15. Fynbos
16. Galapágy – nejcennější ostrovy na světě
17. Velká černomořská pánev
18. Jezero Bajkal
19. Madagaskar – Zabezpečení jednoho z nejpodmanivějších ostrovů Země
20. Středozemní moře
21. Komplex Mekong – Ochrana řeky života od zdroje k moři
22. Lesy miombo
23. Namib-Karru-Kaokoveld
24. Nová Guinea a přilehlé ostrovy
25. Severní Great Plains
26. Řeka Orinoko a zatopené lesy
27. Řeky a potoky jihovýchodu USA
28. Jižní Chile – země prastarých lesů a bohatých oceánů
29. Jižní oceán
30. Jihozápadní Austrálie
31. Jihozápadní Pacifik
32. Sumatra
33. Moře Západní Afriky
34. Západní Ghát
35. Nížina řeky Jang-c'-ťiang – Udržování údolí života